# 約翰·甘迺迪國際機場
约翰·F·肯尼迪国际机场（英語：John F. Kennedy International Airport，俗称JFK机场、肯尼迪机场、纽约肯尼迪机场或JFK）是美國纽约市的主要国际机场。该机场是纽约机场中最繁忙者，并蝉联全美第十三繁忙机场及全北美国际旅客吞吐量最高者。超過九十家業者在该机场运营遍布六大洲的国内外航线。
肯尼迪机场地处皇后區牙买加，距曼哈頓中城16英里（26）。机场目前设有六座航站楼及四条跑道。旅客可通过肯尼迪机场高速公路或678号州际公路（范威克高速公路）或搭乘火车前往机场。肯尼迪机场目前为美國航空和達美航空之枢纽机场暨捷藍航空的运营基地。该机场亦曾为布兰尼夫国际航空、东方航空、国家航空、东北航空、泛美航空、塔航空和環球航空的枢纽。
机场于1948年通航，时称纽约国际机场（英語：New York International Airport）或伊德尔维尔德机场（英語：Idlewild Airport）。1963年，因美国总统肯尼迪遇刺身亡，机场易名为约翰·F·肯尼迪国际机场以兹纪念。

## 歷史

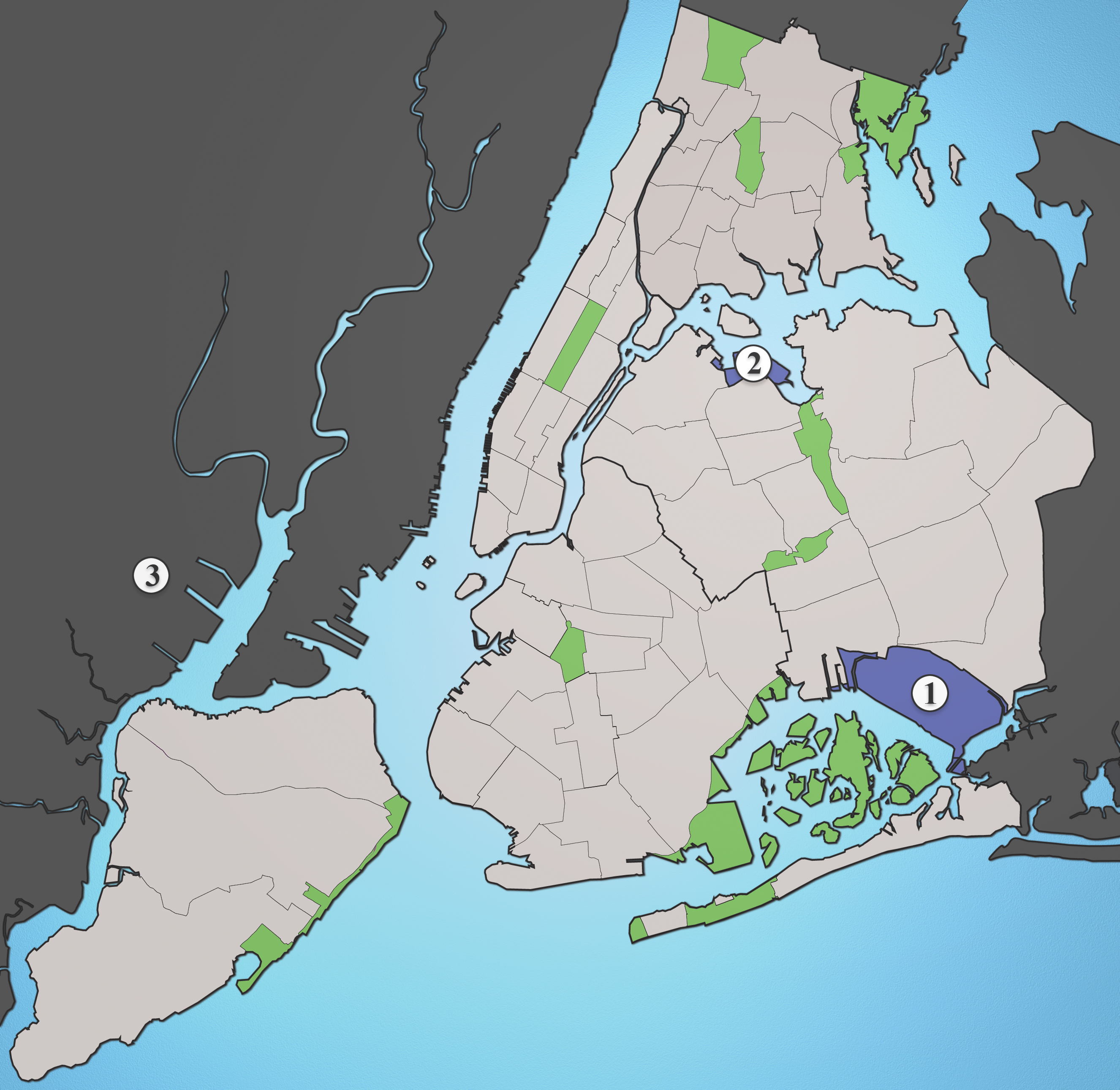
纽约三大机场之分布：
（1）：肯尼迪国际机场
（2）：拉瓜迪亚机场
（3）：纽华克自由国际机场

### 建设过程
约翰·F·肯尼迪国际机场本名伊德尔维尔德机场，名源位于机场现址的原伊德尔维尔德海滩高尔夫球场。建设该机场之目的是为于1939年通航，业已不敷使用的拉瓜地亞機場分流:2。1941年末，市长菲奥雷洛·亨利·拉瓜迪亚宣布暂定征用牙买加湾的大片沼泽地（包括高尔夫球场、夏日酒店和牙买加海机场的着陆跑道）以新建机场:2。土地所有权于1941年12月末移交。机场于1943年开工，但机场的总体规划尚未确定:2–3。
最初政府注资约6000万美元，但实际仅获指定1,000英畝（400公頃）（即高尔夫球场的占地）土地。该项目在1943年一度更名为亚历山大·E·安德森少将机场。更名计划最终被拉瓜迪亚市长驳回，并被紐約市議會追认；此后，机场仍被称为“伊德尔维尔德”。1944年，纽约市估价委员会再为机场项目指配1,350英畝（550公頃）土地。纽约港务局（今紐約與新澤西港務局）于1947年接管伊德尔维尔德机场:3，并持续至今。1948年3月，市议会将机场定名为纽约国际机场（安德森），但在1963年12月24日前，民间仍以“伊德尔维尔德”称呼该机场。当时机场当局有意将该机场打造为世界上最大，最高效的机场，“并消除了一切混乱和拥堵”:3。

### 早年营运

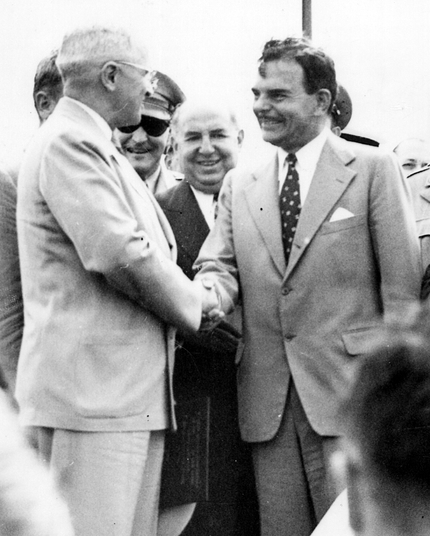
总统杜鲁门（左）与州长托马斯·杜威（右）在伊德尔维尔德机场落成典礼上

1948年7月1日，伊德尔维尔德机场举行首飞仪式，哈里·S·杜鲁门参与了通航典礼。尔后港务局禁止外航使用拉瓜迪亚机场，迫使他们在之后的几年内转场至伊德尔维尔德机场。当时机场只有一座占地规模79,280-平方英尺（7,365-平方）的航站楼:3。1949年，航站楼扩建至215,501平方英尺（20,021平方）。后续由进行了多次扩建：1952年，塔台落成；及后还新建及改扩建了多座建筑物并新建滑行道。
伊德尔维尔德机场在通航初期开放六条跑道，而七号跑道尚在施工：1L跑道及7L跑道遭到搁置，迄今未有飞机起降； 31R跑道（原长8,000英尺或2,438）使用至今；31L跑道（原长 9,500英尺或2,896）在机场通航不久后启用；1R跑道于1957年停用，7R跑道约于1966年停用。4跑道（原长8,000英尺，今4L跑道）于1949年6月投运，4R跑道则于前者投运十年后开放。机场在7R跑道关闭后另建较短的14/32跑道，惟在1990年后才开始保障通用航空、短距起降飞机及小型通勤飞机起降。
Avro Jetliner于1950年4月16日降落在伊德尔维尔德机场，为首架来访该机场的喷气机。第二架降落于该机场的喷气机为卡拉維爾客機，1957年5月2日进港。1957年末，苏联申请允许两架圖波列夫Tu-104喷气机落地伊德尔维尔德机场以运输外交官员；惟港务局以“未经噪音测试”为由予以拒绝（此前卡拉維爾客机已在巴黎进行测试）。
1951年，机场每日有79架次航班起降；1951年十月的《航班指南》指出国家航空及西北航空每日经营九班国内航班。因位于伊丽莎白市的纽瓦克机场于1952年2月因三宗致命航空事故暂时停航，该机场的大部分客流转移至伊德尔维尔德机场（1952年时日均执行航班242班，另有一部分原在纽瓦克机场起降的航班被分流至拉瓜迪亚机场），而拉瓜迪亚和伊德尔维尔德机场周边即为海域，而非人口稠密的居民区。纽瓦克机场于1952年11月恢复民航，经调整的航行路线使飞机无需飞越伊丽莎白市。洛克希德L-1049“星座”及道格拉斯DC-7在1951年及1953年间开始大量运用，且在早期并未开始在拉瓜迪亚机场提供服务，从而为伊德尔维尔德机场带来了更多客流。1957年四月的《航班指南》指出当时伊德尔维尔德机场每周保障出港航班1283架次，东方航空执飞约250架次、国家航空执飞150架次、泛美航空执飞130架次。

### “一家航空公司，一座航站”
到1954年，伊德尔维尔德机场的国际旅客吞吐量达世界第一:3。港务局曾计划新建一座带55个登机门的新航站楼，但主要航司均反对该计划，并认为它将难以应付未来产生的巨大客流。后建筑师华莱士·哈里森提议为每一间航司提供土地供他们自行建设航站楼。该计划较前者更加实用，使航站楼更易寻获，并倒逼航空公司改善自己的航站楼设计方案。修订后的计划于1955年获航司批准，最初计划新建七座航站楼。五座航站楼供个别航空公司使用，一座为三间航司共用，一座用于保障国际进港航班（后国家航空和英国航空入驻伊德尔维尔德机场）。此外，中心还将有一个高11层的塔台、配套道路、停车场、滑行道和一个環礁湖:3。机场可保障毛重不超过300,000磅（140,000）的航空器起降。惟后期为应对波音747，机场当局调整了设计方案。
国际到达大楼（IAB）是该机场首个新航站楼，1957年12月投运，该航站楼由SOM建築設計事務所设计:3。航站楼长2,300英尺（700），与7R跑道平行。该航站楼创新性的设置指廊以增加机位。该航站楼于1970年代进行扩建以安装廊桥。但到1990年代，航站楼已不敷使用，且未预留足够的安检区域。它于2000年被拆除，并由四号航站楼取而代之。
聯合航空和達美航空之七号航站楼（后更名为九号航站楼，同样由SOM设计:3–4）于1959年10月投运，但已于2008年拆除。
東方航空之一号航站楼（由切斯特·丘吉尔设计:4）于1959年11月投运。航站楼已于1995年拆除以重建。
美國航空之八号航站楼于1960年投运。航站楼由卡恩＆雅各布斯设计:3，并安装了由罗伯特·索尔斯设计，面积达317-英尺（97-）的花窗玻璃，在1979年前，更为当时世界上最大的彩色玻璃幕墙。立面于2007年随八号航站楼的拆除而被移去。美国航空称移除该装饰耗费了大量资金。
泛美航空之世界港（即三号航站楼）于1960年投运，由蒂佩茨-雅培-麦卡锡-斯特拉顿设计:4。其特点是一顶由32组径向柱和电缆悬挂的大型椭圆形屋顶；屋顶半径达114英尺（35）以覆盖候机室。该航站楼率先利用廊桥上下客，取代了传统的登機梯。航站楼于2013年拆除。
環球航空之環航飛行中心于1962年投运，由埃罗·萨里宁设计，屋面呈飞鸟形。环球航空于2001年倒闭后，航站楼长期闲置直至捷藍航空与紐約與新澤西港務局于2005年确定在原有建筑东侧新建一个带26个登机口的新航站楼（即五号航站楼）。新航站楼于2008年10月22日投运。五号航站楼利用既有旅客通道连接原由萨里宁设计之部分（或谓主楼），后者业已改建为TWA飯店。
西北航空、布兰尼夫国际航空及东北航空于1962年11月开始运用同一航站楼（即二号航站楼）。
国家航空之Sundrome（即六号航站楼）于1969年投运，由I.M.Pei设计。当时该航站楼使用了全玻璃中梃分割窗户，在当时尚属首次。2001年，聯合航空有意将该航站楼于环航飞行中心打造为联航的新枢纽。捷藍航空于2001年入驻六号航站楼，直至其于2008年转场至五号航站楼。该航站楼于2011年拆除。

### 后期营运
机场于1963年12月24日（即美国总统约翰·肯尼迪遇刺身亡一月又二日后）易名为“约翰·F·肯尼迪国际机场”；更名由市长小罗伯特·瓦格纳提议。原机场代码“IDL”及“KIDL”转隶密西西比州的印第安诺拉市立机场，现使用之“JFK”及“KJFK”为先总统名称之首字母缩写。
航空公司于1958-59年纷纷开通往返伊德尔维尔德机场的定期喷气机服务；拉瓜迪亚机场直到1964年方有喷气机起降，此时肯尼迪机场已是纽约最繁忙的机场。从1962年到1967年，肯尼迪机场航班起降量超越拉瓜迪亚机场和纽瓦克机场之总和，为全美第二繁忙的机场，1967年时总起降量更达403,981架次。1960年至1966年，拉瓜迪亚机场建成了新航站楼并延长跑道。到1970年代中期，如按航班数量统计，二者航空流量大致相等；纽瓦克在1980年代之前屈居第三（但拉瓜迪亚机场重建期间例外）。法航和英航于1977年11月22日开办由协和式客机执飞的跨大西洋超音速航班，惟二者已先后于2003年5月及2003年10月24日退役协和客机。
经数十年规划论证，甘迺迪國際機場捷運于1998年开工。该线路原定于2002年投入使用，但后续因施工问题及致命事故延至2003年12月17日投运。该路线连接肯尼迪机场各航站楼，并与紐約地鐵霍华德海滩站及長島鐵路牙买加站相连。
新一号航站楼于1998年5月28日投运；耗资14亿美元的四号航站楼于2001年5月24日取代原国际到达大楼。捷藍航空将環航飛行中心纳入五号航站楼，及后原八、九号航站楼被拆除并在原址新建新八号航站楼，作为美國航空之枢纽。港务局委员会于2008年批准一项耗资2000万美元的规划研究，包括重建達美航空之二号、三号航站楼。
2007年3月19日，肯尼迪机场接待了全美首班空中客车A380航班。该航线由汉莎航空运营，载客量达500人，使用一号航站楼。2008年8月1日，阿联酋航空开通首班A380定期航班（纽约—迪拜往返，使用四号航站楼）。虽该服务一度因客流低迷于2009年暂停，但在2010年11月后恢复运营。以下航司使用A380营运肯尼迪航线：新加坡航空（纽约-法兰克福–新加坡航线）、法國航空（纽约-巴黎航线）、汉莎航空（纽约-法兰克福航线）、大韓航空（纽约-首尔航线）、韓亞航空（纽约-首尔航线）、阿提哈德航空（纽约-阿布扎比航线）及阿联酋航空（纽约-米兰–迪拜航线及纽约–迪拜航线）。2015年12月8日，肯尼迪机场开通首条空客A350定期航线（由卡塔尔航空执飞，航线为纽约-多哈）。
2016年8月14日下午9时31分，八号航站楼传出枪声；不久之后，一号航站楼亦传出类似声音。调查显示没有发生枪击事件，但受惊的旅客从航站楼逃往高速公路或闯入飞行区。受此影响，航站楼暂时关闭，部分航班因此备降其他机场。后经警方调查，枪声实际为旅客在尤塞恩·博尔特在2016年夏季奧林匹克運動會田徑男子100公尺比賽获胜后发出的掌声。后续引发的踩踏事件造成二人受伤，港务局警察局后来审查了其应对潜在恐怖袭击的策略。
目前该机场运营着最长航程航班——新航23/24号航班。该航线于2020年开办，往返纽约和新加坡，使用A350-900ULR执飞。

## 航廈

### 概览

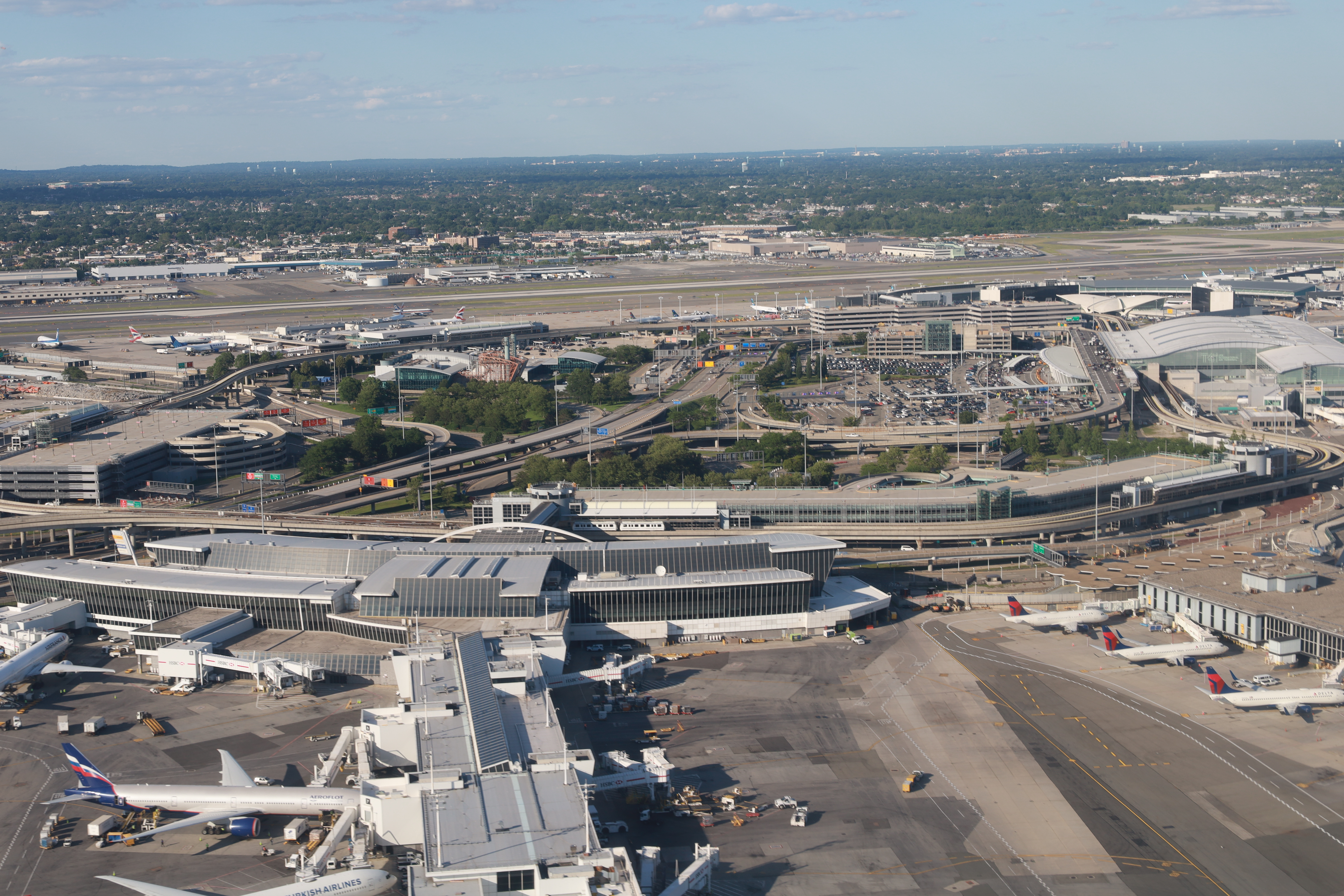
鸟瞰肯尼迪机场航站区（摄于2021年）

肯尼迪机场目前有五座航站楼正在使用，他们合共提供130个登机门。航站楼按一到八的顺序排列（除已于2023年停用之T2、2013年拆除之T3及于2011年拆除之T6）。
除塔航航站楼外，其余航站楼以变形之U形图案排列，并在中间安置发电站、停车场等机场设施。航站楼之间以AirTrain和道路接驳。航站楼导航标牌皆由保罗·米克塞纳尔设计。君迪与《航空周刊》于2006年进行的联合调查显示：在美国大型机场中，肯尼迪机场旅客总体满意度仅次于为拉斯维加斯都会区服务之哈里·瑞德国际机场。
在1990年代初前，除却四号航站楼（即“国际到达大楼”），其余航站楼均为单一航司专用。在1990年代初，除位于主航站区外的塔航航站楼外，其余航站楼都有编号。与港务局辖区内的其他机场一样，肯尼迪机场的部分航站楼由外包公司运营及维护。此外，除皇家史基浦集團运营的四号航站楼外，其他航站楼均由一家或多家航空公司运营。所有航站楼均可保障未预清关的国际进港航班。
航站楼之间大多不互认安检，旅客须在禁区外搭乘穿梭巴士或AirTrain前往另一航站楼，再重新安检。

### 一号航站楼
一号航站楼于1998年投运，时值肯尼迪机场开航五十周年。该航站楼由法國航空、日本航空、大韓航空和汉莎航空合组的一号航站楼集团营运。当时由于设施不全，四者在达成协议后合资运营该航站楼。东方航空航站楼的原址即在此地。
目前六家天合聯盟成员（俄航、法航、中国东航、ITA航空、大韓航空及沙特阿拉伯航空），十一家星空聯盟成员（中国国航、纽航、韓亞航空、奧地利航空、布魯塞爾航空、埃航、長榮航空、汉莎航空、瑞航、葡航及土航），以及寰宇一家成员摩洛哥皇家航空入驻一号航站楼。其他使用该航站楼的航司包括塞内加尔航空、塞爾維亞航空、亞速爾群島航空、开曼航空、Flair航空、勒奥斯航空、北歐大西洋航空（仅伦敦线）、菲律賓航空、愉快空中巴士航空及沃拉里斯航空。
一号航站楼由威廉·尼古拉斯·博杜瓦合伙公司设计。与T4一样，该航站楼具有空中客车A380保障能力，大韩航空首尔仁川-纽约航线即使用该机型。另外，法航在2003年前曾使用协和式客机营运的巴黎-纽约航线即在此停泊。一号航站楼设有11个登机口。

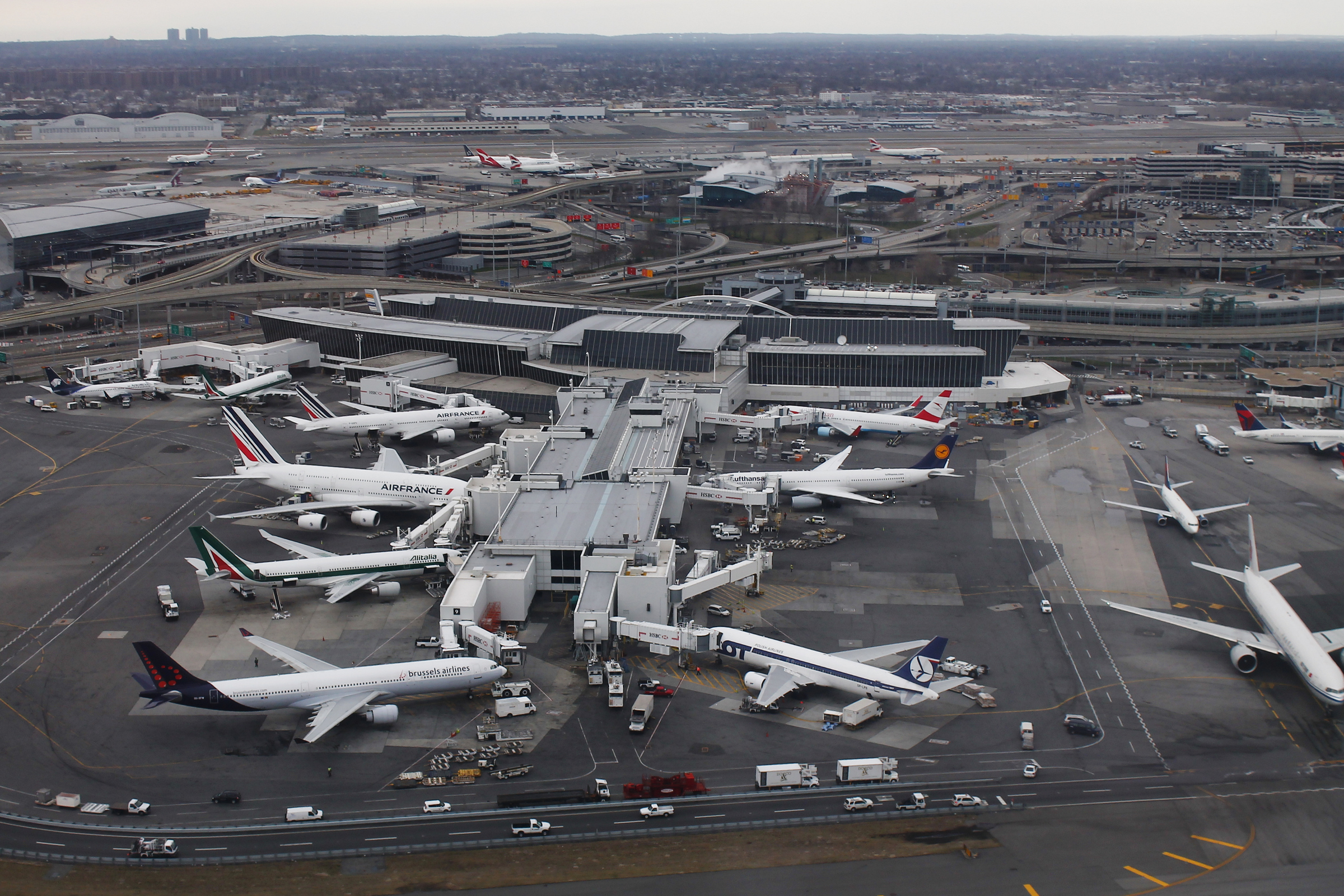
第一航廈航拍
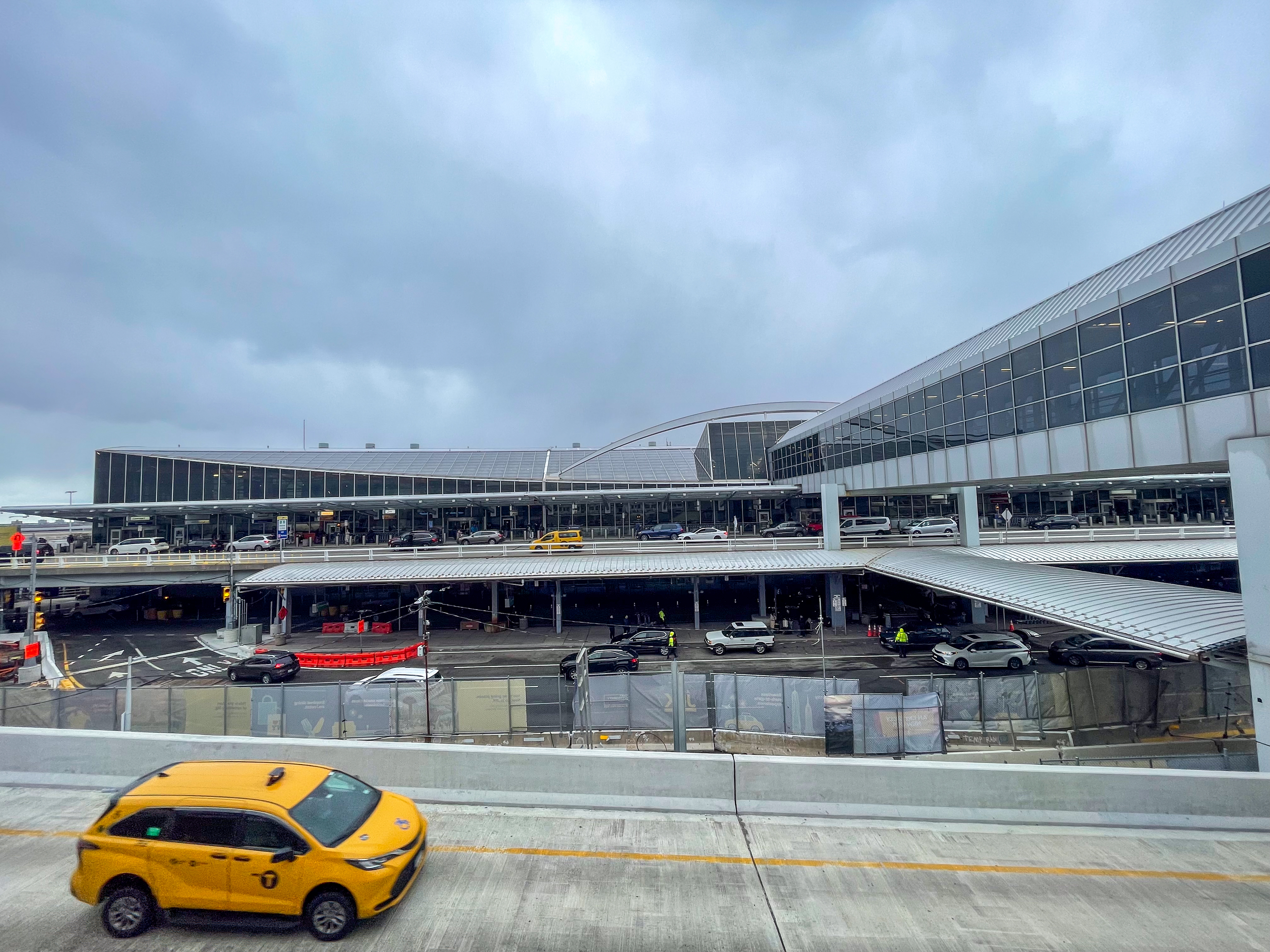
陆侧建筑
值机大厅
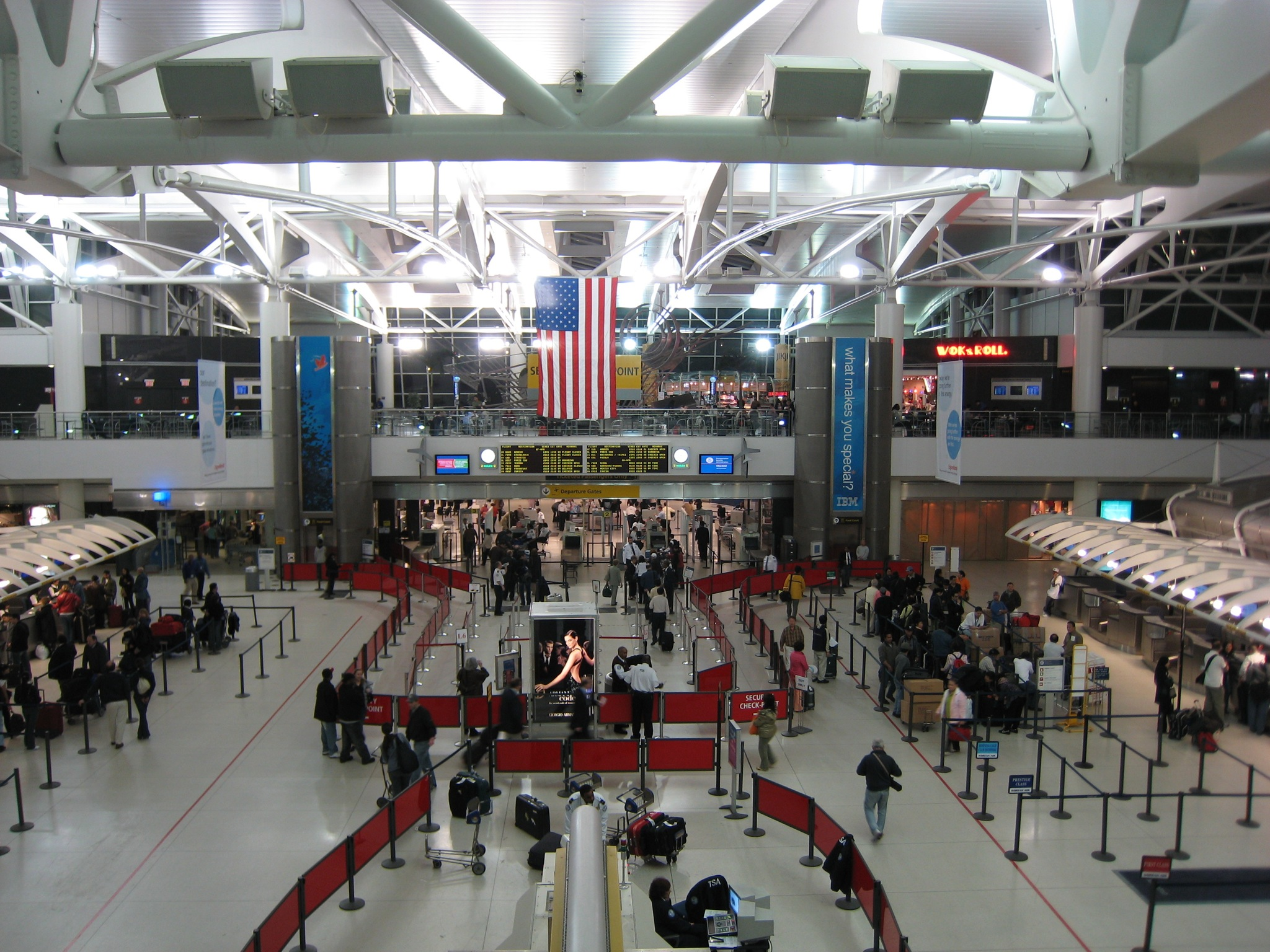
出发大堂

### 第四航廈
四号航站楼由LCOR公司建造，皇家史基浦集團下辖肯尼迪机场国际航站楼公司运营该设施，为全美首座由外国公司管理的航站楼。航站楼设有两条指廊与48个登机口，且为達美航空在肯尼迪机场的枢纽。A指廊（对应登机口为A2–A12、A14–A17、A19、A21）保障大部分亚洲航司、部分欧洲航司以及达美连接航空的航班，B指廊保障达美航空的国内/国际航班及天合聯盟成员的航班。
四号航站楼供八家天合聯盟航司（如墨西哥國際航空、欧罗巴航空、中華航空、達美航空、肯尼亚航空、荷蘭皇家航空、厦门航空与維珍航空），四家星空聯盟航司（印度航空、哥倫比亞航空、巴拿馬航空、新加坡航空）与部分不结盟航司的航班，包括加勒比航空、以色列航空、阿联酋航空、阿提哈德航空、海南航空、夏威夷航空、捷藍航空（仅深夜抵港之国际航班）、巴西南美航空、智利南美航空、烏茲別克斯坦航空和西捷航空。与T1类似，该航站楼亦具有空中客车A380保障能力，阿联酋航空的纽约—迪拜（部分经停米兰）航线与新加坡航空的新加坡—法兰克福—纽约航线即使用该机型。迄2019年，T4仅A6号门设有三个活动端的廊桥，方便A380旅客乘降。
航站楼由SOM建築設計事務所设计，并于2001年初投运。占地达1.5 × 106平方英尺（140,000平方），耗资达14亿美元的新航站楼取代了由同一家事务所设计，于1957年竣工的旧国际到达大楼。新航站楼设有AirTrain站点，大型值机区以及约合四个街区长的商业区。
四号航站楼多年来进行了多次扩建。2013年5月24日，一个耗资14亿美元的项目竣工，工程包括新建机械化托运行李安检系统、一个安检中心（将两个安检区迁入四楼并合并为单一设施）、九个国际线登机口、经改善的海关边防设施、以及当时最大的达美飞凡贵宾室。工程期间，亦在B20口附近新建了占地规模达8000平方英尺，专供“JFK Jitney”穿梭巴士服务使用的公车候车区，方便旅客来往T4与T2。同样在2013年，达美航空、肯尼迪机场国际航站楼公司与港务局同意投资1.75亿美元开展二期工程，期间将新建11个支线飞机专用廊桥以取代即将拆除的T2远机位和T3。达美航空因此需要向纽约市工业发展局申请拨款，二期工程于2015年1月完成。
到2017年，T4扩能计划与更为重要的肯尼迪机场现代化提案一起提出。2020年初，州长科莫宣布，港务局和达美/IAT已达成协议，计划投资38亿美元为A指廊新建16个国内线登机口、翻新进出港大堂及改善陆侧道路。到2021年四月，鉴于2019冠状病毒病疫情导致经济萧条，工程预算被削减至15亿美元。修订后的计划要求对到达/出发大厅进行现代化改造，并仅在A指廊新建10个登机口。2023年初，随着新登机口的开放，达美航空调整了在四号航站楼的运营安排。达美还将在2024年初在A指廊开设一个新的飞凡贵宾室，并为达美商务舱乘客设置专用贵宾室。达美航空的B指廊扩建工程预计将于2023年秋季完工。
美國運通于2019年开始建造百夫长休息室，2020年10月投入使用。该设施位居塔台与A2登机门之间，设有15,000平方英尺的餐饮、酒吧及健身设施。
2024年，四号航站楼宣布扩展艺术文化项目，并同航空摇篮博物馆合作举办数字和静态摄影展，展品有当地艺术家泽汉·瓦兹德创作代表皇后区的壁画、由航站楼员工创作的系列摄影作品；以及与Proto hologram合作在机场内首次安装独立式全息装置，展示布朗克斯动物园的动物，并向旅客呈现喜剧演员豪伊·曼德爾的全息影像，给他们带来惊喜。

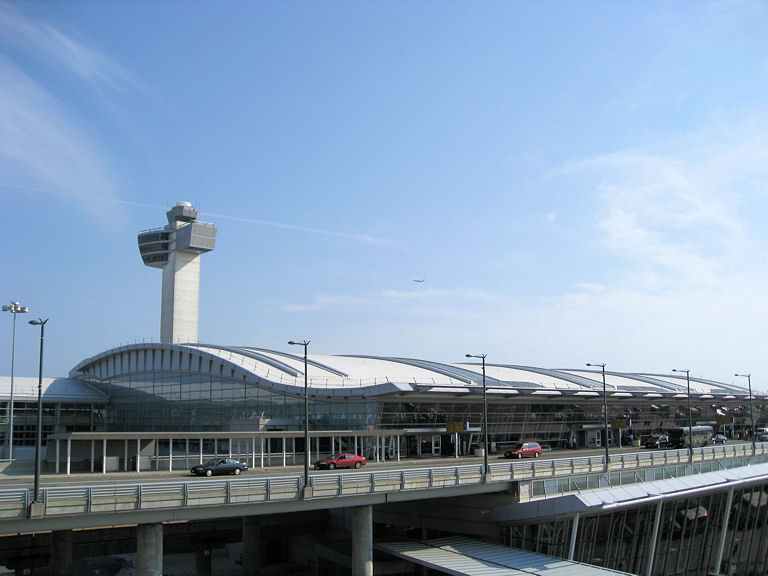
第四客運大樓於2001年5月取代了舊的國際抵達站
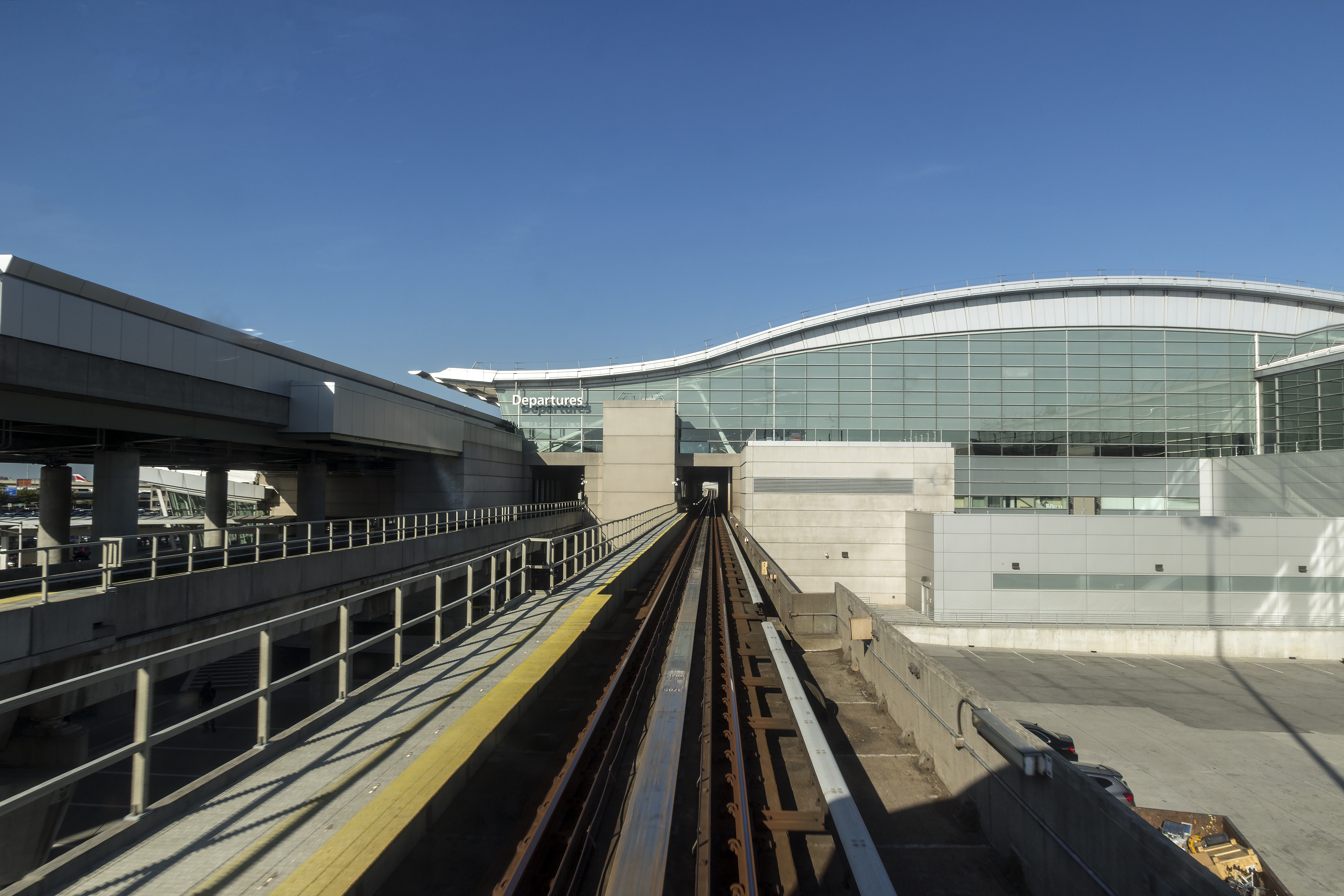
机场捷运T4车站
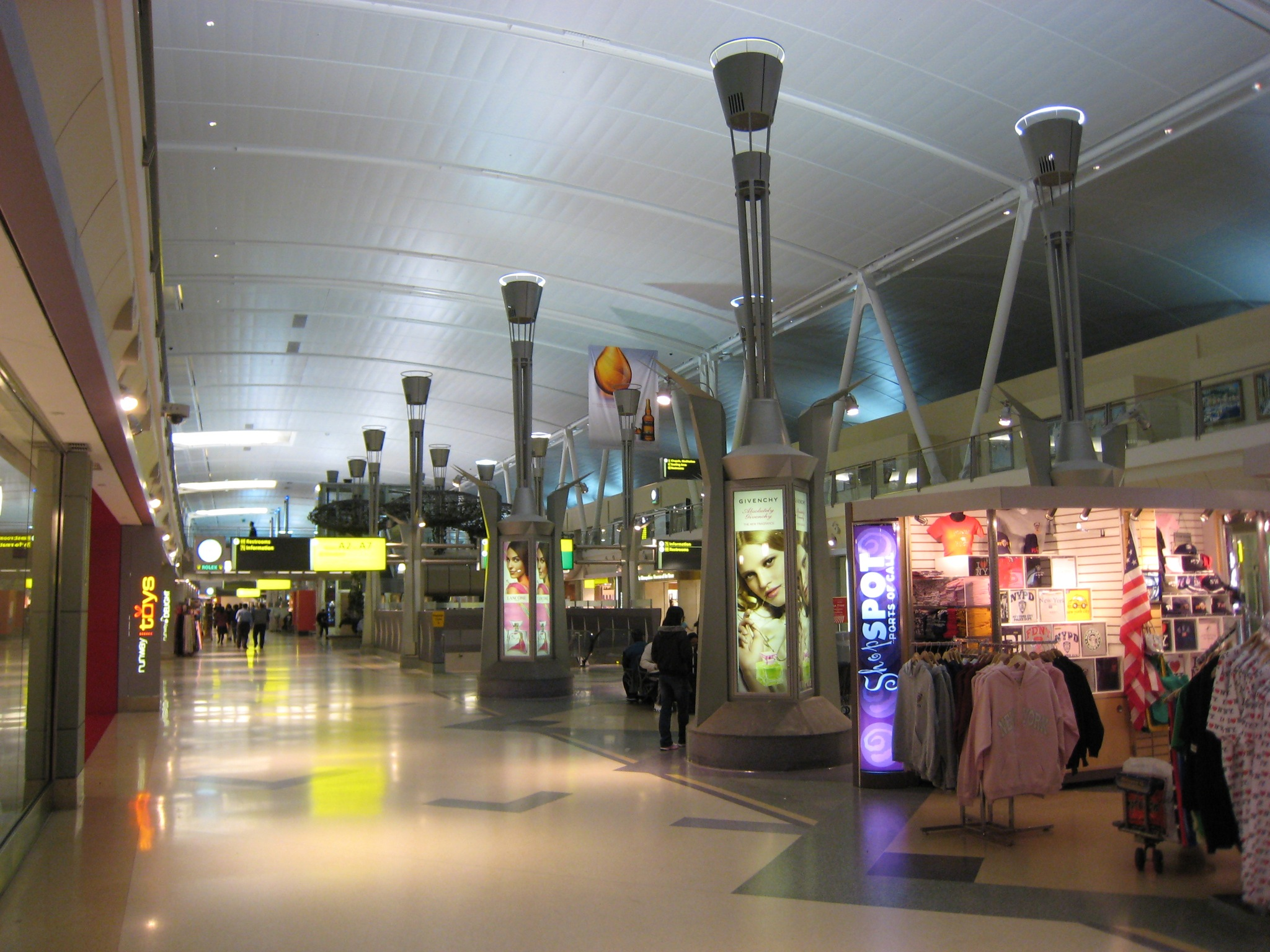
航站楼内部
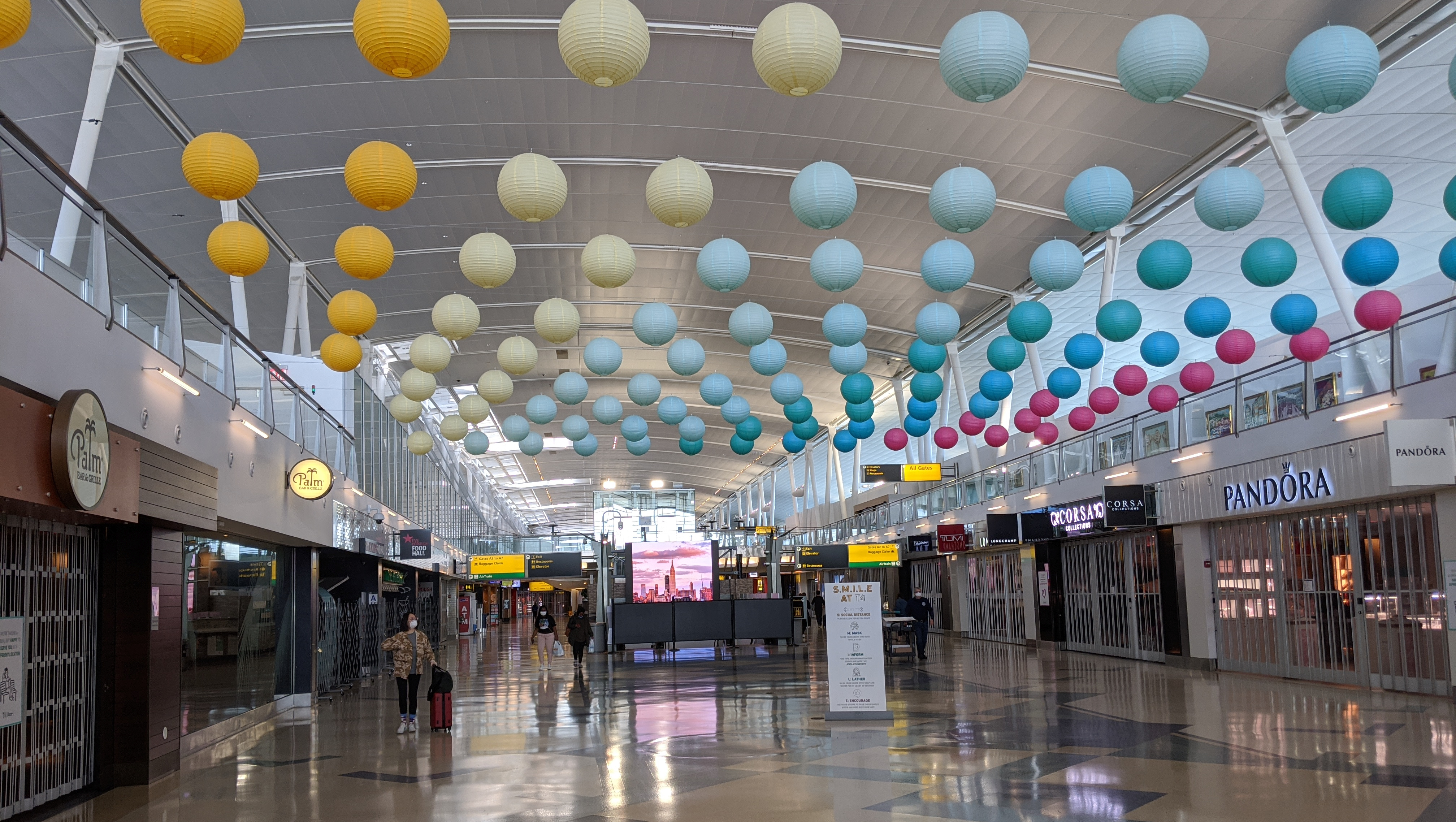
空侧商业
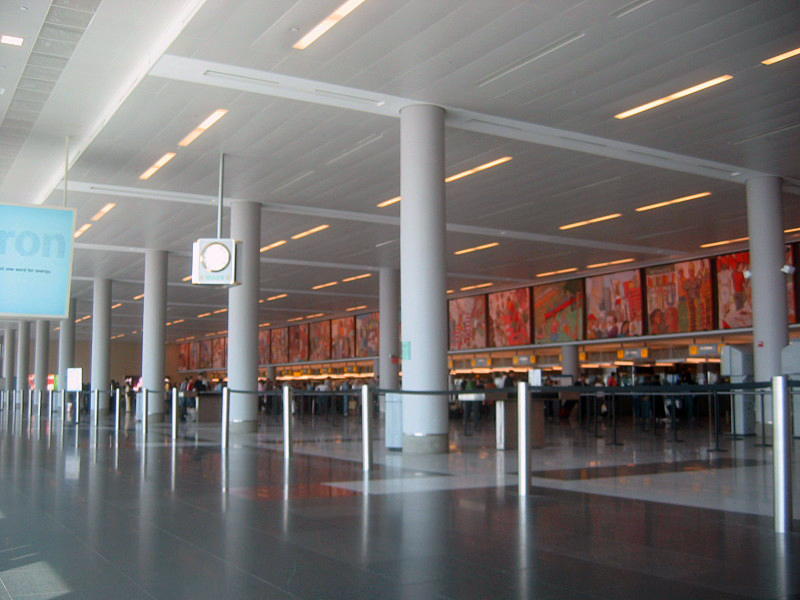
清关设施

### 五号航站楼
五号航站楼于2008年投运，为捷藍航空在肯尼迪机场的运营基地。开普航空与爱尔兰航空的进港航班在香農機場或都柏林机场预先清关后，亦使用该航站楼。爱尔兰航空在爱尔兰本土设置预先清关设施前使用T4，尔后于2013年4月3日转场至五号航站楼。2014年11月12日，捷蓝航空在该航站楼设置了国际进港航班保障区（T5i）
该航站楼由金斯勒公司设计， 特纳建筑负责建造，航站楼主体毗邻埃罗·萨里宁的環航飛行中心（后者与前者相连，目前被视为五号航站楼的一部分）。环航飞行中心于2019年5月以TWA飯店名义重开。五号航站楼设有29个登机口：1—12和14—30。25—30号口保障未清关的国际航班（28—30号口于2014年11月投用）。
航站楼设有TSA PreCheck设施，用于快速安检，每日凌晨三时至晚上十一时开放。
Airspace Lounge于2013年6月在24号口附近开设了机场贵宾室，尔后爱尔兰航空亦于2015年开设贵宾室，该航站楼于2015年设置“T5 Rooftop & Wooftop Lounge”休息室，向全体旅客开放，位于28号登机口附近。2016年8月，捷蓝航空将美国Fraport指定为特许开发商，以便吸引和管理符合捷蓝航空T5愿景的特许经营租户2016年夏季，捷蓝航空对五号航站楼进行翻新，期间对值机大厅进行了全面改造。2018年，Airspace Lounge撤出T5。

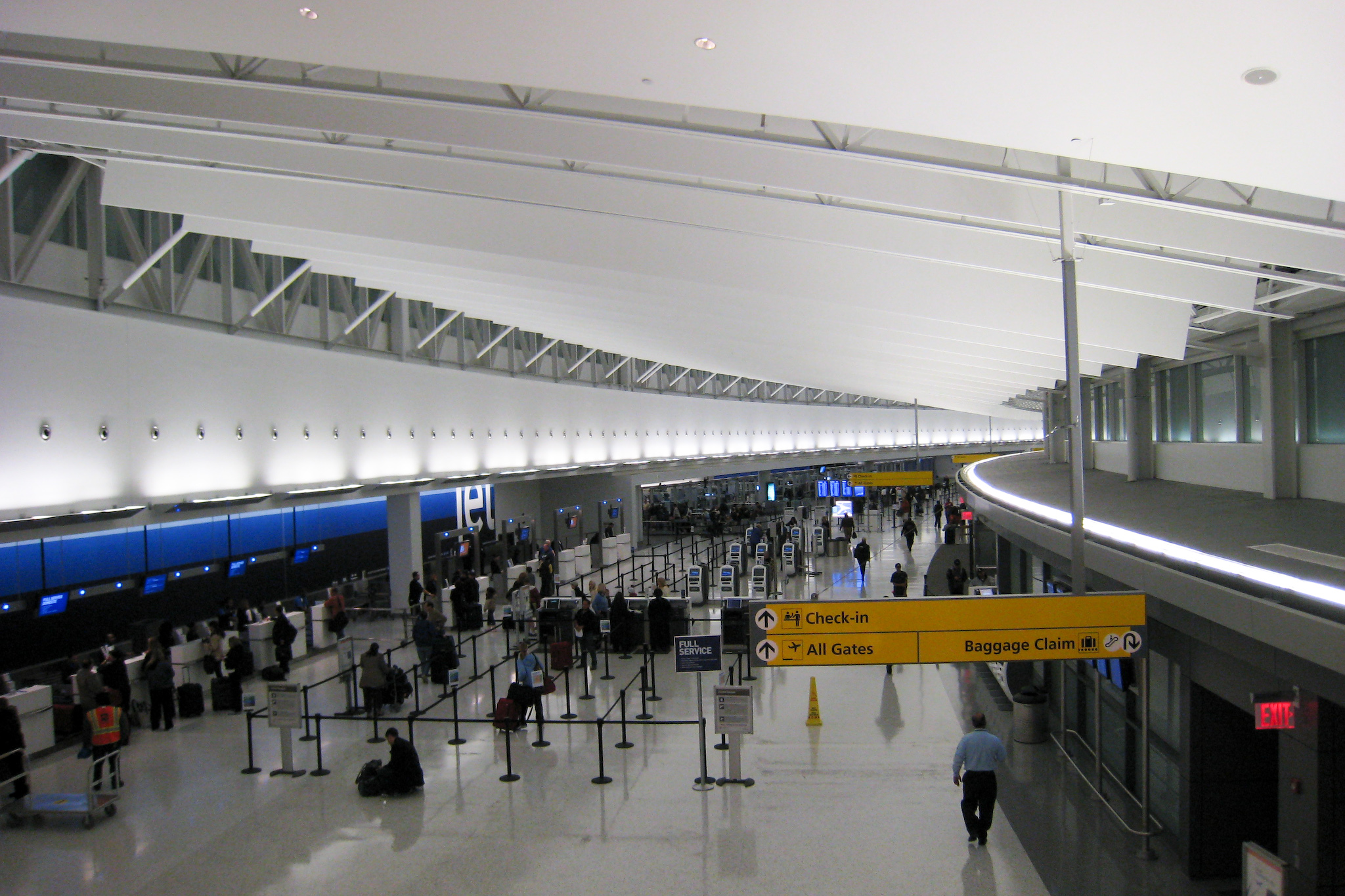
值机区
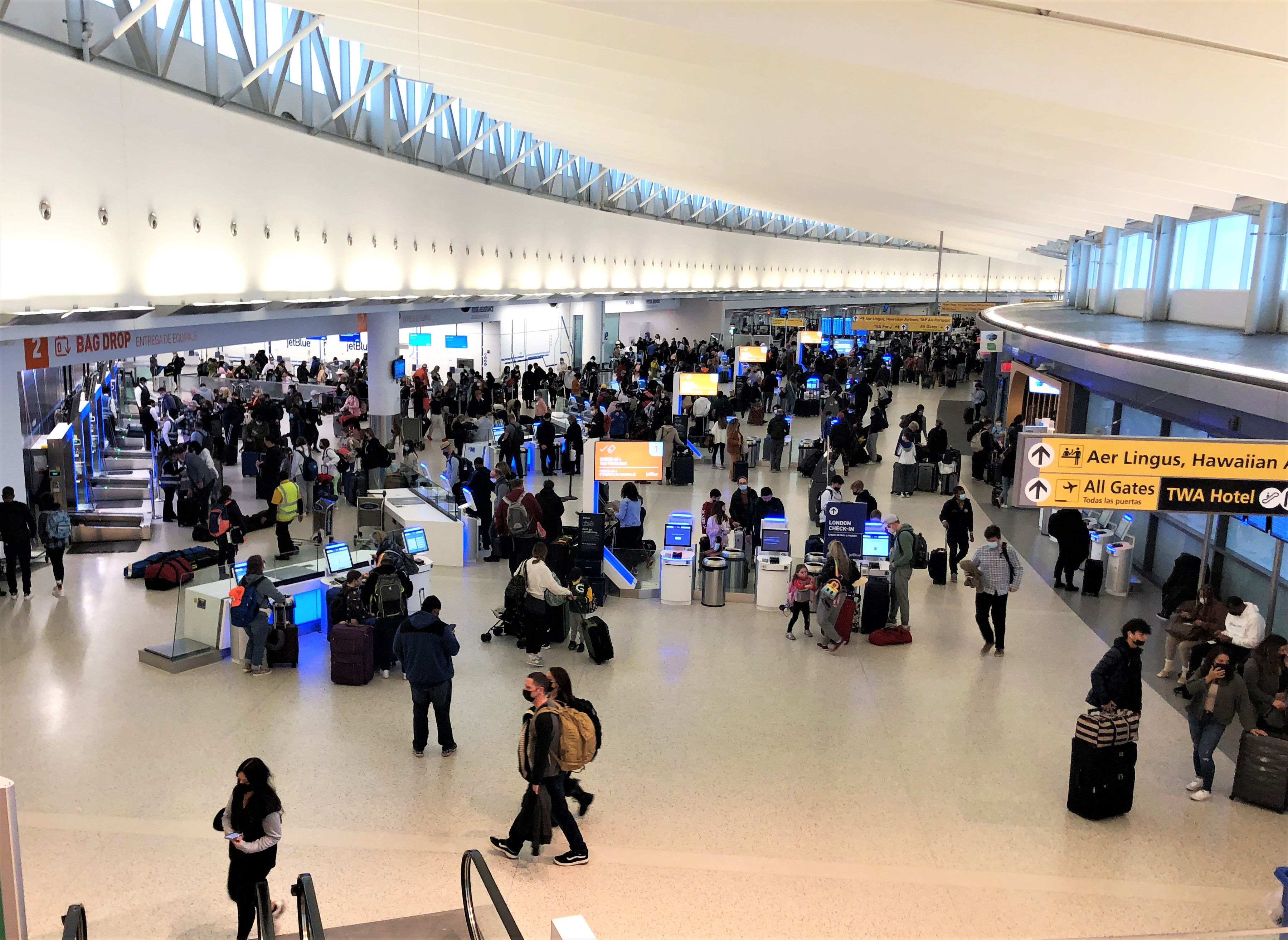
值机区
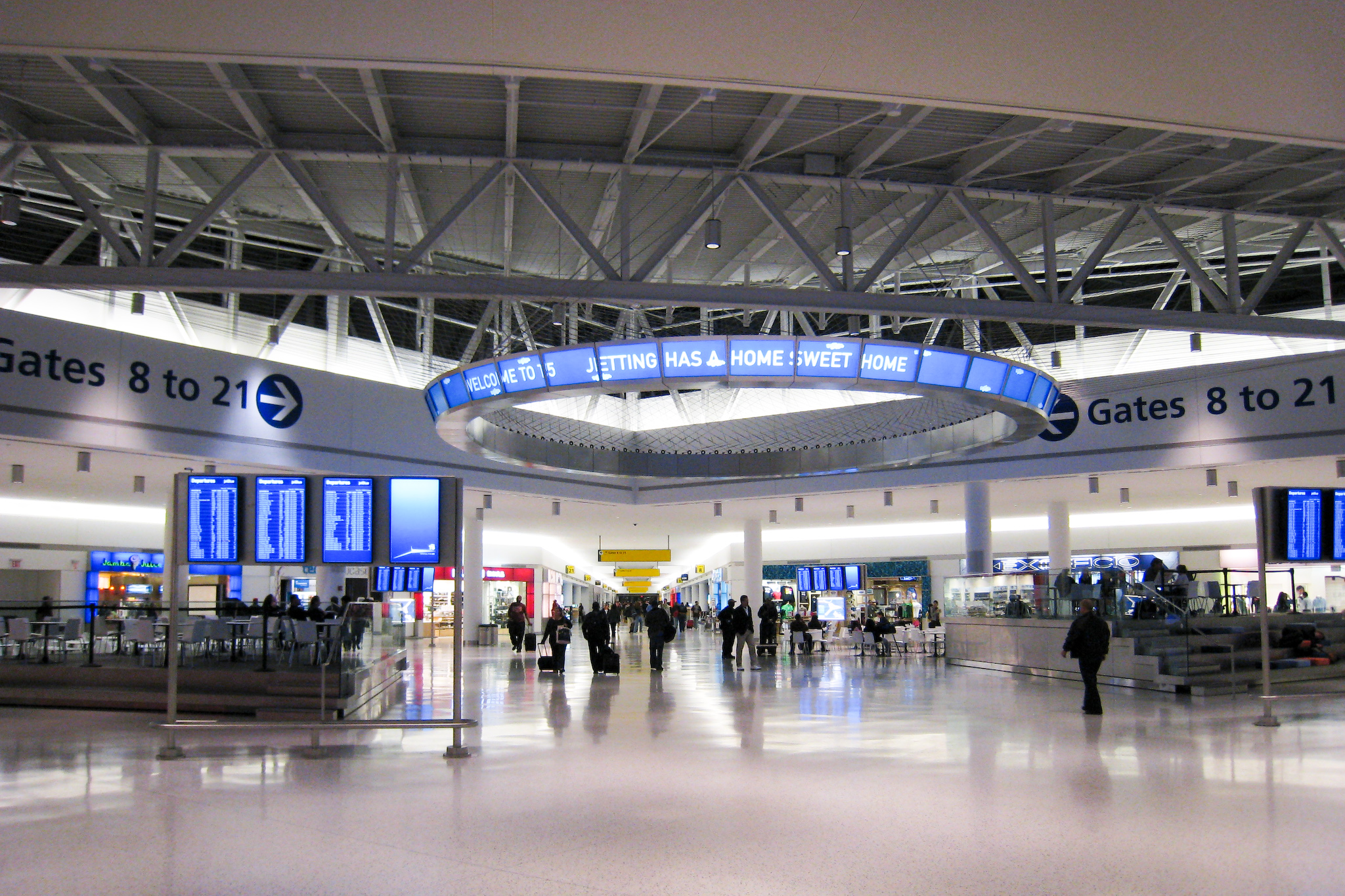
空侧大堂

### 七号航站楼

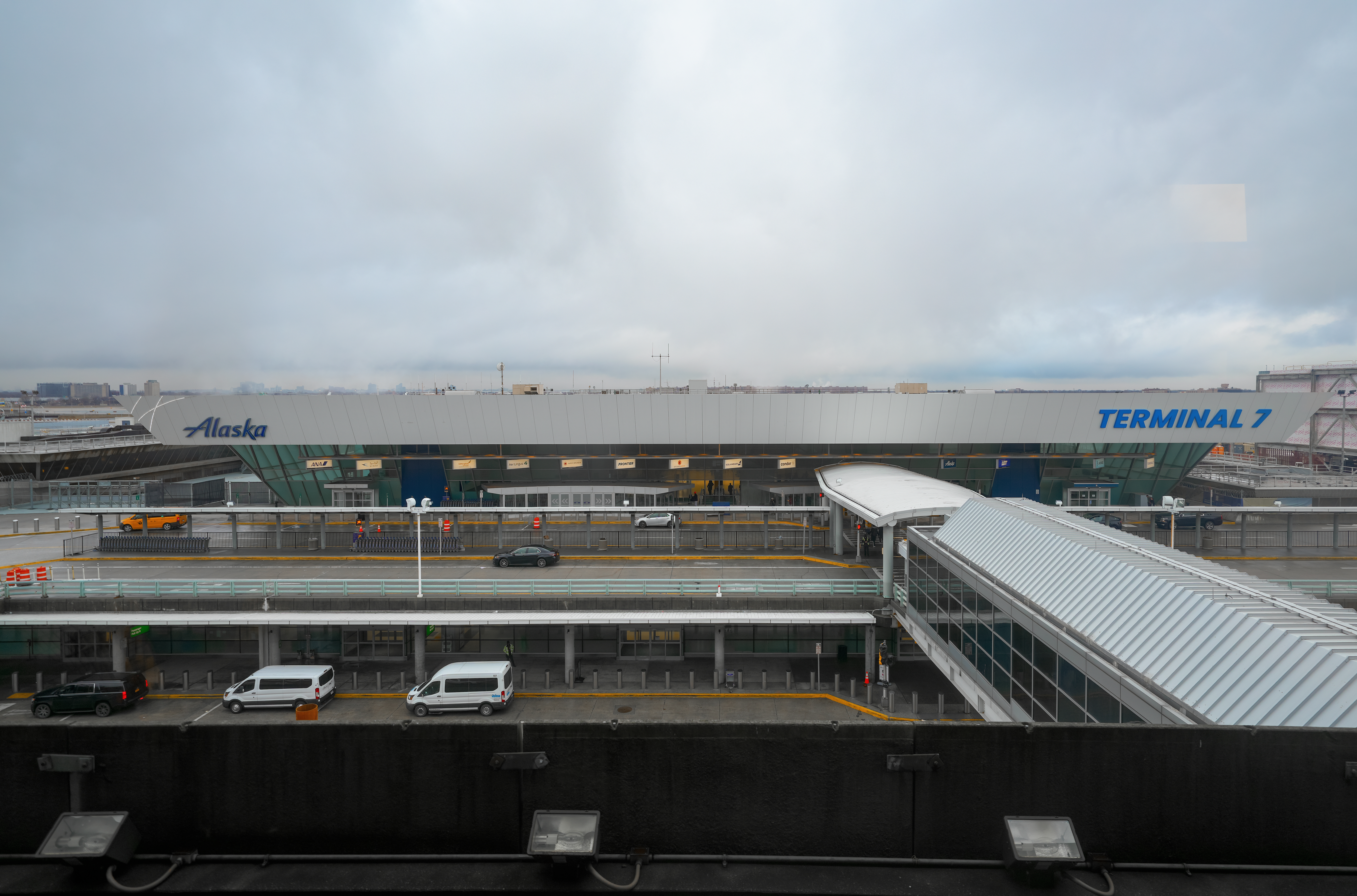
七号航站楼出发层

七号航站楼由GMW建筑公司设计，专为英國海外航空和加航而建，1970年竣工，为全美唯一一座由外航运营的航站楼。英國航空曾运营该航站楼。
目前寰宇一家成员阿拉斯加航空；星空聯盟成员加航快运、全日空、波航及北歐航空；天合聯盟成员阿根廷航空；以及不结盟航司神鹰航空、冰島航空、科威特航空、北歐大西洋航空、太阳城航空及烏克蘭國際航空使用该航站楼。
1989年至1991年，当局投资1.2亿美元翻新及扩建该航站楼。扩建工程由William Nicholas Bodouva + Associates, Architects规划。1997年，港务局批准英航扩建航站楼，该项目投资金额2.5亿美元，由Corgan Associates设计，并于2003年竣工。翻新后的航站楼设有12个登机口。
2015年，英国航空公司确定将续租该航站楼至2022年，租约可再延长三年。英航亦计划投资6500万美元翻新航站楼。尽管英航拥有空客A380，但目前七号航站楼不具有A380保障能力，故英航无法运用该机型运营利润丰厚的伦敦-希斯罗——纽约航线（即使英航于2014年播发的广告中出现了A380，亦无法改变这一事实）。不过英航已确定迁入八号航站楼与寰宇一家成员合作，并不再续租七号航站楼。该航站楼现在由捷蓝航空、RXR Realty和华帝机场集团合资成立的JFK Millennium Partners运营，并已确定未来将拆除既有七号航站楼。同时，新六号航站楼将成为七号航站楼的直接替代品。
2020年末，聯合航空宣布于2021年2月恢复在肯尼迪机场的服务。迄2021年3月28日，联航在七号航站楼运营通往旧金山和洛杉矶的跨大陆不经停航线。不过联航已于2022年10月29日再度停运肯尼迪航线。

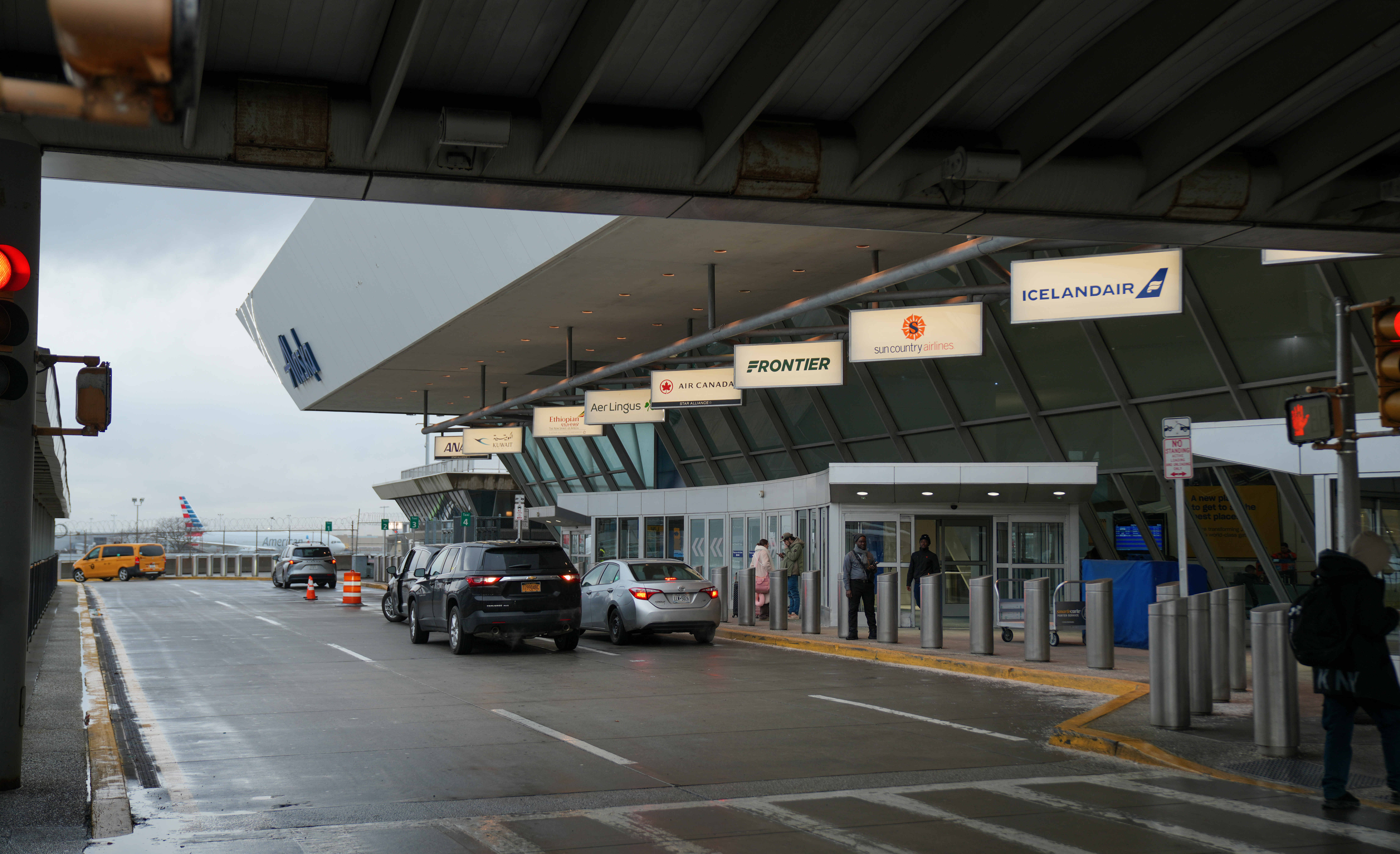
落客平台
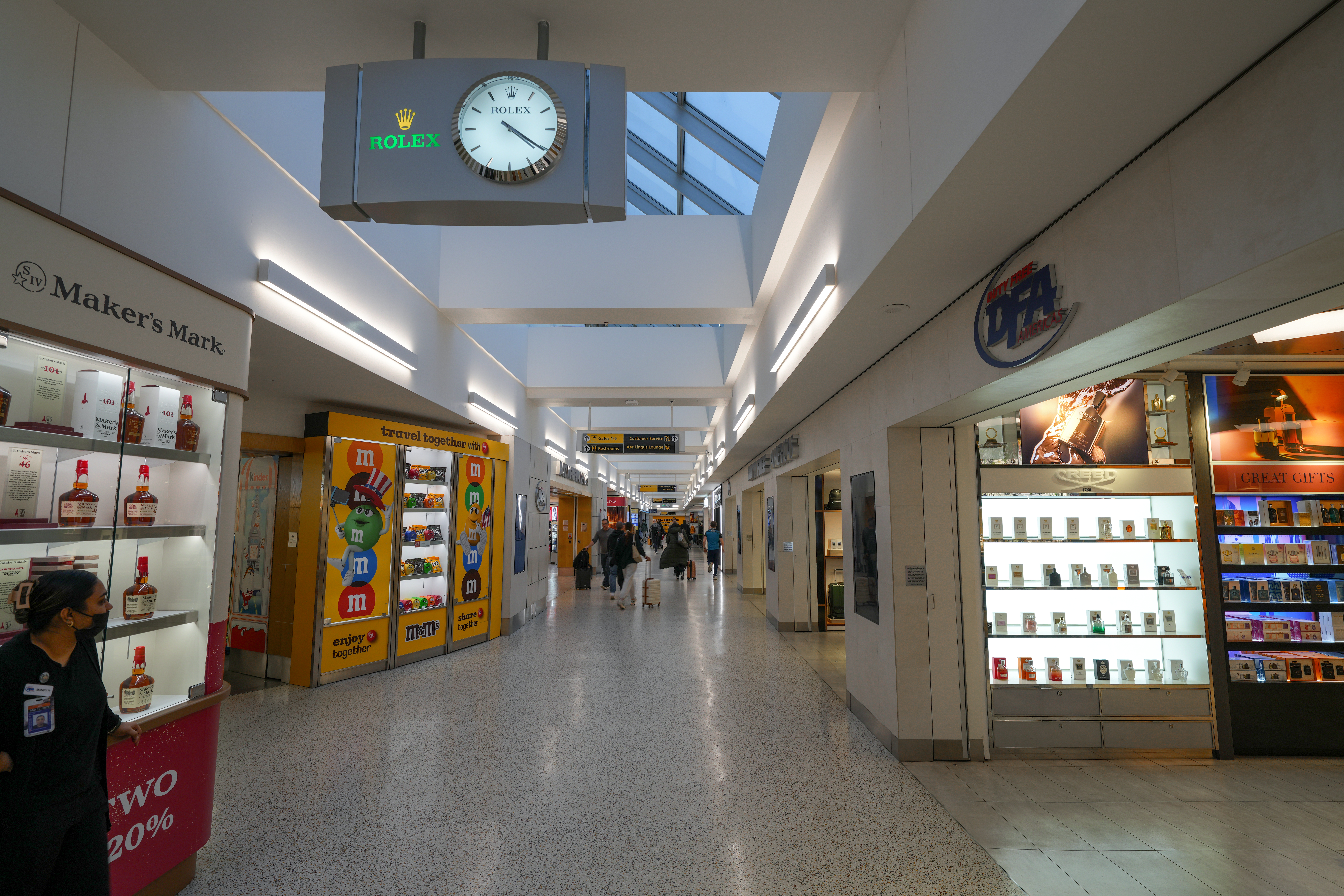
空侧内部

### 八号航站楼

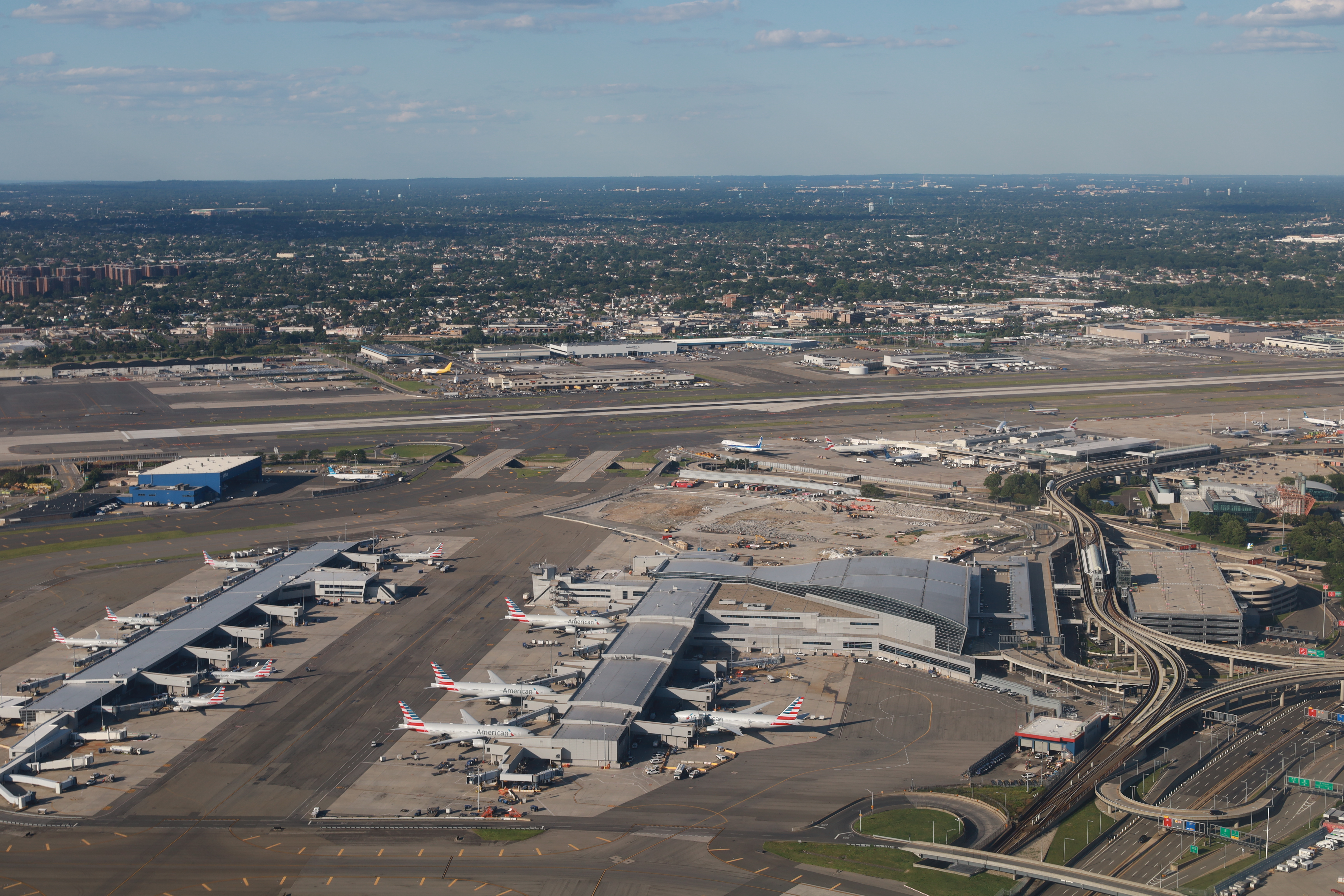
鸟瞰八号航站楼和卫星楼

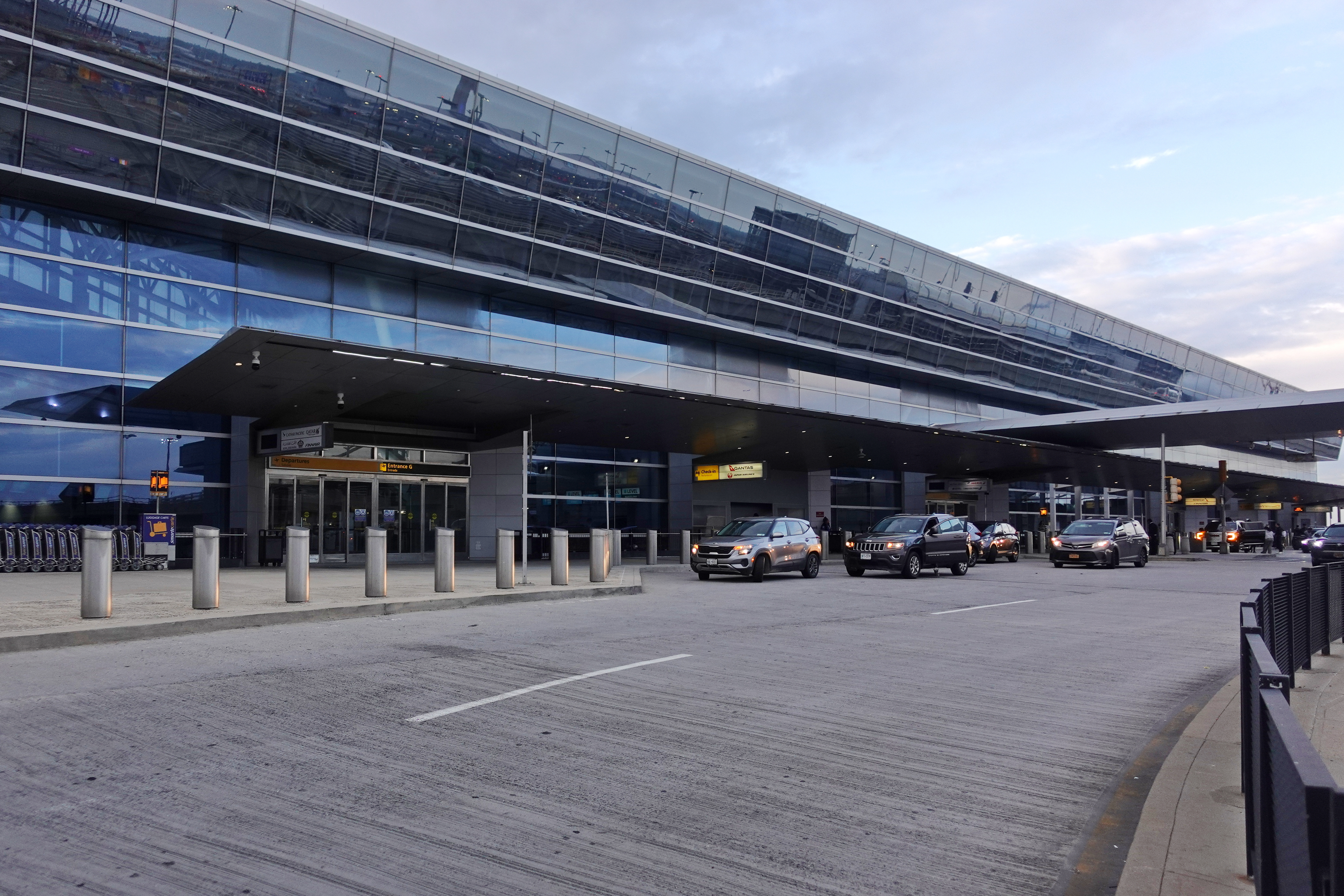
鸟瞰八号航站楼落客区

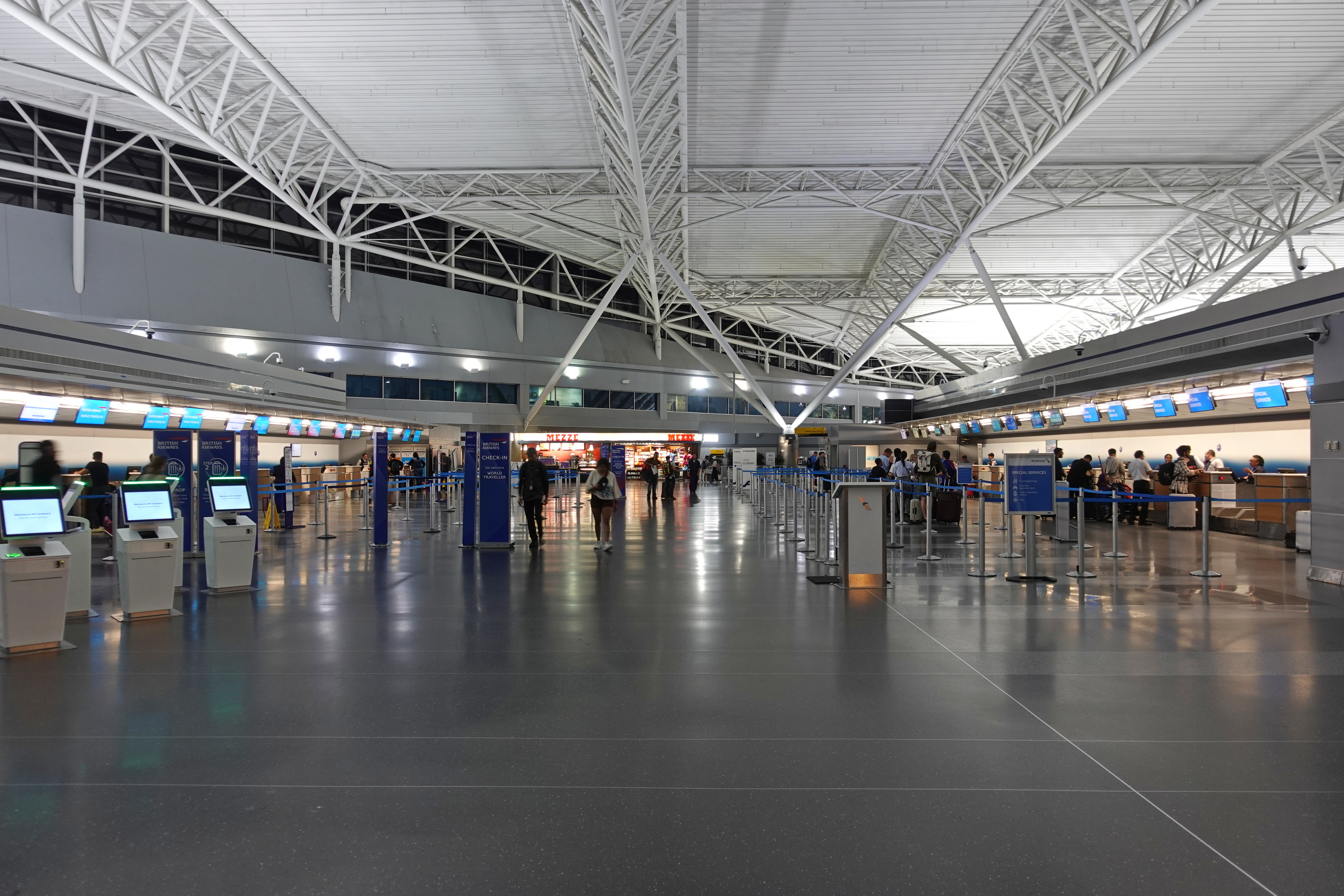
值机区

八号航站楼是寰宇一家成员及美國航空在肯尼迪机场的主要枢纽。1999年，美國航空开始兴建肯尼迪机场最大的航站楼，为期八年。该航站楼由DMJN航空设计，取代原八、九号航站楼。工程分四期进行，包括建造卫星厅及拆除原八、九号航站楼。该航站楼自2005年到2007年8月正式投运前夕分多期建设。美国航空作为肯尼迪机场第三大航司，是八号航站楼的最大用户暨管理者。其他使用该航站楼的寰宇一家成员为英航、国泰、芬航、西班牙國家航空、日航、卡航、澳航、和皇家約旦航空。星空聯盟成员埃塞俄比亞航空和不结盟航司中国南方航空亦使用之。
2019年，英國航空和西班牙國家航空确定在七号航站楼拆除前转场至八号航站楼，届时航站楼将进行改扩建以保障英航、伊比利亚及其他寰宇一家成员的宽体客机停靠。2020年1月7日，八号航站楼改扩建工程开工，2022年竣工。工程结束后，英國航空和西班牙國家航空转场至八号航站楼。此为机场一期扩建工程的一部分；航站楼在登机门总数不变的情况下新建了四个远机位。英航于2022年11月17日将部分航班转场至八号航站楼，并于2022年12月将所有原在七号航站楼的进出港航班全数转场至此。西班牙国家航空亦于12月1日转场至八号航站楼，日航亦于2023年5月28日转场至此。
2020年1月7日，八号航站楼改扩建工程开始，工程于2022年结束。该工程是肯尼迪机场现代化计划第一阶段的一部分。
该航站楼之占地约为麦迪逊广场花园的两倍。航站楼内设有零售和食品商店若干，84个售票柜台，44个自助服务亭，10条安检通道，以及一个美国海关和边境保护设施，每小时可处理1600多人，设计年吞吐量1280万人次。该航站楼设有一个美國航空海军上将俱乐部和三个为高级乘客以及飞行常客服务的休息室（分别名为格林威治、苏荷和切尔西）。
八号航站楼设有三十一个登机口：T8B设置14个（1–8、10、12、14、16、18、20），T8C设置17个（31–47）。旅客通过地下通道进出T8C。

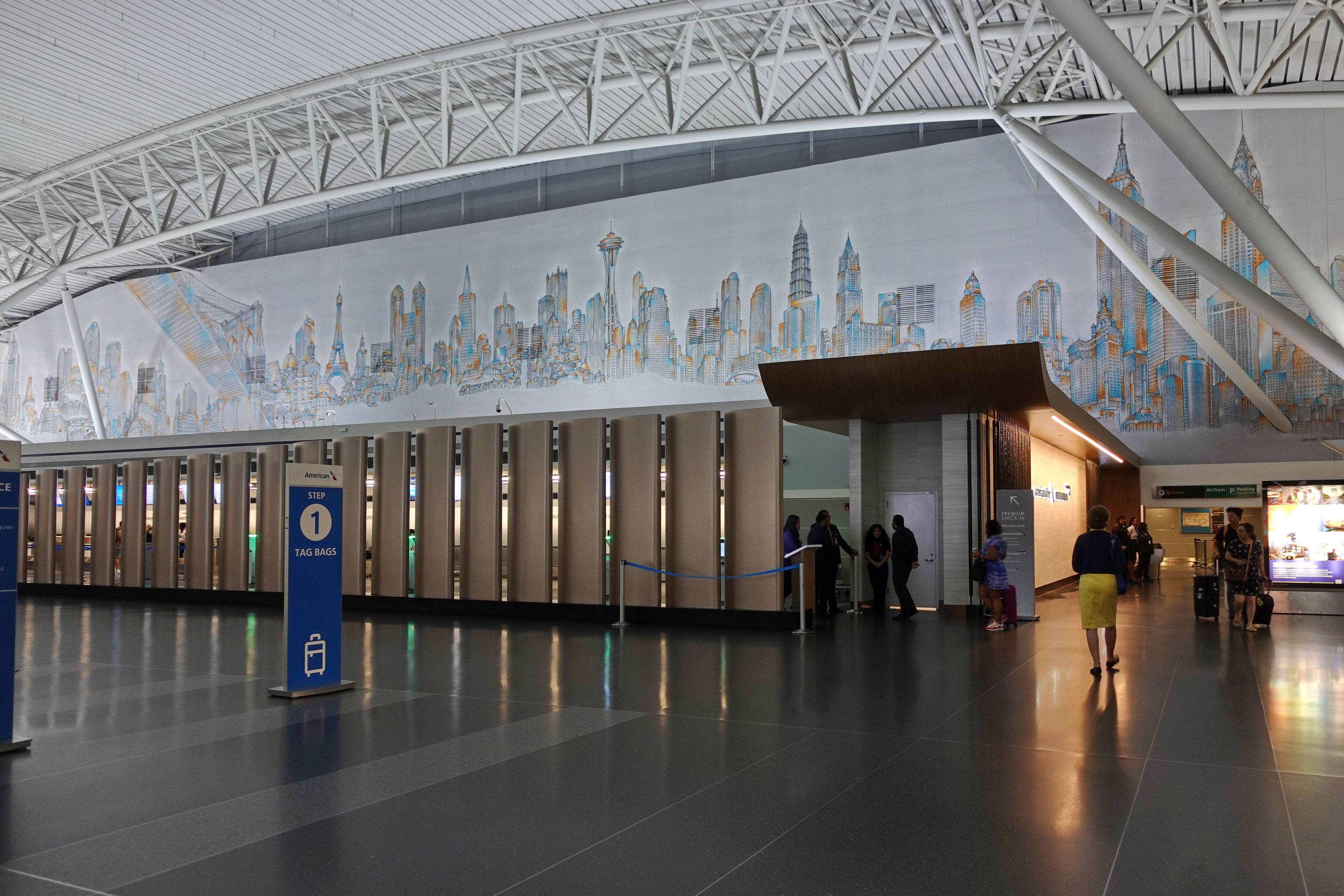
美国航空贵宾值机区
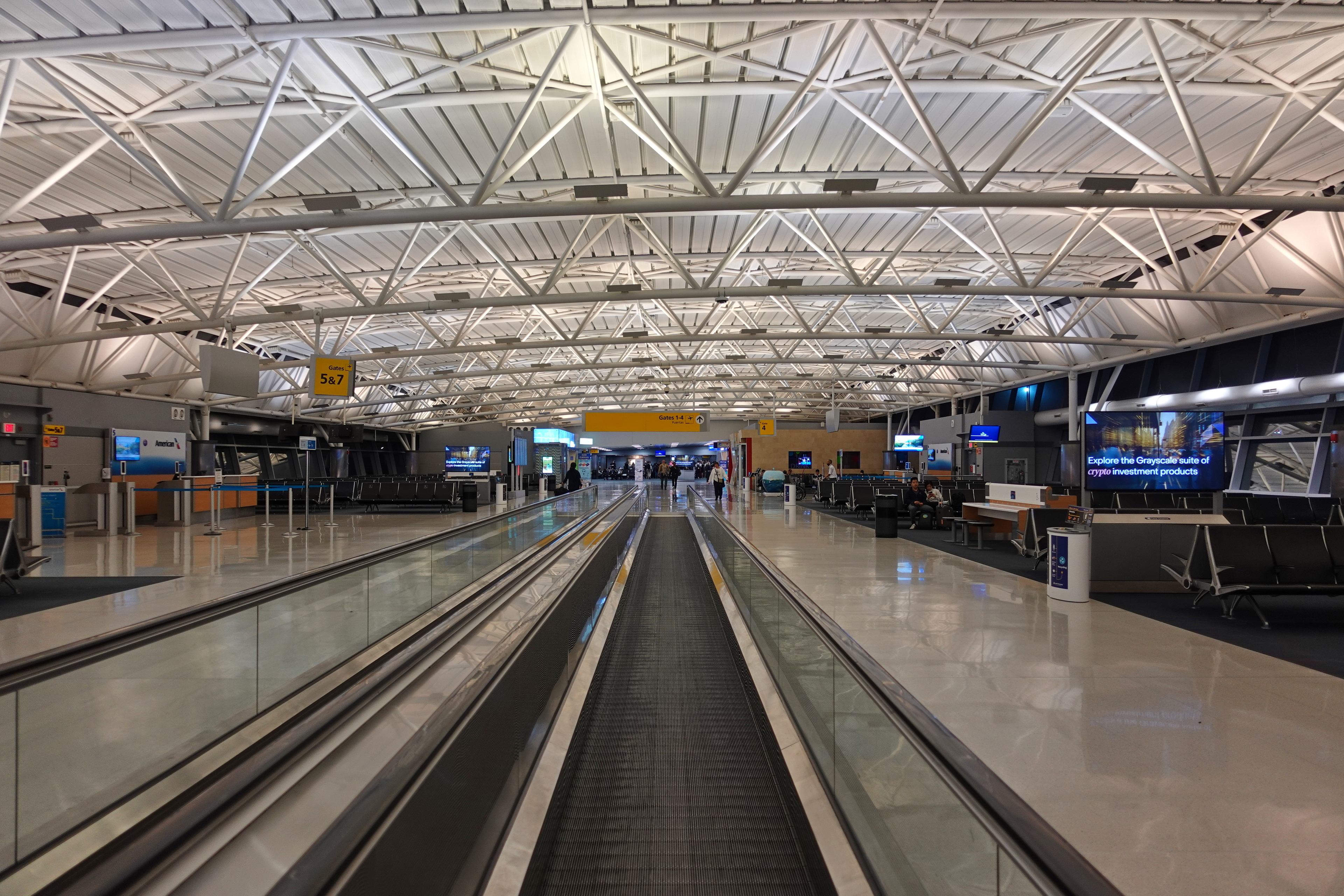
空侧区域
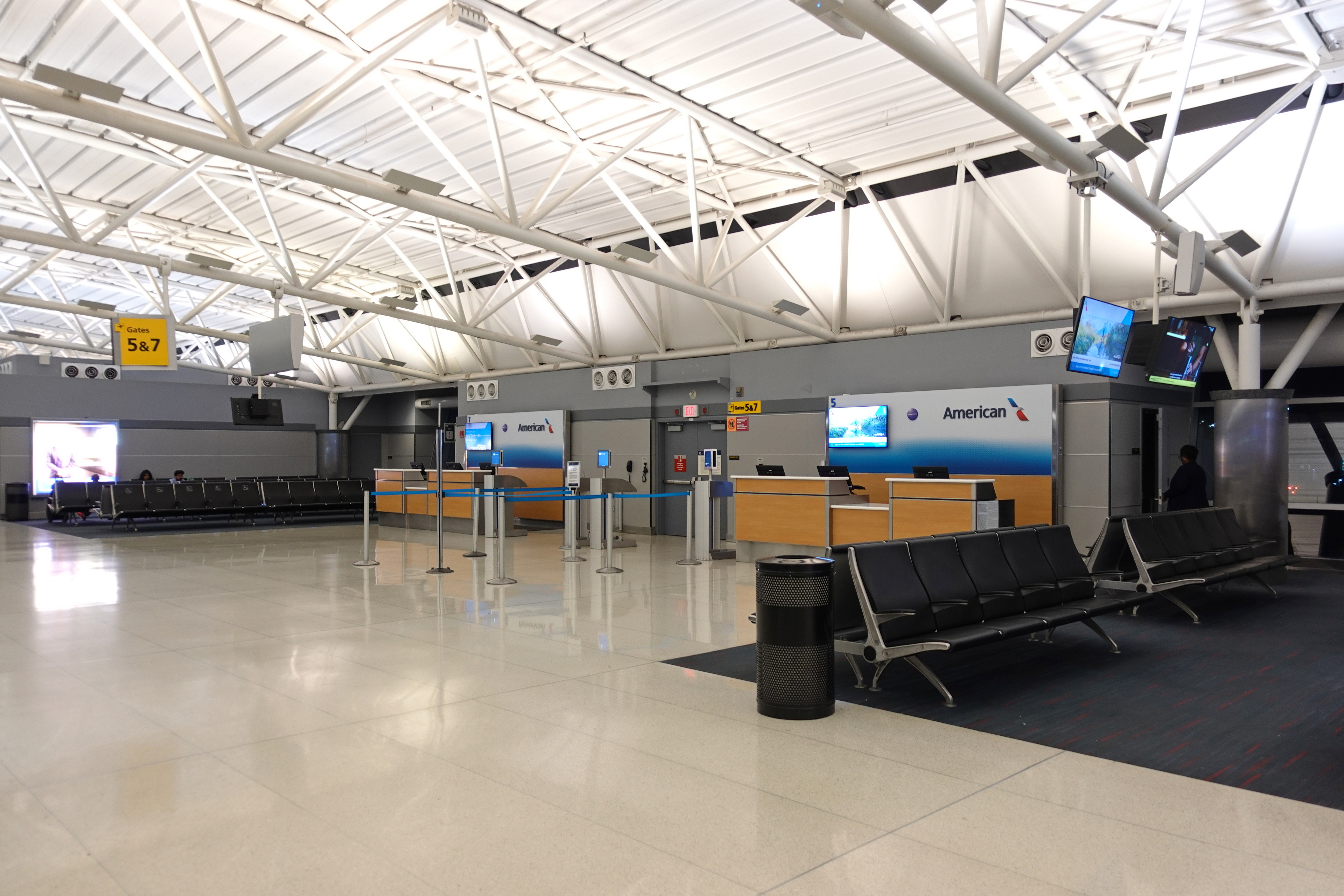
登机口
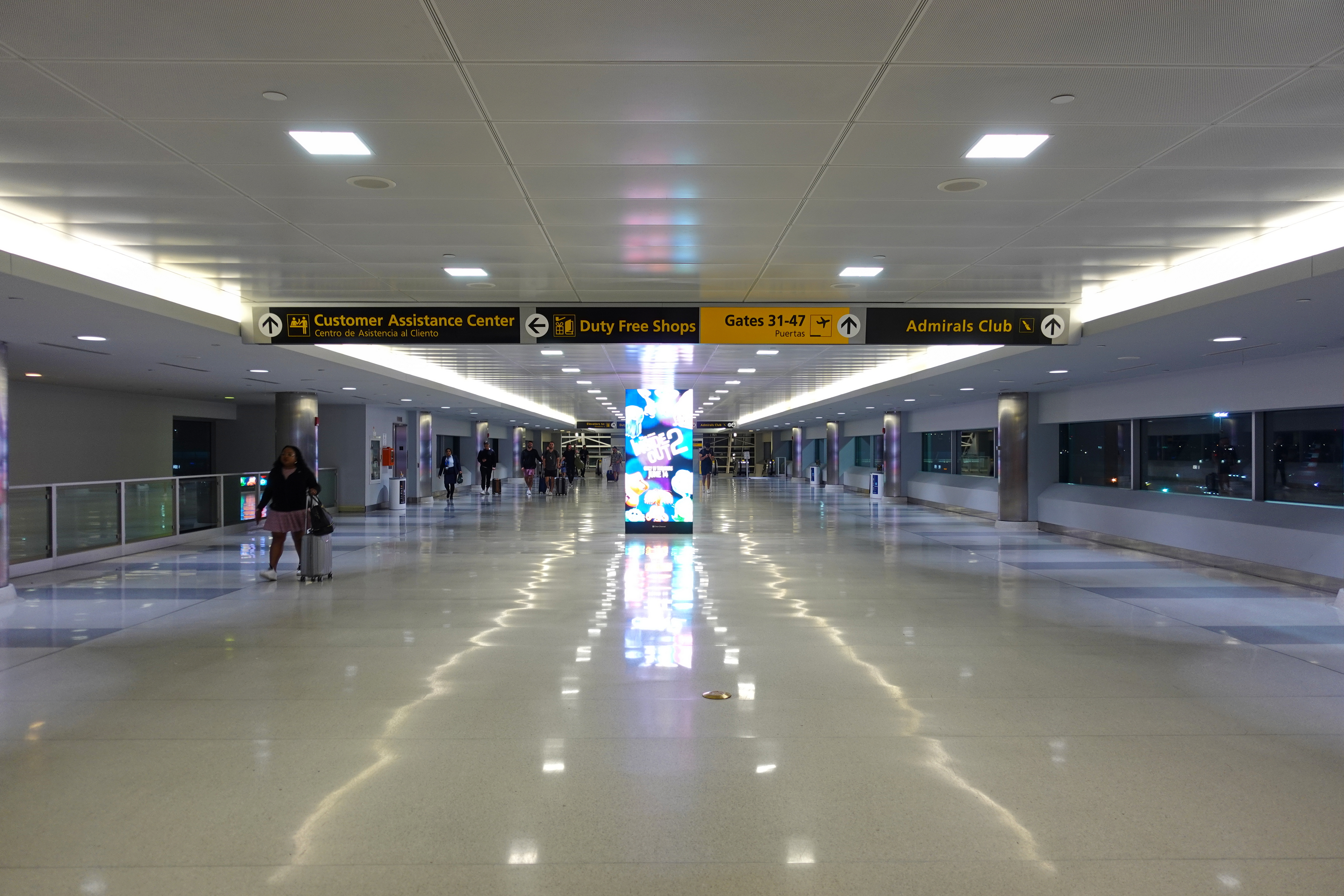
T8和T8B连接通道
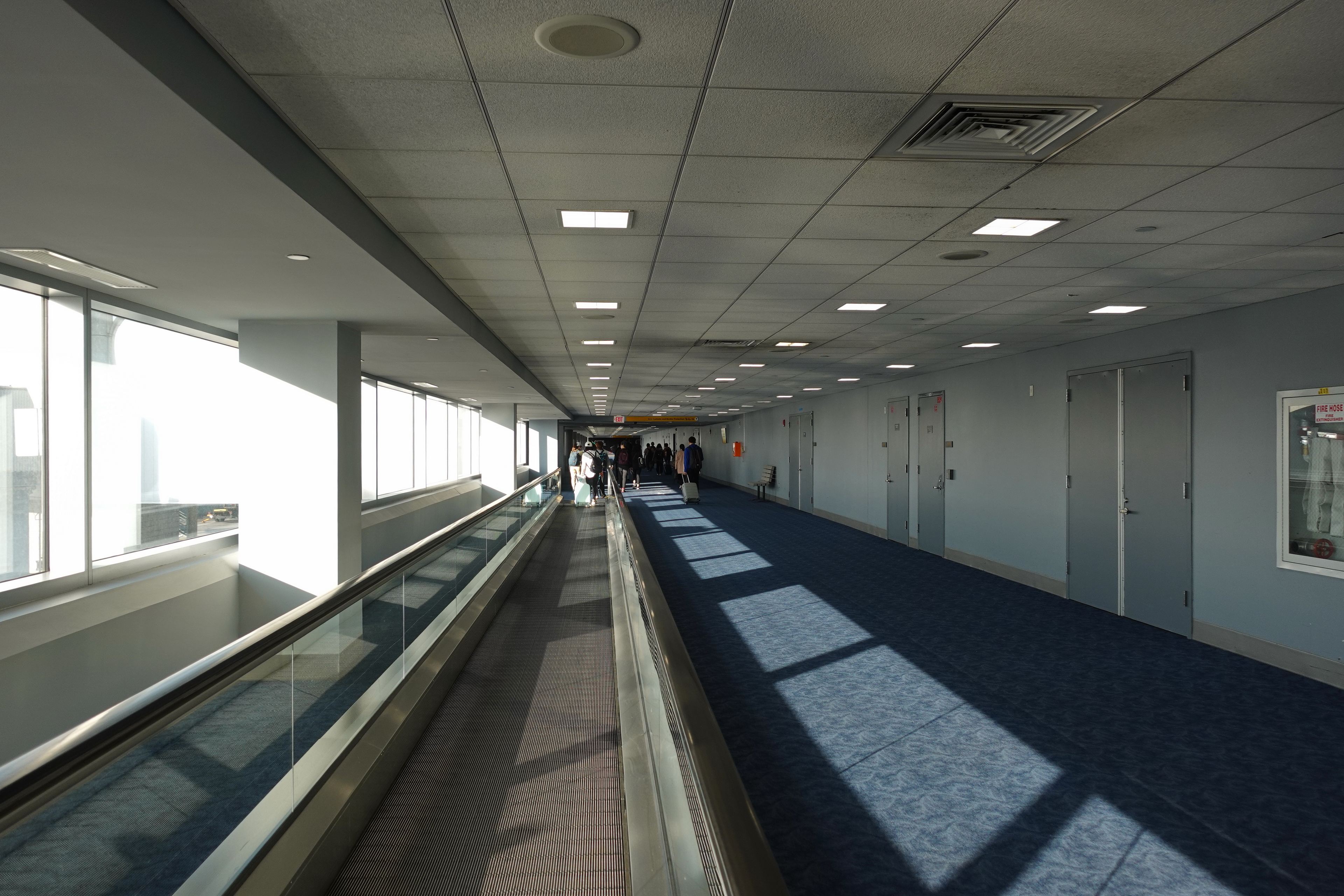
国际到达层

### 改建工程
2017年1月4日，时任纽约州长安德鲁·库默宣布将投资70亿至100亿美元翻新机场大部分既有设施。机场总体规划咨询小组称，肯尼迪机场在Skytrax世界百强机场中排59名，预计现有设施将难以应对更大客流。到2020年时，机场年吞吐量预计将达到7500万人次，2050年时将达到1亿人次，较报告发布时的6000万人次为高。该小组提出了几项建议，包括扩建较新航站楼；迁建旧航站楼；改建高速路匝道及扩宽范威克高速公路；延伸肯尼迪机场捷运或将之接入纽约交通系统，及重建牙買加站，将之直连长岛铁路及纽约地铁。上述项目的开工日期有待确定；2017年7月，科莫州府批复机场翻新总体规划案。改扩建工程完成后，机场将共有145个近机位和四个远机位。

#### 新一号航站楼

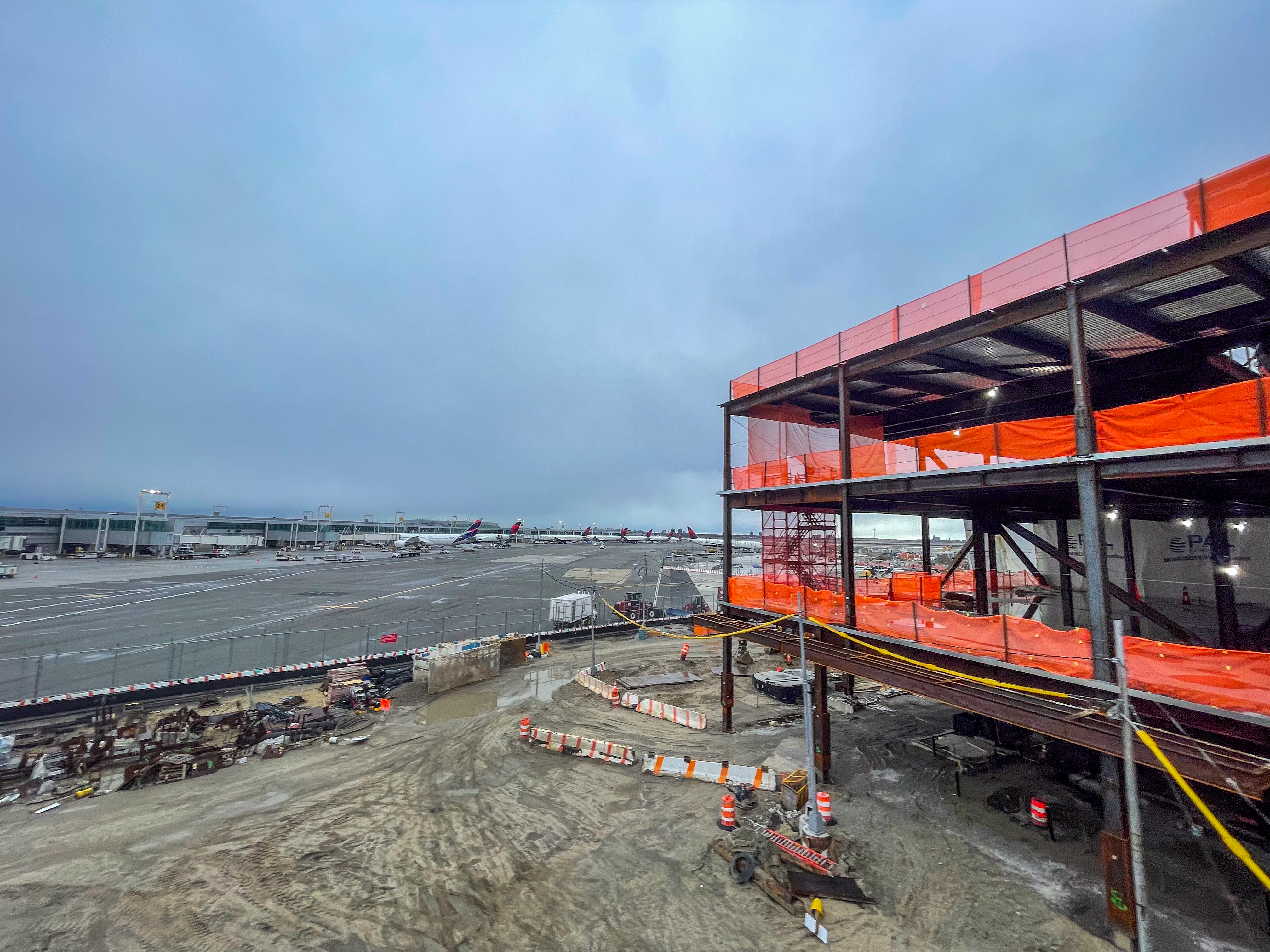
建设中的新T1航站楼（2024年）

2018年10月，库默公布了一项耗资130亿美元，重建肯尼迪机场客运设施及进路的计划，届时还将新建两座国际航站楼。其中一座耗资70亿美元，占地面积2.8 × 106平方英尺（260 × 103平方），设23个登机口的设施将取代既有一、二号航站楼（及三号航站楼原址），并与四号航站楼相连。该航站楼将由慕尼黑机场集团、汉莎航空、法國航空、大韓航空和日本航空共同建设。上述23个登机门均为国际航班专用，其中22个可保障宽体客机停靠（其中四个具有空中客车A380保障能力），另一个仅能保障窄体客机停靠。届时机场道路系统也将重新设计。
2021年12月13日，纽约州州长凱西·霍赫爾公布新一号航站楼的最新情况，并将投资金额增加至95亿美元以应对更大客流。新航站楼的涉及灵感源自拉瓜地亞機場B航站楼，并将沿袭后者的纽约式艺术风格。若二号航站楼拆除完毕且达美航空的区域航班全数转场至四号航站楼，新一号航站楼将开始建设，然后将分期开放，其东侧的14个登机门及位于原二号航站楼的进出港大堂计划于2026年投运。既有一号航站楼将被拆除，并于2028年开放航站楼西侧的五个登机门，余下四个登机门将于2030年投运。目前有提议指出，如客流量超出预期，则将在其西侧再新建四个登机门（部分可保障A380停靠）。该项目于2022年9月8日破土动工。

#### T4的扩建
2020年2月11日，库默、港务局及达美航空宣布将投资38亿美元，在四号航站楼的A指廊新建16个国内线登机口以取代二号航站楼。主楼将进行扩建以增加旅客吞吐量，相关工程已于2022年竣工。在余下16个登机口于2023年投运后，二号航站楼将被拆除，并在达美航空全面转场至四号航站楼的同时，重建一号航站楼。道路扩建工程也将于2025年完成。届时航站楼的登机口总数将从38个增加至54个。达美于2023年1月将其所有航班转场至四号航站楼，并在A指廊新设10个登机口。B指廊扩建工程预计将于2023年秋季竣工。

#### 新六号航站楼
新六号航站楼于2023年2月动工，该航站楼将设有十个登机口（其中九个可保障宽体客机停靠）。航站楼计划分多期开放；一期工程预计将于2026年竣工（截至2022年11月，投资金额42亿美元）。整座航站楼预计将于2028年全面投运。新航站楼将与五号航站楼相连；既有七号航站楼亦将在六号航站楼一期工程竣工后拆除。该项目将由港务局与JFK Millennium Partners财团（由捷蓝航空、RXR Realty和华帝机场集团合组）采政府和社会资本合作形式建设。值得注意的是，以前的计划包括为AirTrain列车组增加车辆，拓宽位于邱园地区的范威克高速公路和中央公园大道之间的联络坡道；并在范威克高速公路新建两车道，投资金额15亿美元。目前尚未确定有多少件提案（如有）正在审议。

### 原航站楼
肯尼迪机场最初有十座航站楼，但目前只有五座航站楼仍在使用。在1990年代末期尚有十座航站楼正在使用，2000年代初剩余九个，其后在2011年、2013年和2023年，各有一座航站楼遭到关闭。

#### 一号航站楼（1959年～1999年）
原一号航站楼于1959年11月投运，为东方航空的运营基地。该航站楼由切斯特·丘吉尔设计。东方航空是该航站楼的主要用户直至其于1991年1月19日倒闭。不久航站楼被闲置，1995年被清拆。其所处位置与于1998年投运的新一号航站楼相同。

#### 二号航站楼（1962年～2023年）
二号航站楼于1962年11月投运，为东北航空、布兰尼夫国际航空及西北航空的运营基地，后由達美航空使用。航站楼设有11条廊桥（编号：C60–C70）并在夹层处设有旅客休息室，此外它也曾为小型区域航司设置远机位。由于机场没有海关设施，故未经美國境外預先清關的国际航班无法使用该航站楼。该航站楼由White&Mariani建筑公司设计。
东北航空和布兰尼夫航空衰亡后，泛美航空随之入主，后来又易手达美航空。四号航站楼投运后，二号航站楼之登机口皆为C字头，空侧穿梭巴士将旅客运载到各个航站。2013年前，达美航空将大部分航班集中在T2和T3。2013年至2015年间，随着T4被不断扩大，达美航空将大量国内线、国际线及跨大陆航线转场至T4。2020年中旬，鉴于2019冠状病毒病疫情造成时刻缩减，达美航空暂停使用二号航站楼，2021年7月重开。二号航站楼于2023年1月10日停止保障出港航班，并于15日停止保障进港航班。该航站楼未来将與一號航廈合併。

#### 三号航站楼（1960年～2013年）
三号航站楼于1960年5月24日投运，时称世界港，是泛美航空的基地。因波音747于1971年投入商业运营，航站楼进行了扩建。在泛美航空于1991年破产后，達美航空独家经营该航站楼直至2013年5月23日。该航站楼与T2（达美国内线航站楼）之间设有连廊。三号航站楼设有十六个近机位（对应1–10、12、14–18号登机口）及两个远机位（11号口），并在KK滑行道上设有直升机坪。
达美航空于2013年完成了耗资12亿美元的四号航站楼扩建工程，并在不久后将原在T3运营的所有航班转场至T4。
2013年5月13日，達美航空268号航班（机型为波音747-400，目的地为特拉维夫本-古里安国际机场）于美东时间23时25分推出六号登机口。航站楼在投运五十三载后，寿终正寝。清拆工作于2014年夏季完成。航站楼遗址现为达美航空停机坪。
机场当局拆除世界港的举措，令举世哗然。民间亦有请愿恢复“飞碟”，并引起关注。

#### 四号航站楼（1957年～2001年）
国际到达大楼（英語：International Arrivals Building, IAB）于1957年12月投运，2001年被四号航站楼取代。该航站楼由SOM建築設計事務所设计。

#### 第五航廈（1962年～2001年）
環航飛行中心（英語：TWA Flight Center）于1962年投运，但在環球航空倒闭后于2001年关闭；在过去几年，该航站楼略有扩建。该航站楼由建筑师埃罗·萨里宁设计，洛奇-丁克卢负责的扩建部分于1970年投运。
环航飞行中心于1994年被紐約市地標保護委員會指定为地标，故未被拆除。航站楼因此一度闲置直至被捷藍航空并入新T5。原建筑物目前已改建为喷气机时代风格的TWA飯店。

#### 六号航站楼（1969年～2011年）
六号航站楼于1969年11月30日以Sundrome名义投运，由国家航空使用，直至其于1980年1月7日被泛美航空收购。该航站楼由贝聿铭设计，设有14个登机门。

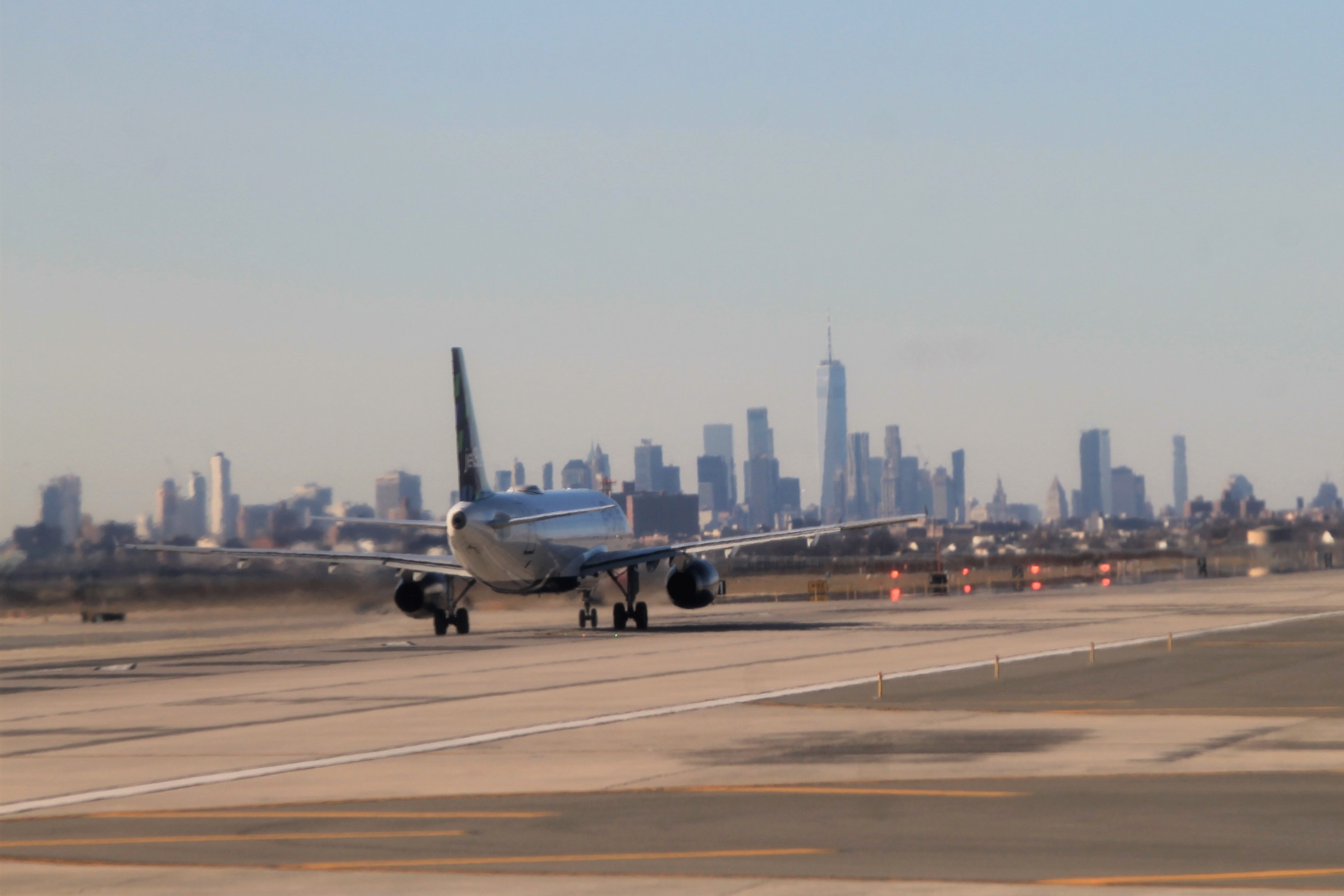
捷藍航空客机与纽约天际线

后環球航空入主T6，时称环航副航站楼，后改称环航国内线航站楼。后该航站楼与環航飛行中心相连。伴随着环球航空削减纽约航线，聯合航空、ATA航空、泛美第二航空、嘉年华航空、先锋航空、美西航空也先后入驻该航站楼。
2000年，捷藍航空入驻六号航站楼，并于2006年新建了带七个登机口的临时设施以增加吞吐量。在2008年前，捷蓝航空以此为运营基地，尔后该航司于2008年10月22日转场至五号航站楼，六号航站楼随之空置。该航站楼最终于2011年被拆除。目前五号航站楼的国际进港航班保障区占用了原六号航站楼的部分用地，其余部分充当机坪，但作为五号航站楼扩能计划的一部分，它将于2027年被新六号航站楼取而代之。

#### 八号航站楼（1960年～2008年）
原八号航站楼于1960年2月投运，并配备了当时最大的彩色玻璃幕墙。航站楼一直由美國航空营运，后期亦有其他不使用七号航站楼的寰宇一家成员入驻。原八、九号航站楼已于2007年—2008年拆除以新建新八号航站楼。

#### 九号航站楼（1959年～2007年）
九号航站楼于1959年10月投运，为達美航空和聯合航空之枢纽。达美航空在1972年吞并东北航空后转场至二号航站楼。布兰尼夫国际航空于1973年从二号航站楼转场至九号航站楼，直至其于1982年5月12日倒闭。 联合航空自1959年起入驻九号航站楼，后于1991年转场至英國航空之七号航站楼。后期美國航空之国内航班及美鹰航空之航班亦在此营运。原八、九号航站楼已于2007年—2008年拆除以新建新八号航站楼。

#### 塔航航站楼
塔航航站楼与肯尼迪机场的其他航站楼不同，其位于甲货运区213号楼而非中央航站区。在世界港扩建前，泛美航空曾使用该航站楼，后塔航空与環球航空入主，直至其于2001年被美國航空收购。213号楼在2000年后停止使用。该设施位于达美航空7号员工停车场（原塔航空航站楼停车场）之旁。

## 跑滑系统
机场占地5,200英亩（或记作21平方（8.1平方英里））总长达25英里（40）的滑行道系统允许航空器四处滑行。滑行道道面宽75英尺（23）、加强道肩及抗侵蚀道面各宽25英尺（7.6）。滑行道所使用的沥青混凝土厚度在15至18英寸（380至460）左右。跑道标记、滑行道指示牌及嵌入式中线灯（包括跑道状态灯）引导滑行中的飞机。机场周围有两对交叉平行跑道。
| 编号    | 长                  | 宽            | ILS                    | 注释 |
| ------- | ------------------- | ------------- | ---------------------- | --- |
| 13R/31L | 14,511英尺（4,423） | 200英尺（61） | I类（31L）             | 北美第三长跑道（仅次于丹佛国际机场的16,000英尺（4,900）和哈里·瑞德国际机场的14,512英尺（4,423））。毗邻T1、T2及T3。该跑道处理机场约五成的定期航班，同时它也是航天飞机任务的备用跑道。 该跑道于2010年3月10日起关闭约四个月，期间跑道从150英尺（46）扩宽至200英尺（61），并将道面改为混凝土，2010年6月29日重开。 |
| 13L/31R | 10,000英尺（3,048） | 200英尺（61） | II类（13L） I类（31R） | 毗邻T5与T7，跑道两端均设有仪表系统与进场灯。13L跑道部署了PAPI燈和引导灯光系统（LDIN）；引导灯的起点为位于卡納西的VOR导航台，因此经过该引导灯在13L跑道降落的程序也被称为“卡纳西进场”。 13L跑道的仪表系统设置有接地带灯，允许在能见度只有半英里的情况下着陆。起飞更可在只有八分之一英里能见度的情况下进行。 作为跑道现代化工程的一部分，跑道于2019年4月1日关闭约八个月，期间跑道道面改为混凝土，并从150英尺（46）扩宽至200英尺（61），2019年11月16日重开。。 |
| 4R/22L  | 8,400英尺（2,560）  | 200英尺（61） | III类                  | 双向皆部署进近灯光系统，并附带進場閃光燈標和接地带灯。 跑道于1996年于东北端安装北美第一套特性材料拦阻系统。拦阻床由蜂窝水泥材料组成，可以安全减速并防止飞机冲出跑道。该概念由港务局发起和研发，并作为与美国联邦航空局和航空业的联合研发项目部署在肯尼迪机场。 |
| 4L/22R  | 12,079英尺（3,682） | 200英尺（61） | I类                    | 毗邻T4与T5。两端都允许在只有四分之三英里的能见度时进行仪表着陆。 作为跑道现代化工程的一部分，跑道于2015年6月1日起关闭约四个月，期间跑道道面改为混凝土，并从150英尺（46）扩宽至200英尺（61），2015年11月28日重开。 |

肯尼迪机场跑道的运行方式根据风向、能见度及周边机场进近方式有关。当刮南风时：
- 13L、22L跑道降落，13R跑道起飞：降落效率最高；13L进近实施沿牙买加湾外环公园大道（英语：Belt Parkway）下降的“卡纳西目视进近”
- 22L、22R跑道降落；22R、31L跑道起飞：起飞效率最高
- 22L跑道降落，22R跑道起飞：极端天气下使用
- 13L跑道降落，13R跑道起飞：13L实施ILS进近，但因和拉瓜迪亚机场空域冲突而不常用

当刮北风时：
- 4R、4L跑道降落，4L、31L跑道起飞：31R离场实施沿牙买加湾外环公园大道（英语：Belt Parkway）爬升的“KK离场”
- 31R、31L跑道降落，31L跑道起飞：常见于秋冬季节；31L实施KK离场
- 4R、4L跑道降落，4L跑道起飞：极端天气下使用

肯尼迪机场的进近管制由纽约终端管制负责。肯尼迪机场西北侧为拉瓜地亞機場进近空域。两场进近以拿骚县贝尔蒙特公园为基准的“贝尔蒙特空域”为界，肯尼迪机场进场、离场航班主要使用“贝尔蒙特空域”以东、以南区域。拉瓜迪亚离场和肯尼迪进近管制根据风向、能见度决定两场的进近方式和“贝尔蒙特空域”的使用权。

## 运营设施

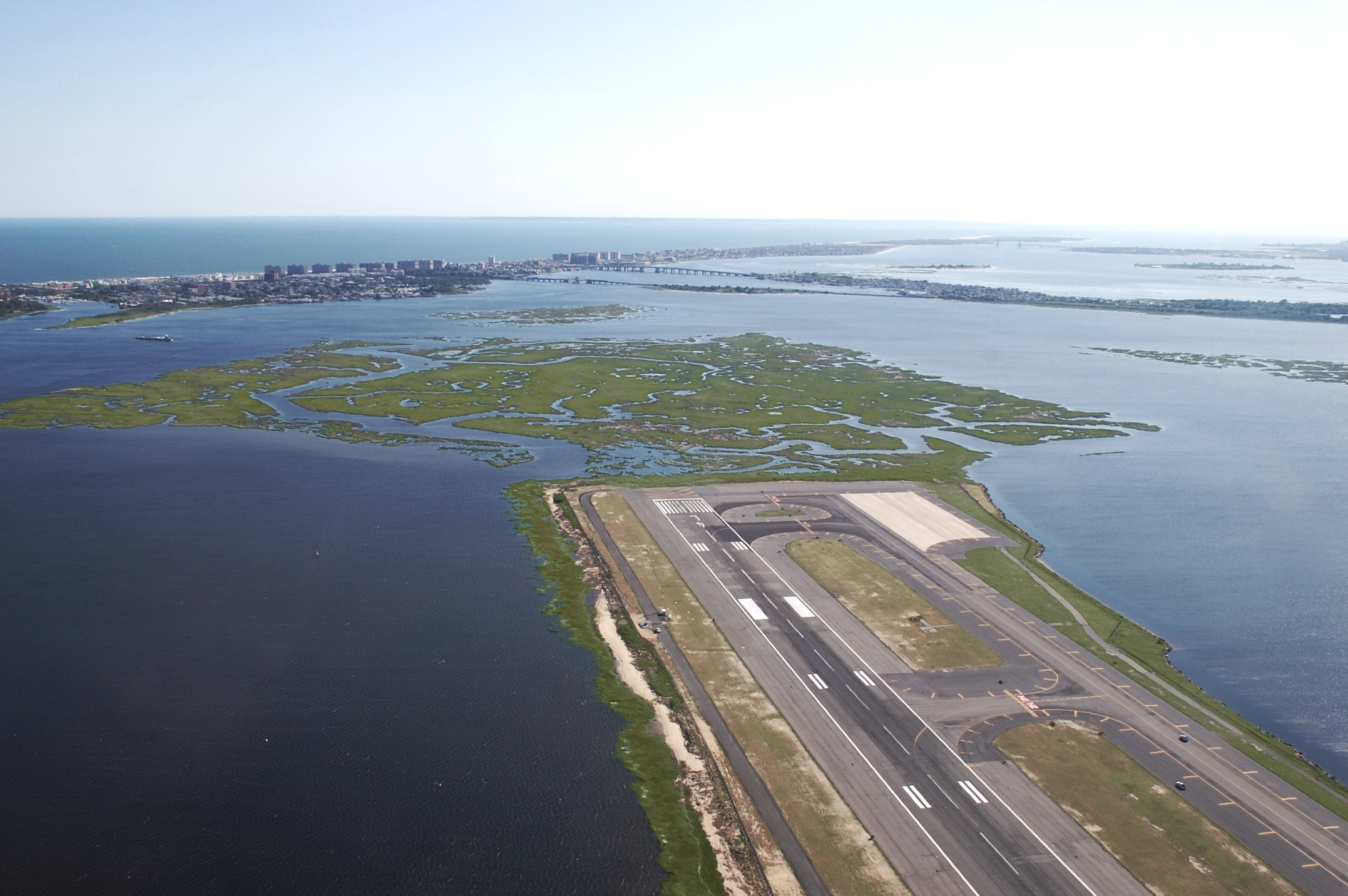
眺望4L/22R跑道与牙买加湾

### 导航设施
塔台位于四号航站楼空侧，由贝考弗及合伙人事务所设计，1994年10月全面投运。塔台上方安装有一套机场地面探测设备。塔台建成时高320英尺（98），为当时最高的塔台。
一座VOR-DME发射台（代号“JFK”）部署在4R/22L和4L/22R之间。

### 能源设施
肯尼迪机场的电力由卡尔派电业下辖肯尼迪机场发电站提供。天然气热电联产设施利用两套通用电气LM6000 燃氣渦輪發動機为机场提供110兆瓦的电力，电费由港务局支付。富余能源亦售予纽约独立系统运营商。该设施占地45,000平方英尺（4,200平方），卡尔派于1990年获得肯尼迪机场电力系统特许经营权，电站由RMJM设计，1995年2月投入商用。
肯尼迪机场所有航站楼的供暖和制冷均由位于同一地点的中央供暖制冷中心与1994年8月投入使用的热分配系统负责。发电厂产生的废热为两台热回收蒸汽发生器和一台25兆瓦的蒸汽轮机提供动力， 后者推动冷水机组制冷2.8万吨或推动换热器每小时产生2.25亿英制单位热量。

### 地勤服务
机场地勤系统包括七座机库、一个发动机大修处、一个储量可达32 × 106美制加侖（120,000立方）的航空燃油库及卡车车库。通航之普通航空业机场业务由现代航空（在该机场拥有直升机坪）提供。

## 其他设施
机场设有多个管理、政府及货航保障设施。2002年，紐約都會區承担全美18%进口货物（占有总进口量24%以上）。当时有报道指出肯尼迪机场设有4500万平方英尺（418,064平方米）的仓储空间，另有434,000平方英尺（40,300平方）尚在建设。
| 建筑编号 | 使用状态 | 类型   | 当前用户                 | 附注 |
| -------- | -------- | ------ | ------------------------ | --- |
| 6        | 使用中   | 货运   | 联邦快递航空             | |
| 9        | 使用中   | 货运   | 大韩航空货运             | 2001年投运，占地面积188,000 sq ft（17,500 m2），可同时保障三架波音747停靠。该设施率先运用自动化存储和检索系统处理货物。 |
| 14       | 使用中   | 管理处 | 港务局                   | |
| 14       | 使用中   | 管理处 | JFK Medport              | |
| 15       | 使用中   | 地勤   | Snowlift                 | |
| 17       | 闲置     | 机库   |                          | 前塔航空机库及办公室。后曾收藏九一一袭击事件相关物件，他们在后来被移交至九一一國家紀念博物館等纪念馆。 |
| 23       | 使用中   | 货运   | 汉莎航空货运             | 原名“Tract 8/9A”。2001年8月投运，占地面积434,000平方英尺（40,300平方），可同时保障四架波音747停靠。前租户包括联盟航空及货运服务中心。 |
| 23       | 使用中   | 货运   | 澳洲航空货运             | 原名“Tract 8/9A”。2001年8月投运，占地面积434,000平方英尺（40,300平方），可同时保障四架波音747停靠。前租户包括联盟航空及货运服务中心。 |
| 23       | 使用中   | 货运   | 瑞士空港美国分公司       | 原名“Tract 8/9A”。2001年8月投运，占地面积434,000平方英尺（40,300平方），可同时保障四架波音747停靠。前租户包括联盟航空及货运服务中心。 |
| 23       | 使用中   | 货运   | CAL货运航空              | 原名“Tract 8/9A”。2001年8月投运，占地面积434,000平方英尺（40,300平方），可同时保障四架波音747停靠。前租户包括联盟航空及货运服务中心。 |
| 66       | 使用中   | 货运   | 日本货运航空             | |
| 77       | 使用中   | 多功能 | 美國海關及邊境保衛局     | |
| 77       | 使用中   | 多功能 | 国际地勤联盟             | |
| 81       | 使用中   | 机库   | 捷蓝航空                 | 维护工区占地140,000平方英尺（13,000平方），机库区域占地70,000平方英尺（6,500平方）。2003年开工，2005年竣工，投资金额4500万美元。 |
| 81A      | 使用中   | 机库   | 捷蓝航空                 | 维护工区占地140,000平方英尺（13,000平方），机库区域占地70,000平方英尺（6,500平方）。2003年开工，2005年竣工，投资金额4500万美元。 |
| 81B      | 使用中   | 机库   | 捷蓝航空                 | 维护工区占地140,000平方英尺（13,000平方），机库区域占地70,000平方英尺（6,500平方）。2003年开工，2005年竣工，投资金额4500万美元。 |
| 86       | 使用中   | 货运   | MSN空中服务              | |
| 89       | 使用中   | 货运   | 敦豪全球转运             | |
| 139      | 使用中   | 地勤   | 汉莎天厨                 | |
| 141      | 使用中   | 多功能 | 航空高中1                | 原为紐約與新澤西港務局本部2。其他租户包括服务航空、纽约与新泽西港务局警察局和北美航空。 1 2000年建成占地规模5,000平方英尺（460平方）的飞机动力装置实验室附属设施，投资金额80万美元，供学习飞机维修的学生练手。 2 2003年，该建筑为纪念港务局员工莫里斯·斯隆而敬设。 |
| 141      | 使用中   | 多功能 | ABM Parking              | 原为紐約與新澤西港務局本部2。其他租户包括服务航空、纽约与新泽西港务局警察局和北美航空。 1 2000年建成占地规模5,000平方英尺（460平方）的飞机动力装置实验室附属设施，投资金额80万美元，供学习飞机维修的学生练手。 2 2003年，该建筑为纪念港务局员工莫里斯·斯隆而敬设。 |
| 145      | 使用中   | 地勤   | Sheltair                 | 原属港务局，2013年5月21日移交给Sheltair，成为机场历史上第一架私营服务提供者。 |
| 151      | 使用中   | 货运   | 全球货运服务             | |
| 151      | 使用中   | 货运   | 瑞士國際空港服務有限公司 | |
| 178      | 未知     | 未知   | 未知                     | 原塔航空总部。 |
| 208      | 使用中   | 地勤   | Aerosnow                 | 原为泛美航空设施，占地面积400,000 sq ft（37,000 m2）。 |
| 213      | 闲置     | 航站楼 |                          | 原塔航空航站楼。 |
| 254      | 使用中   | 公安   | 纽约与新泽西港务局警察局 | |
| 255      | 使用中   | 公安   | 纽约与新泽西港务局警察局 | ARFF部署有两套计算机控制丙烷燃料航空器火灾模拟设施。 |
| 269      | 使用中   | 公安   | 纽约与新泽西港务局警察局 | |

三座小教堂（如天空圣母教堂）专为有宗教需求的旅客而设。
2017年1月，投资6500万美元的宠物专用航站楼——“方舟”投入使用。设置该设施的初衷是为运输宠物或为宠物主人提供一个舒适的犬舍。当时，“方舟”为全美唯一一个专为宠物而设的设施。2018年1月，方舟之所有人指控港务局违反“方舟有权检查从境外转运至肯尼迪机场的生物”之条款。在诉讼中，所有人称由于大批动物被移送到美国农业部设于纽堡的设施，“方舟”蒙受了巨大损失。

### 酒店
一些酒店毗邻肯尼迪机场，例如萬怡酒店和皇冠假日。原肯尼迪机场华美达广场酒店为该酒店的144号建筑，为当时唯一入驻肯尼迪机场的酒店。该设施原属Forte Hotels，后转隶纽约肯尼迪机场Travelodge。由于该酒店曾在1990年代至2000年代为空难受害者亲属提供住宿，故亦以“心碎酒店”谓之。2009年，港务局在其2010年初步预算中表示，由于“航班量减少和需要进行大规模翻新”，它将关闭酒店，预计每月可节省100万美元。酒店于2009年12月1日关闭，约有200人失业。
2015年7月27日，州长安德鲁·库默在新闻发布会上表示環航飛行中心将改建为TWA飯店，设505间客房及面积达40,000平方英尺（3,700平方）的会议厅。预计成本达2.65亿美元。酒店设有10,000平方英尺（930平方）的观景台及配套的无边界泳池。酒店于2016年12月15日破土动工，2019年5月15日开业。

## 航空公司及航點

### 客运

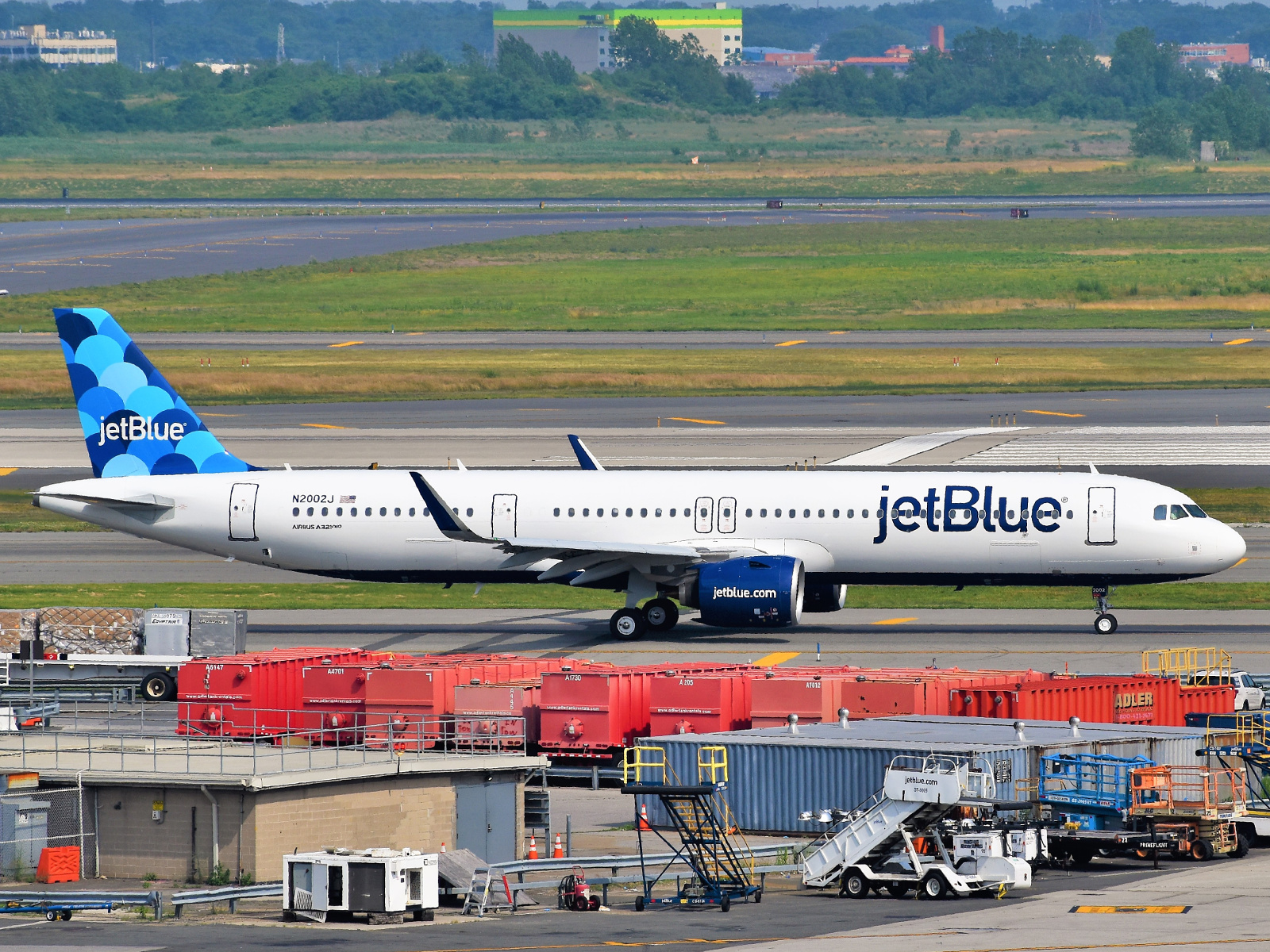
捷蓝航空的空中巴士A321neo型客機在約翰·甘迺迪國際機場滑行

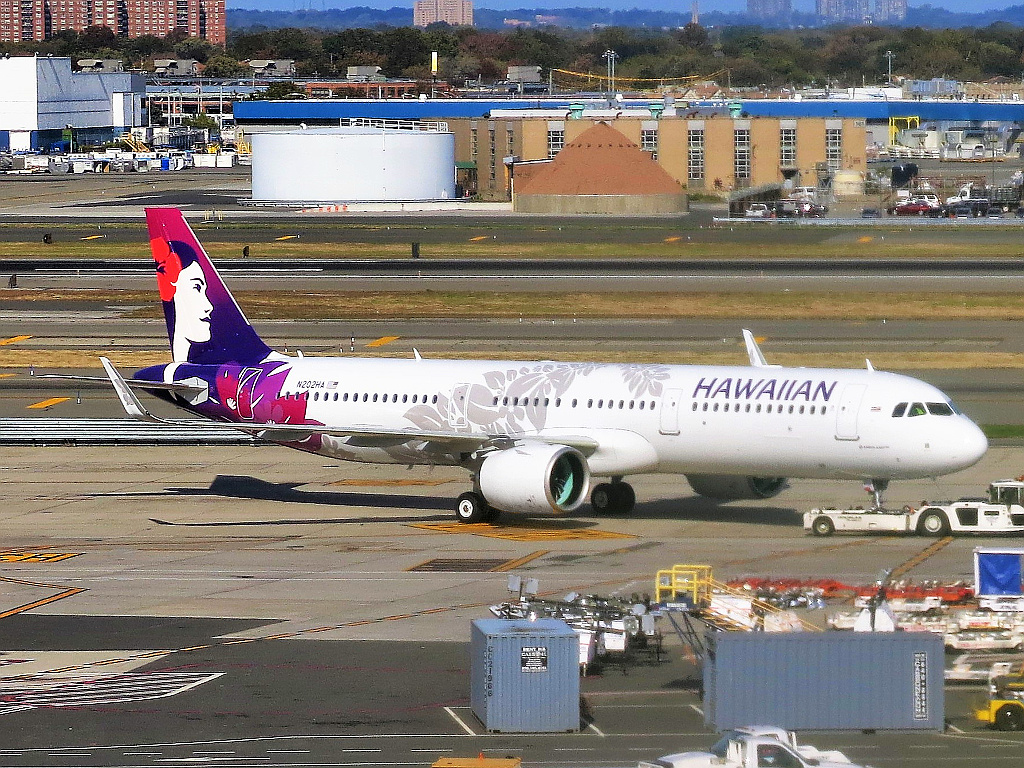
夏威夷航空的空中巴士A321neo型客機在紐約·甘迺迪國際機場

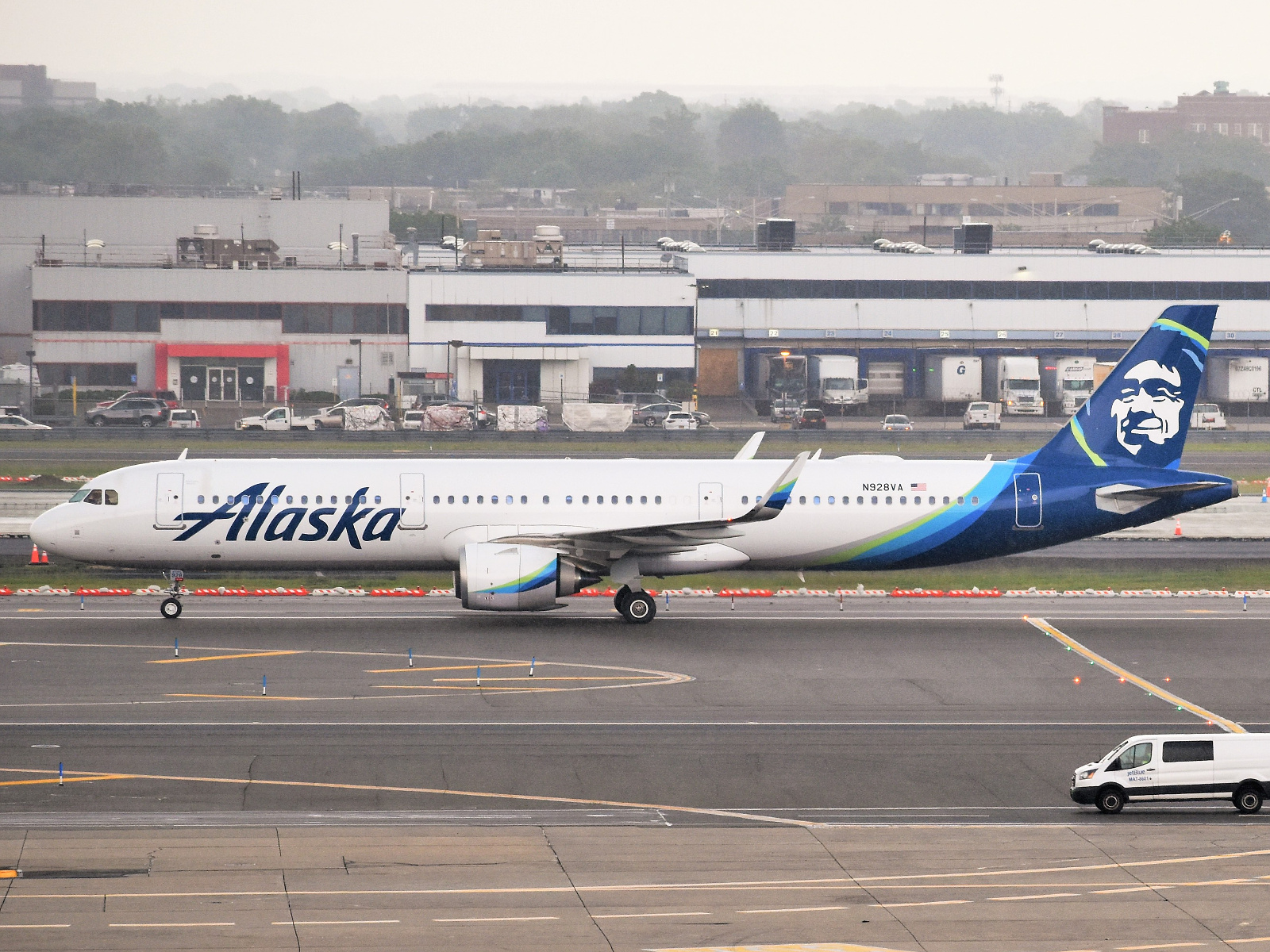
阿拉斯加航空的空中巴士A321neo客机在紐約·甘迺迪國際機場滑行

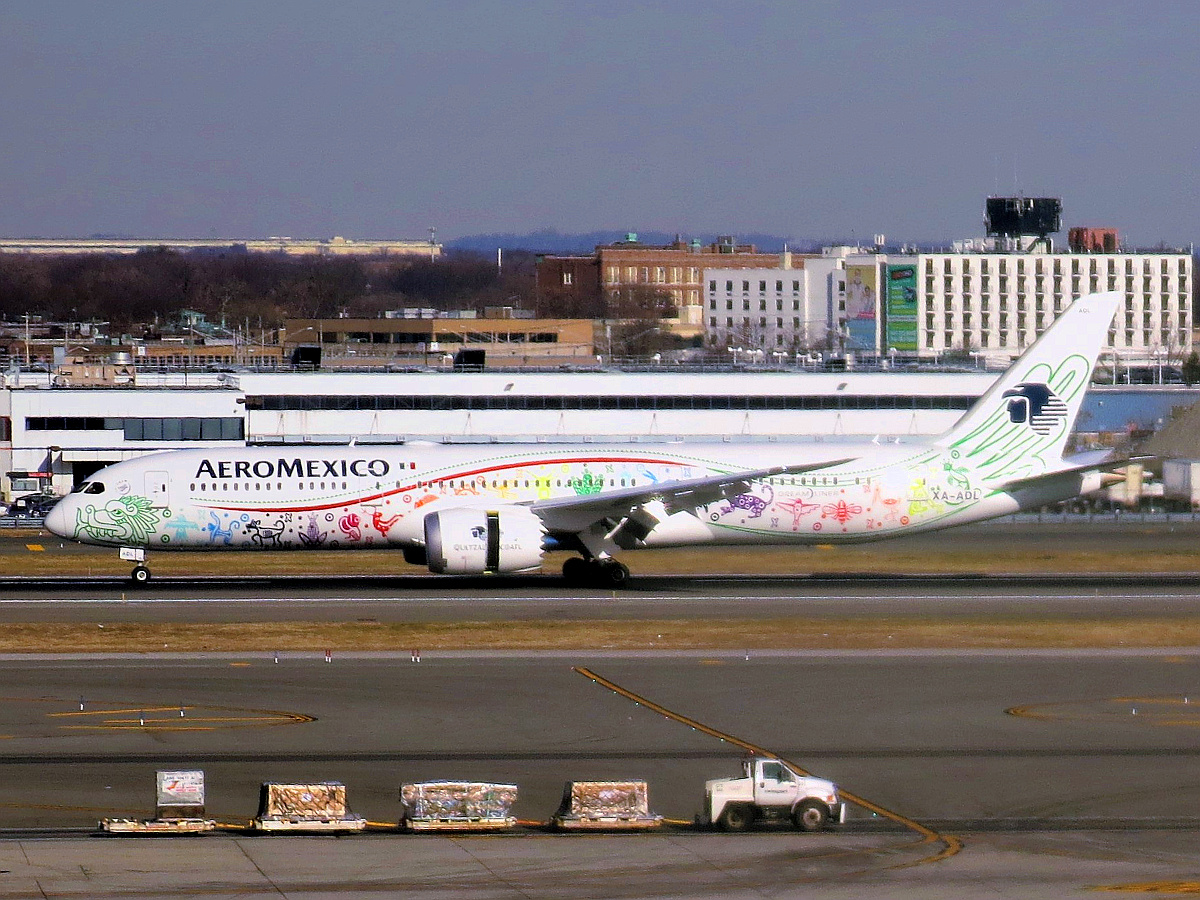
墨西哥國際航空的波音787-9型客機在約翰·甘迺迪國際機場滑行

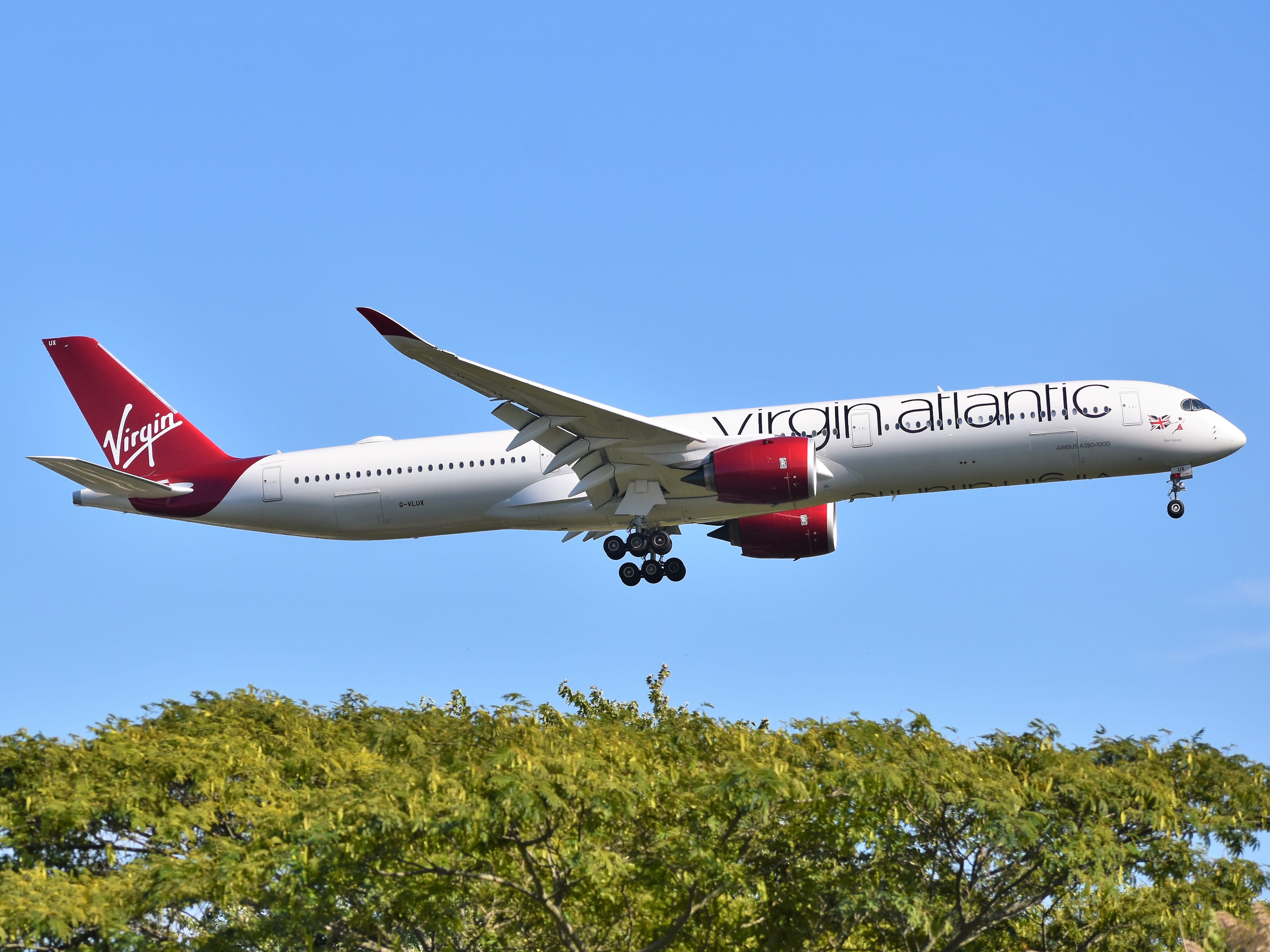
維珍航空的空中巴士A350-1000型客機正在降落於約翰·甘迺迪國際機場

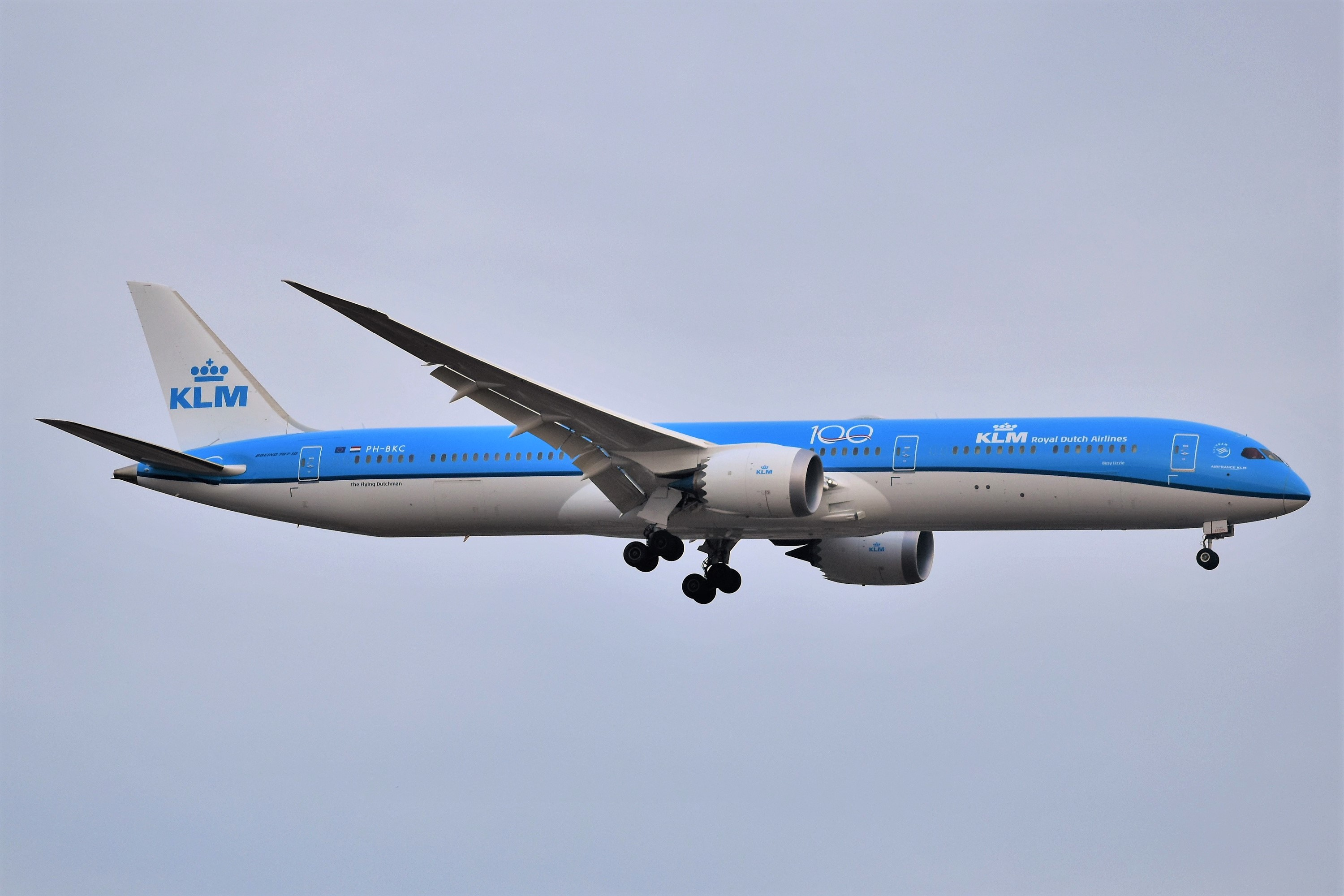
荷蘭皇家航空的波音787-10型客機正在降落於約翰·甘迺迪國際機場

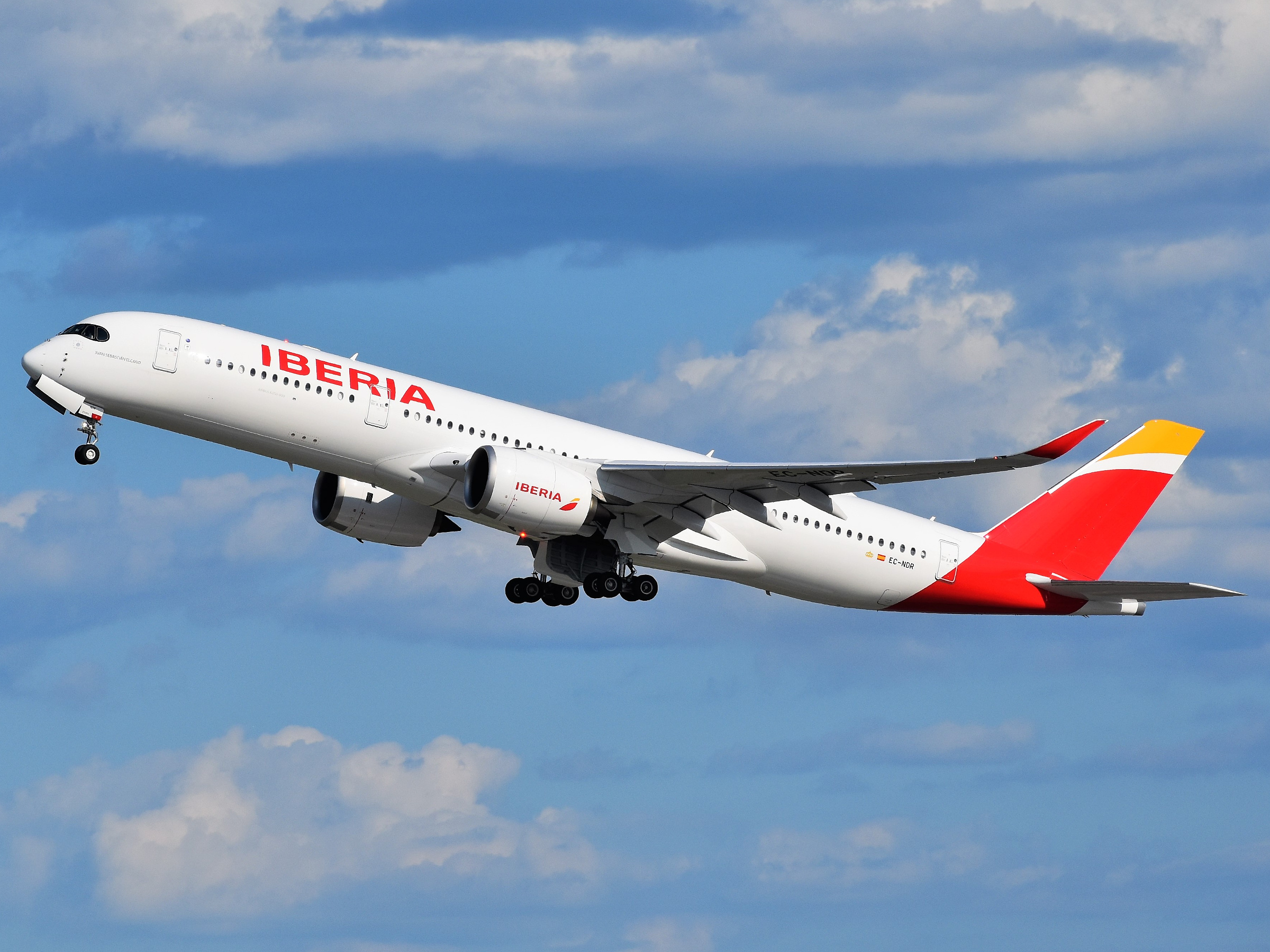
西班牙國家航空的空中巴士A350-900型客機在約翰·甘迺迪國際機場起飛

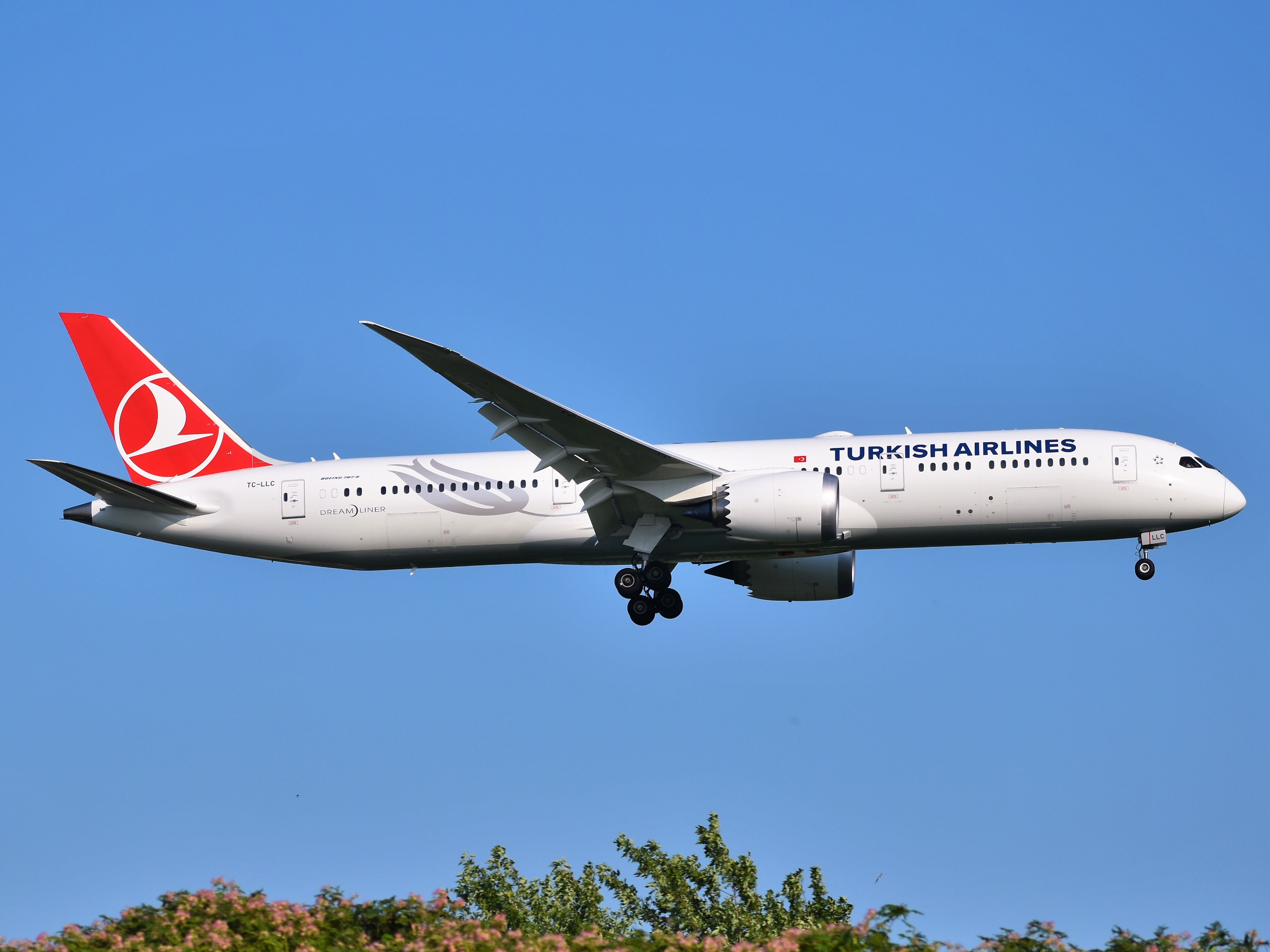
土耳其航空的波音787-9型客機正在降落於紐約·甘迺迪國際機場

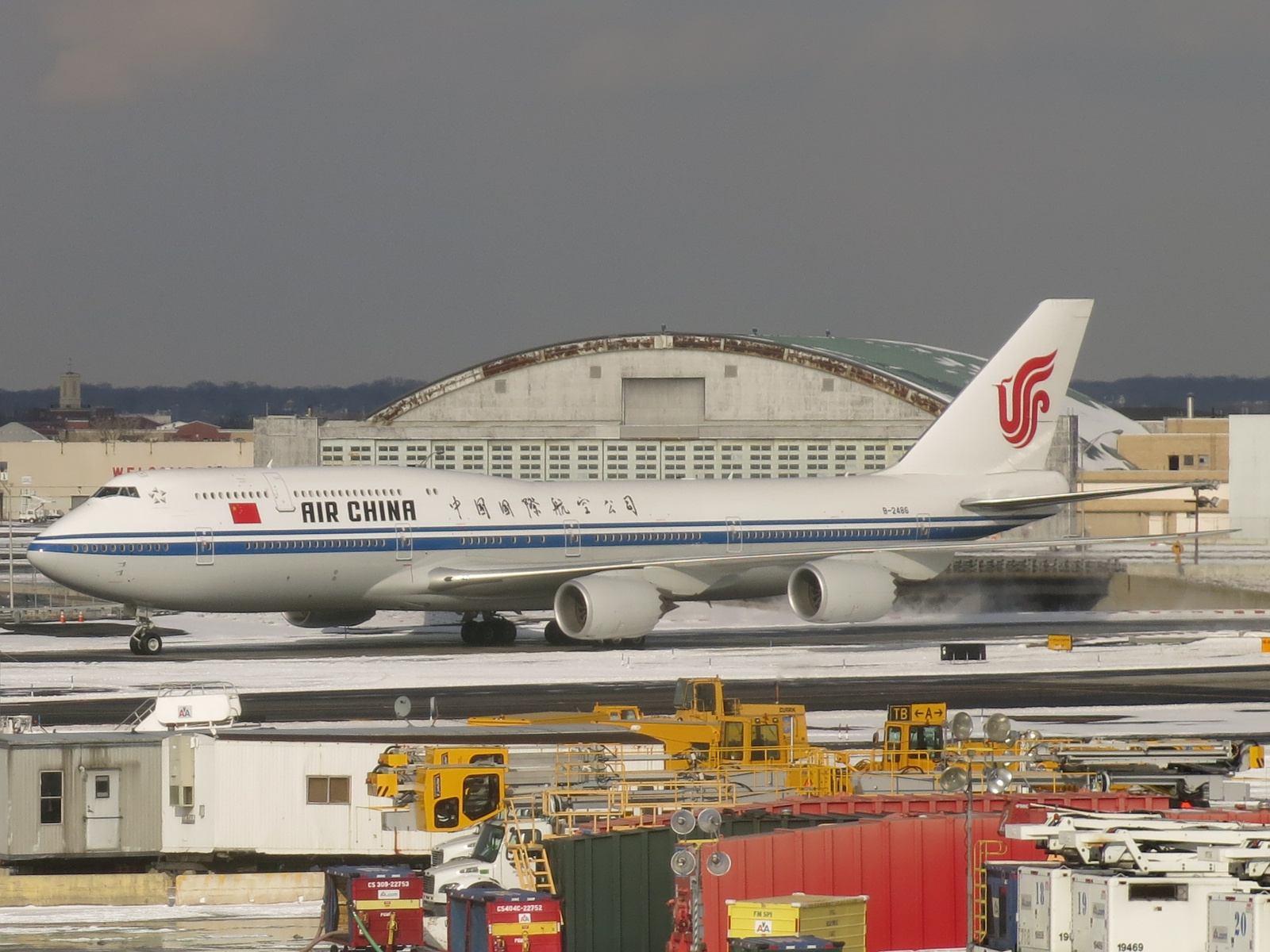
中國國際航空的波音747-8型客機在約翰·甘迺迪國際機場；該機於2015年1月7日執行北京至紐約的首個747-8航班，以紀念北京-紐約航線開通34週年 (Note: 1981年1月7日，中国民航北京管理局使用波音747SP开通北京-上海虹桥-旧金山-纽约航线，航班号为CA981/982；该航班2002年改为不经停航班，但仍使用981/982这对航班号)

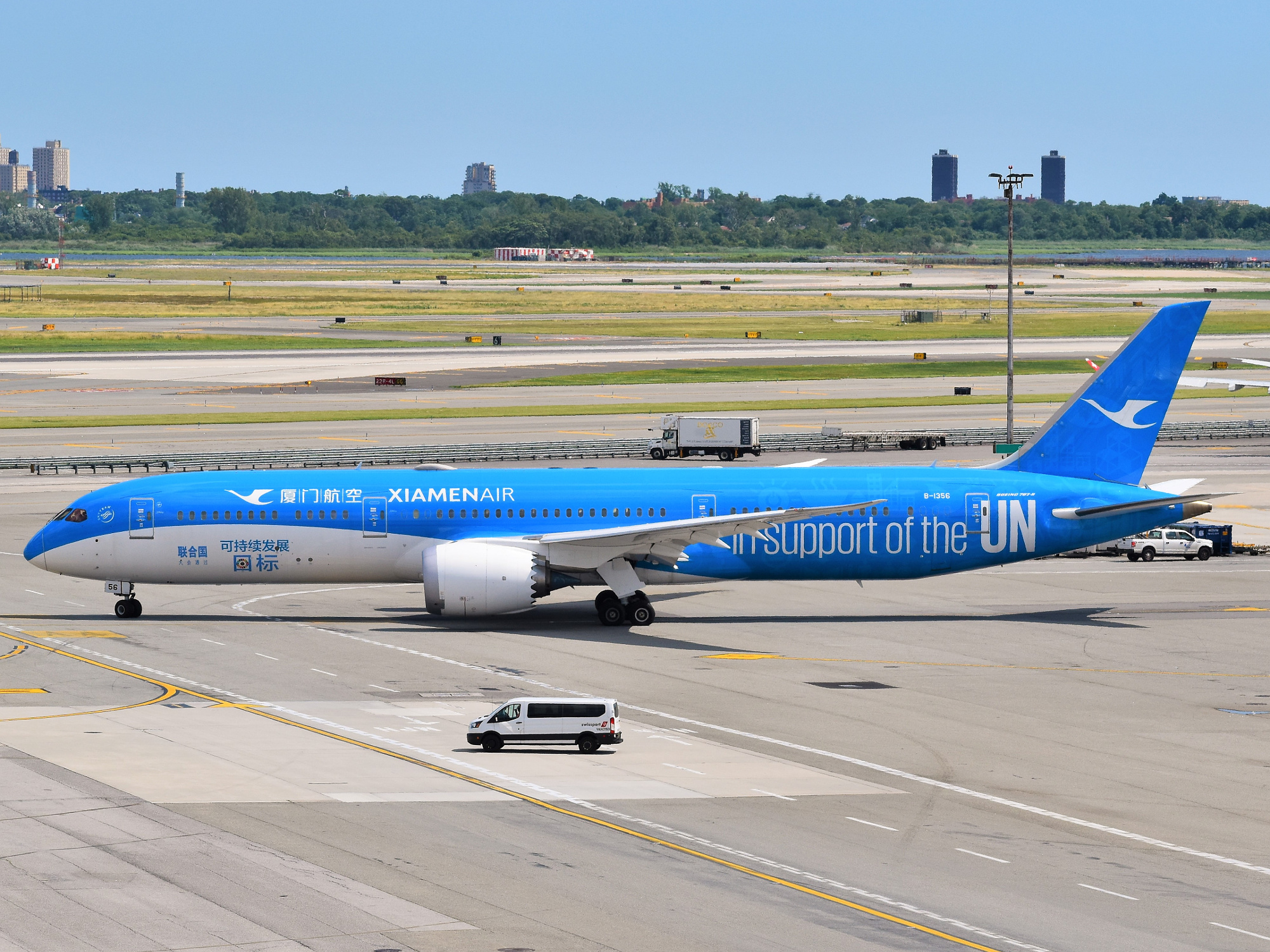
廈門航空的波音787-9型客機在紐約·甘迺迪國際機場滑行

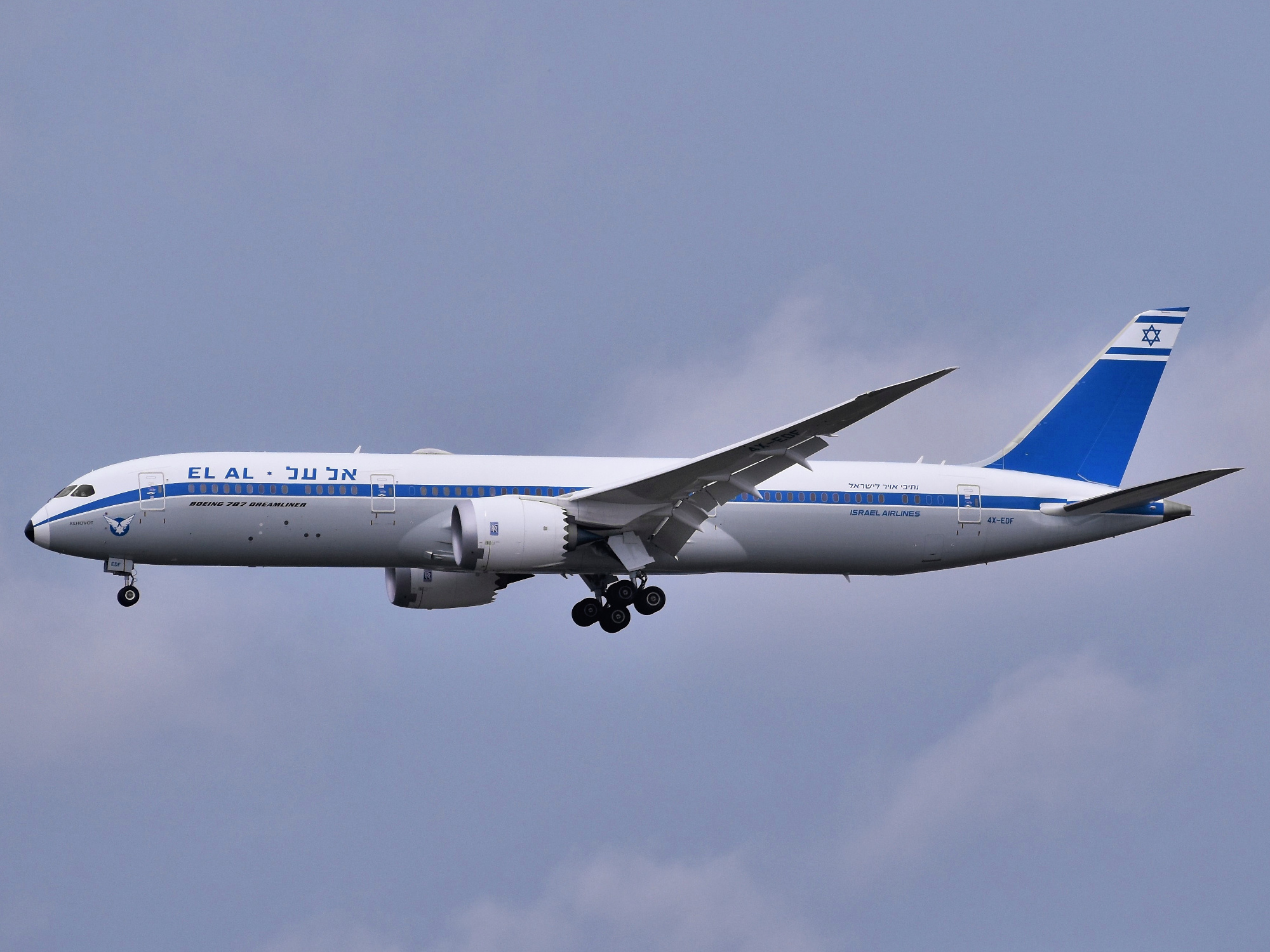
以色列航空的波音787-9型客機正在降落於紐約·甘迺迪國際機場

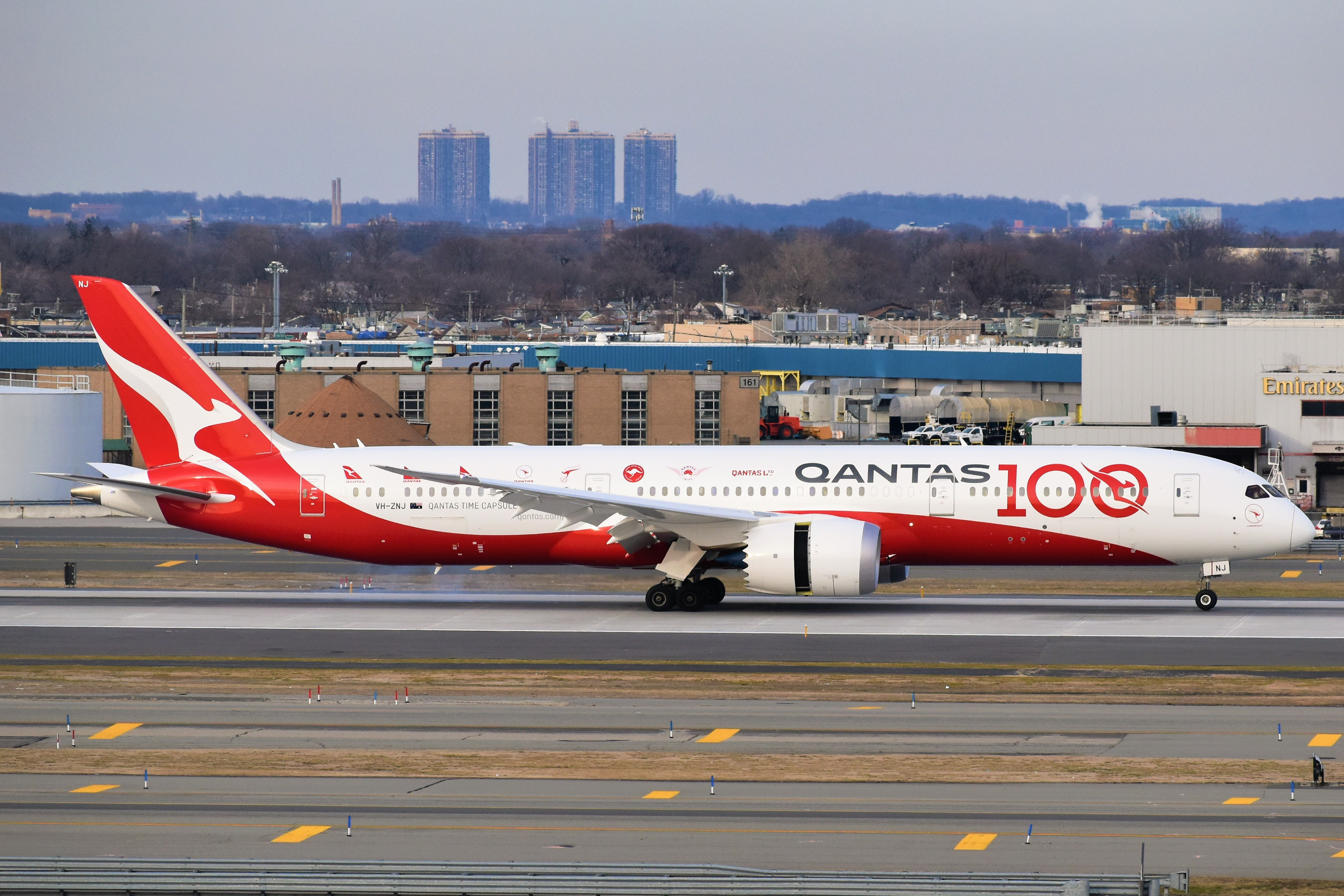
澳洲航空的波音787-9型客機在紐約·甘迺迪國際機場滑行

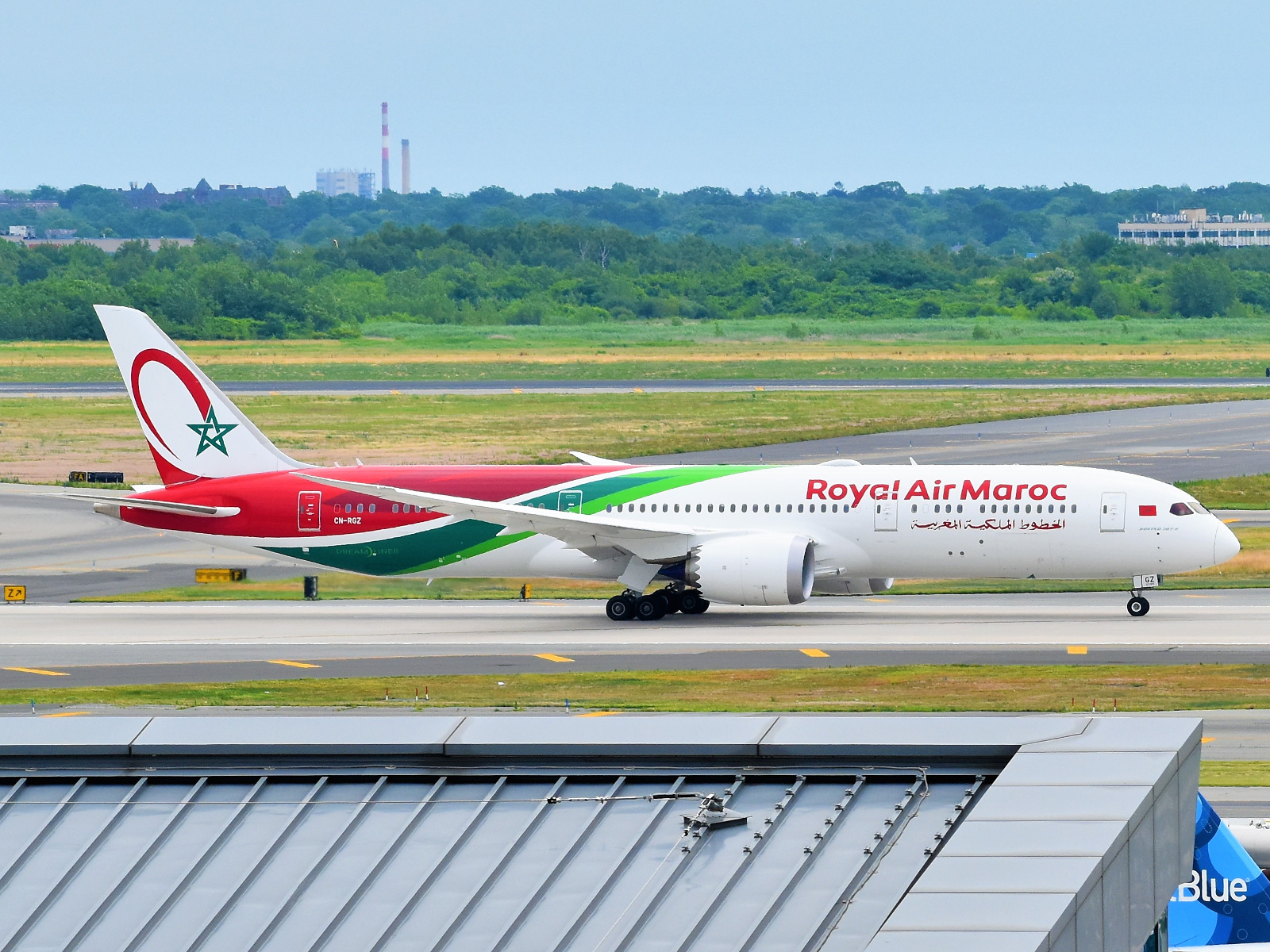
摩洛哥皇家航空的波音787-9型客機在紐約·甘迺迪國際機場滑行

| 航空公司               | 目的地 | 参考文献 |
| ---------------------- | --- | -------- |
| 美國航空               | 安地卡、奥斯汀、巴巴多斯、百慕大、波士顿、布宜诺斯艾利斯–埃塞萨、坎昆、夏洛特、芝加哥–奥黑尔、达拉斯/沃斯堡、德里、乔治敦–切迪贾根、拉斯维加斯、伦敦–希思罗、洛杉矶、马德里、墨西哥城、迈阿密、米兰–马尔彭萨、蒙特哥湾、橙镇、巴黎–戴高乐、凤凰城–天港、旧金山、圣保罗–瓜鲁柳斯、 特拉维夫（暂停） 季节性： 雅典、巴塞罗那、伊格尔县、伊比利亚、普羅維登西亞萊斯、蓬塔卡纳, 里约热内卢、罗马–菲烏米奇諾、圣基茨、圣卢西亚-赫瓦诺拉、圣马丁岛、圣托马斯、圣何塞德尔卡波 | [ 212 ]  |
| 美鹰航空               | 波士顿、辛辛那提、克利夫兰、哥伦布-格伦、印第安纳波利斯、纳什维尔、诺福克、匹兹堡、罗利/达拉姆、多伦多–皮尔逊、华盛顿–国家、伍斯特 | [ 212 ]  |
| 達美航空               | 阿克拉、阿姆斯特丹、阿鲁巴、亚特兰大、奥斯汀、巴塞隆纳、百慕大、波哥大、波士顿、布鲁塞尔、坎昆、达喀尔–狄亚尼、达拉斯/沃斯堡、丹佛、底特律、都柏林、爱丁堡、劳德代尔、迈尔斯堡、法兰克福、火奴鲁鲁、金斯顿–诺曼·曼利（2024年1月13日开办）、拉斯维加斯、里斯本、伦敦–希思罗、洛杉矶、马德里、墨西哥城、迈阿密、米兰–马尔彭萨、明尼阿波利斯/圣保罗、蒙特哥湾、拿骚、新奥尔良、奥兰多、巴黎–戴高乐、凤凰城–天港、波特兰、蓬塔卡纳、罗马–菲乌米奇洛、圣马丁岛、盐湖城、圣安东尼奥、圣地亚哥、旧金山、圣胡安、萨尔瓦多、圣地亚哥德洛斯卡瓦列罗斯、圣多明各–亚美利加、圣保罗–瓜鲁柳斯、西雅图/塔科马、坦帕、特拉维夫（2025年4月1日復辦）、威尼斯、西棕榈滩、苏黎世 季节性： 雅典、柏林、波兹曼、布宜洛斯艾利斯–埃塞萨、哥本哈根、日内瓦、伦敦–盖特威克、那不勒斯、尼斯、布拉格、普羅維登西亞萊斯、雷克雅未克–凯夫拉维克、里约热内卢–加利昂、圣基茨、圣托马斯、圣何塞德尔卡波、香农（2024年5月23日恢复）、斯特哥尔摩–阿兰达 | [ 221 ]  |
| 达美连接航空           | 巴尔的摩、班戈、波士顿、布法罗、伯灵顿、查尔斯顿、夏洛特、芝加哥–奥黑尔、辛辛那提、克利夫兰、哥伦布–格伦、底特律、印第安纳波利斯、伊萨卡、杰克逊维尔、堪萨斯城、密尔沃基、蒙特利尔–特鲁多、纳什维尔、诺福克、匹兹堡、波特兰、罗利/达哈姆、里士满、罗切斯特、萨凡纳、雪城、多伦多–皮尔逊、华盛顿–杜勒斯、华盛顿–国家 季节性： 漫沙文雅岛、楠塔基特 | [ 221 ]  |
| 捷藍航空               | 阿瓜迪亚、阿姆斯特丹、安提瓜、阿鲁巴岛、亚特兰大、奥斯汀、巴巴多斯、贝里斯市、百慕大、波士顿、布法罗、伯班克、柏林顿（2024年1月4日停办）、坎昆、卡塔赫纳、查尔斯顿、芝加哥–奥黑尔、库拉索、达拉斯/沃斯堡、丹佛、底特律、劳德代尔堡、迈尔斯堡、乔治敦–切迪·賈根、大开曼岛、格林纳达、危地马拉城、瓜亚基尔、哈瓦那、休斯顿–洲际、杰克逊维尔、堪萨斯城、金士顿–诺曼·曼利、拉斯维加斯、利比里亚、伦敦–盖特威克、伦敦–希思罗、洛杉矶、迈阿密、密尔沃基、明尼阿波利斯/圣保罗、蒙特哥湾、纳什维尔、拿骚、新奥尔良、安大略、奥兰多、巴黎–戴高乐、凤凰城–天港、皮特尔角、庞塞、太子港、西班牙港、普羅維登西亞萊斯、普拉塔港、巴亚尔塔港、蓬塔卡纳、罗利/达拉姆、雷诺/太浩、罗彻斯特, 沙加缅度、圣基茨岛、圣卢西亚-赫瓦诺拉、圣马丁岛、圣托马斯、盐湖城、圣安东尼奥、圣地亚哥、旧金山、哥斯达黎加圣何塞-胡安·圣玛丽亚、圣何塞德尔卡波, 圣胡安、圣地亚哥德洛斯卡瓦列罗斯, 圣多明各-亚美利加、萨拉索塔、萨凡纳、西雅图/塔科马、雪城、坦帕、温哥华、华盛顿–国家（2024年1月3日停办）、棕榈滩 季节性：阿尔伯克基、波兹曼、都柏林、爱丁堡、海登/斯廷博特斯普林斯、海恩尼斯、漫沙文雅岛、蒙特罗斯、楠塔基特、棕榈泉、波特兰（缅因州）、波特兰（俄勒冈州）、圣琼斯 | [ 230 ]  |
| 阿拉斯加航空           | 波特兰、圣地亚哥、旧金山、西雅图/塔科马 季节性：安克雷奇（2024年6月13日开办）、棕榈泉 | [ 233 ]  |
| 夏威夷航空             | 火奴鲁鲁 | [ 234 ]  |
| 开普航空               | 萨拉纳克湖/普莱西德湖 季节性： 海恩尼斯、漫沙文雅岛、楠塔基特 | [ 236 ]  |
| 太阳城航空             | 季节性： 明尼阿波利斯/圣保罗 | [ 238 ]  |
| 加拿大快运航空         | 蒙特利尔–特鲁多、多伦多–皮尔逊 | [ 239 ]  |
| 西捷航空               | 卡尔加里 | [ 240 ]  |
| 墨西哥國際航空         | 墨西哥城 季节性：蒙特雷 | [ 241 ]  |
| 愉快空中巴士航空       | 墨西哥城 | [ 242 ]  |
| 沃拉里斯航空           | 瓜达拉哈拉 | [ 243 ]  |
| 哥斯达黎加阿维安卡航空 | 哥斯大黎加聖何塞–胡安·聖瑪麗亞 | [ 244 ]  |
| 哥斯大黎加沃拉里斯航空 | 哥斯达黎加圣何塞–胡安·圣玛丽亚、萨尔瓦多 | [ 245 ]  |
| 萨尔瓦多阿维安卡航空   | 危地马拉城、圣萨尔瓦多 | [ 246 ]  |
| 开曼航空               | 大开曼岛 | [ 247 ]  |
| 加勒比航空             | 乔治敦–切迪·賈根、金士顿–诺曼·曼利、蒙特哥湾、西班牙港、圣文森特-阿盖尔、多巴哥 | [ 248 ]  |
| 巴拿馬航空             | 巴拿马城–托库门 | [ 249 ]  |
| 哥倫比亞航空           | 波哥大、卡利、卡塔赫纳、麦德林–玛丽亚、佩雷拉 | [ 246 ]  |
| 厄瓜多爾哥倫比亞航空   | 瓜亚基尔、基多 | [ 253 ]  |
| 秘魯南美航空           | 利马 | [ 254 ]  |
| 巴西南美航空           | 圣保罗–瓜鲁柳斯 | [ 255 ]  |
| 智利南美航空           | 圣地亚哥 | [ 255 ]  |
| 阿根廷航空             | 布宜诺斯艾利斯–埃塞萨 | [ 257 ]  |
| 冰島航空               | 雷克雅未克–凯夫拉维克 | [ 258 ]  |
| 爱爾蘭航空             | 都柏林、曼彻斯特、香农 | [ 261 ]  |
| 英國航空               | 伦敦–希斯罗 季节性：伦敦–盖特威克 | [ 263 ]  |
| 維珍航空               | 伦敦–希思罗、曼彻斯特 | [ 264 ]  |
| 法國航空               | 巴黎-戴高乐 | [ 265 ]  |
| 布魯塞爾航空           | 布鲁塞尔 | [ 266 ]  |
| 荷蘭皇家航空           | 阿姆斯特丹 | [ 267 ]  |
| 汉莎航空               | 法兰克福、慕尼黑 | [ 268 ]  |
| 神鹰航空               | 法兰克福 | [ 271 ]  |
| 奧地利航空             | 维也纳 | [ 272 ]  |
| ITA航空                | 罗马–菲乌米奇洛 | [ 273 ]  |
| 勒奥斯航空             | 米兰–马尔彭萨 季节性：巴勒莫（2024年6月9日开办） | [ 275 ]  |
| 瑞士國際航空           | 日内瓦、苏黎世 | [ 276 ]  |
| 西班牙國家航空         | 马德里 | [ 277 ]  |
| 欧罗巴航空             | 马德里 | [ 278 ]  |
| 水平航空               | 巴塞罗那 | [ 279 ]  |
| TAP葡萄牙航空          | 里斯本 | [ 280 ]  |
| 北歐航空               | 哥本哈根 季节性：奥斯陆 | [ 281 ]  |
| 北歐大西洋航空         | 柏林、伦敦–盖特威克、巴黎–戴高乐 季节性：雅典、奥斯陆、罗马–菲乌米奇诺 | [ 283 ]  |
| 芬兰航空               | 赫尔辛基 | [ 284 ]  |
| LOT波蘭航空            | 华沙–肖邦 | [ 285 ]  |
| 塞爾維亞航空           | 贝尔格莱德 | [ 286 ]  |
| HiSky航空              | 布加勒斯特 | [ 288 ]  |
| 土耳其航空             | 伊斯坦布尔 | [ 289 ]  |
| 以色列航空             | 特拉维夫 | [ 290 ]  |
| 阿基亞以色列航空       | 特拉维夫 | [ 291 ]  |
| 卡塔尔航空             | 多哈 | [ 292 ]  |
| 科威特航空             | 科威特城 | [ 293 ]  |
| 阿联酋航空             | 迪拜、米兰–马尔彭萨 | [ 294 ]  |
| 阿提哈德航空           | 阿布扎比 | [ 295 ]  |
| 沙特阿拉伯航空         | 吉达、利雅得 | [ 296 ]  |
| 烏茲別克斯坦航空       | 塔什干 | [ 297 ]  |
| 中国国际航空           | 北京–首都 | [ 298 ]  |
| 中国东方航空           | 上海–浦东 | [ 299 ]  |
| 中国南方航空           | 广州 | [ 301 ]  |
| 厦门航空               | 福州 |          |
| 國泰航空               | 香港 | [ 302 ]  |
| 中華航空               | 台北–桃园 | [ 303 ]  |
| 長榮航空               | 台北–桃园 | [ 304 ]  |
| 星宇航空               | 台北–桃园（2025年或2026年開辦） |          |
| 日本航空               | 东京–羽田 | [ 306 ]  |
| 全日本空輸             | 东京-羽田 | [ 307 ]  |
| 大韓航空               | 首尔–仁川 | [ 308 ]  |
| 韓亞航空               | 首尔–仁川 | [ 309 ]  |
| 印度航空               | 德里、孟买 | [ 311 ]  |
| 菲律賓航空             | 马尼拉 | [ 312 ]  |
| 新加坡航空             | 法兰克福、新加坡 | [ 313 ]  |
| 澳洲航空               | 奥克兰、悉尼 | [ 314 ]  |
| 新西蘭航空             | 奥克兰 | [ 315 ]  |
| 塞内加尔航空           | 达喀尔-迪亚斯 | [ 316 ]  |
| 亞速爾群島航空         | 丰沙尔、蓬塔德尔加达、波爾圖（2024年6月3日开办） 季节性： 特塞拉 | [ 319 ]  |
| 埃及航空               | 开罗 | [ 320 ]  |
| 埃塞俄比亞航空         | 阿比让、亚的斯亚贝巴、洛美 | [ 321 ]  |
| 肯尼亚航空             | 内罗毕 | [ 322 ]  |
| 摩洛哥皇家航空         | 卡萨布兰卡 | [ 323 ]  |
| 皇家約旦航空           | 安曼 | [ 324 ]  |

### 货运
单论货物价值，肯尼迪机场是全美第三大货运门户（仅次于洛杉磯港和紐約和紐澤西港）暨全美第一大国际货运口岸。2008年，如按进出口额计算，全美国际空运中约21%（如论吨位，则占9.6%）经肯尼迪机场运输。
肯尼迪机场货运综合体属于对外贸易区，在法律上并非美国海关管制区。肯尼迪机场是欧美之间的主要航空货运枢纽。伦敦、布鲁塞尔和法兰克福是肯尼迪机场的三大货运目的地。2003年，从肯尼迪机场出口的货物大多运到东京、首尔和伦敦。同样，大量来自首尔、香港、台北和伦敦的货物经肯尼迪机场入境。
二十五间航空公司在此提供货运服务，包括国货航、ABX航空、韓亞航空、亞特拉斯航空、CAL货运航空、卢货航、国泰航空货运、中華航空、長榮航空、阿联酋货运航空、日货航、联邦快递航空、英国敦豪航空、卡利塔航空、大韓航空、汉莎货运航空、联合包裹服务和美国南方航空。世界航空亦曾以此为基地。前2005年，排名前五的航司承运了33.1%的货物：美國航空（10.9%）、联邦快递航空（8.8%）、汉莎货运航空（5.2%）、大韩航空货运（4.9%）、中華航空 （3.8%）。
肯尼迪机场的大部分货运设施设在航站区北部和西部。敦豪航空、联邦快递航空、日本航空、汉莎航空、日本貨物航空和聯合航空在该机场设有货运设施。2000年，大韓航空货运启用新货运中心，投资额1.02亿美元，占地面积81,124平方英尺（7,536.7平方），设计年货邮吞吐量20万吨。2007年，美國航空在八号航站楼新设加急包裹设施，客户可在三十分钟内投放或提取加急件。
| 航空公司             | 目的地                                                                          |
| -------------------- | ------------------------------------------------------------------------------- |
| 中國國際貨運航空     | 安克雷奇、北京–首都、达拉斯/沃斯堡、上海–浦东                                   |
| 亚马逊航空           | 芝加哥/罗克福德、辛辛那提、沃斯堡、沙加缅度、西雅图/塔科马、威明顿              |
| 韩亚航空货运         | 安克雷奇、迈阿密、首尔–仁川                                                     |
| ASL比利時航空        | 列日                                                                            |
| 亞特拉斯航空         | 安克雷奇、杭州、洛杉矶                                                          |
| 联盟货运航空         | 墨西哥城                                                                        |
| CAL货运航空          | 列日、特拉维夫                                                                  |
| 卢森堡国际货运航空   | 芝加哥–奥黑尔、瓜达拉哈拉、休斯顿–洲际、洛杉矶、卢森堡、墨西哥城、图卢兹        |
| 意大利卢森堡货运航空 | 卢森堡、米兰–马尔彭萨                                                           |
| 国泰航空货运         | 安克雷奇、卡尔加里、芝加哥–奥黑尔、哥伦布-里肯巴克、香港、波特兰、多伦多–皮尔逊 |
| 挑战航空             | 列日, 特拉维夫                                                                  |
| 中華航空货运         | 安克雷奇、台北–桃园                                                             |
| 中國貨運航空         | 西雅图/塔科马、上海–浦东                                                        |
| 敦豪航空             | 安克雷奇, 芝加哥–奥黑尔、辛辛那提、东密德兰、莱比锡/哈雷                        |
| 阿联酋货运航空       | 芝加哥-奥黑尔、迪拜–阿勒馬克圖姆、马斯特里赫特/亚琛                             |
| 长荣航空货运         | 安克雷奇、台北–桃园                                                             |
| 联邦快递航空         | 印第安纳波利斯、孟菲斯、华盛顿–杜勒斯                                           |
| 卡利塔航空           | 阿姆斯特丹                                                                      |
| 大韩航空货运         | 安克雷奇、迈阿密、首尔–仁川、上海–浦东、多伦多–皮尔逊                           |
| 汉莎货运航空         | 亚特兰大、法兰克福、墨西哥城                                                    |
| MNG航空              | 科隆/波恩                                                                       |
| 日本貨物航空         | 安克雷奇、芝加哥–奥黑尔、东京–成田                                              |
| 澳洲航空货运         | 安克雷奇、重庆、上海–浦东                                                       |
| 卡塔尔航空货运       | 多哈、哈利法克斯、萨拉戈萨                                                      |
| 沙特航空货运         | 吉达                                                                            |
| 顺丰航空             | 杭州                                                                            |
| 天联快运             | 哈密尔顿                                                                        |
| 土耳其航空货运       | 波哥大、伊斯坦布尔、多伦多–皮尔逊、萨拉戈萨                                     |
| 联合包裹服务航空     | 芝加哥/罗克福德、路易斯维尔、奥兰多, 费城 季节性：布拉德利                      |

## 统计数据

### 旅客吞吐量
请参阅源Wikidata查询.

### 热门目的地
| 排名 | 目的地        | 旅客吞吐量 | 承运人                       |
| ---- | ------------- | ---------- | ---------------------------- |
| 1    | 洛杉矶        | 1,388,000  | 美航 达美 捷蓝 联航          |
| 2    | 迈阿密        | 960,000    | 美航 达美 捷蓝               |
| 3    | 旧金山        | 951,000    | 阿拉斯加 美航 达美 捷蓝 联航 |
| 4    | 奥兰多        | 706,000    | 达美 捷蓝                    |
| 5    | 劳德代尔      | 662,000    | 达美 捷蓝                    |
| 6    | 亚特兰大      | 514,000    | 达美 捷蓝                    |
| 7    | 波士顿        | 488,000    | 美航 达美 捷蓝               |
| 8    | 圣胡安        | 469,000    | 达美 捷蓝                    |
| 9    | 拉斯维加斯    | 468,000    | 达美 捷蓝                    |
| 10   | 西雅图-塔科马 | 465,000    | 阿拉斯加 达美 捷蓝           |

| 排名 | 目的地                   | 旅客吞吐量 | 承运人                    |
| ---- | ------------------------ | ---------- | ------------------------- |
| 1    | 伦敦-希斯罗              | 1,489,089  | 美航 英航 达美 捷蓝 维珍  |
| 2    | 巴黎-戴高乐              | 987,445    | 法航 美航 达美            |
| 3    | 圣地亚哥德洛斯卡瓦列罗斯 | 928,162    | 达美 捷蓝                 |
| 4    | 圣多明各                 | 877,139    | 美航 达美 捷蓝            |
| 5    | 坎昆                     | 634,556    | 美航 达美 捷蓝            |
| 6    | 特拉维夫                 | 571,306    | 美航 达美 以航            |
| 7    | 墨西哥城                 | 559,134    | 墨国航 美航 达美 愉快空巴 |
| 8    | 马德里                   | 529,983    | 欧航 美航 达美 伊比利亚   |
| 9    | 阿姆斯特丹               | 502,991    | 达美 荷航                 |
| 10   | 蓬塔卡纳                 | 496,962    | 美航 达美 捷蓝            |

### 航空公司市场份额
| 排名 | 航司         | 旅客吞吐量 | 占比  |
| ---- | ------------ | ---------- | ----- |
| 1    | 达美航空     | 17,276,949 | 28.7% |
| 2    | 捷蓝航空     | 17,045,499 | 28.4% |
| 3    | 美国航空     | 7,997,362  | 13.3% |
| 4    | 阿拉斯加航空 | 1,251,290  | 02.2% |
| 5    | 法国航空     | 1,115,681  | 01.9% |
| 6    | 英国航空     | 1,110,609  | 01.8% |
| 7    | 维珍航空     | 902,754    | 01.5% |
| 8    | 阿联酋航空   | 878,766    | 01.5% |
| 9    | 哥伦比亚航空 | 702,248    | 01.2% |
| 10   | 爱尔兰航空   | 610,941    | 01.0% |

## 地面運輸

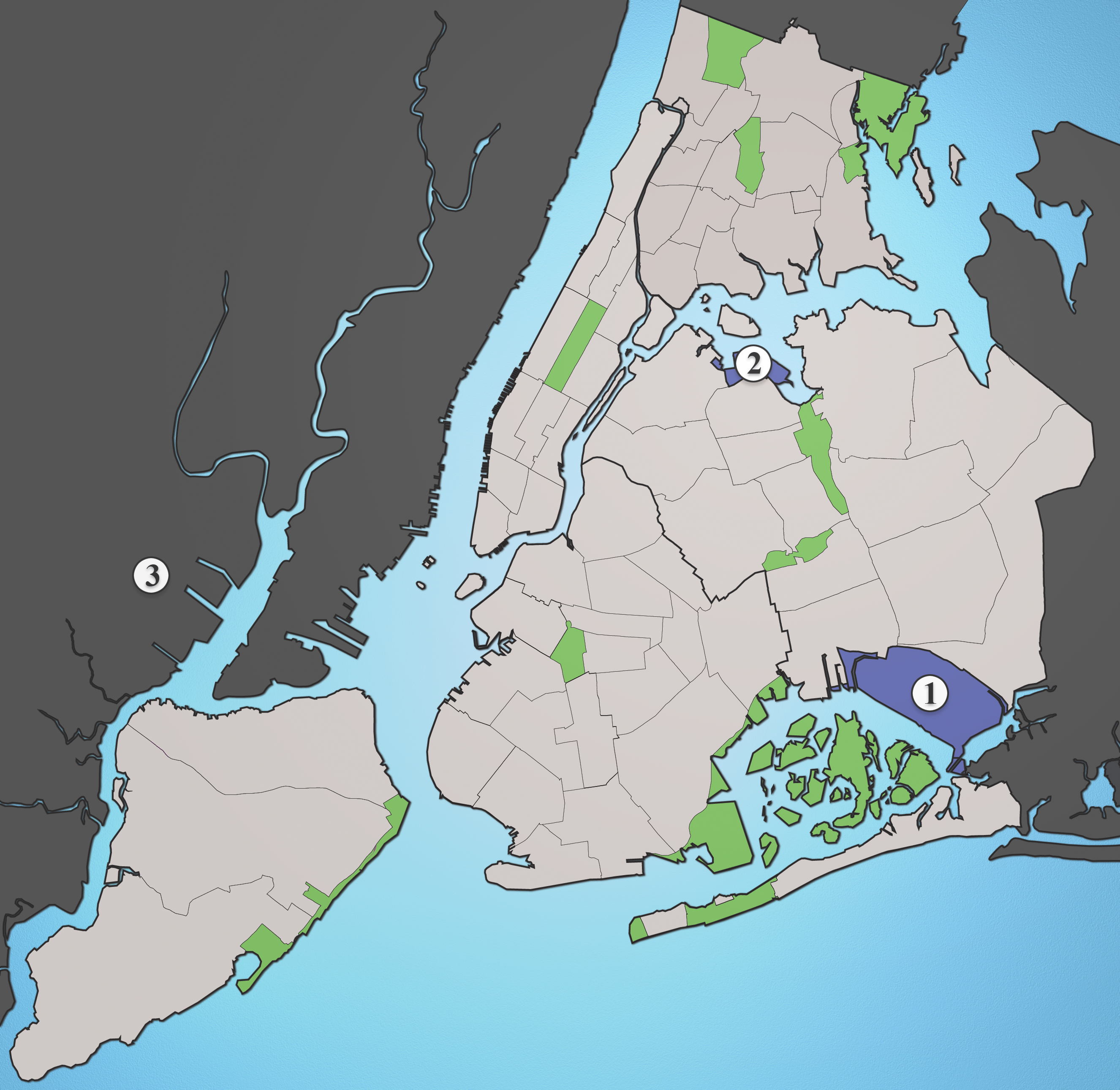
地圖顯示紐約市、甘迺迪國際機場（1）、拉瓜地亞機場（2）和紐華克自由國際機場（3）的位置

### 鐵路
所有甘迺迪國際機場捷運的路線在每個客運大樓停靠。該捷運也停靠甘迺迪國際機場的長期停車場聯邦圓環，以及兩個地鐵站：霍華德海灘-JFK機場車站及牙買加站。在機場各客運大樓之間必須乘搭甘迺迪國際機場捷運，而兩個地鐵轉乘站可採用都會卡支付車資轉乘紐約地鐵、長島鐵路及MTA巴士。

### 巴士
截至2022年，只有Q3線巴士停靠8號客運大樓。Q6及Q7線巴士停靠機場的貨運大樓。Q10及B15線巴士停靠甘迺迪國際機場捷運的勒弗特林蔭路站，並可免費轉乘。B15、Q3及Q10線巴士預定將於2026年恢復停靠5號客運大樓，早前因建築工程而暫時不停靠。巴士車費可以都會卡或OMNY支付，並設有與紐約地鐵的免費轉乘。

## 意外事故
- 1962年3月1日，執行美國航空1號班機的一架波音707-123B（編號N7506A）由此機場起飛後不久即因方向舵故障墜入牙买加湾，機上95人全部罹難。
- 1962年11月30日，執行東方航空512號班機的一架道格拉斯DC-7B（編號N815D）在霧中降落時墜毀於此機場，25人死亡。
- 1965年2月8日，執行東方航空663號班機的一架道格拉斯DC-7B（編號N849D）在由此機場起飛之後因機師空間迷向而墜毀，機上84人全部死亡。
- 1975年6月24日，執行東方航空66號班機的一架波音727-225（編號N8845E）在向肯尼迪機場進近時遭遇微下擊暴流，墜毀於皇后區牙買加（英语：Jamaica, Queens），導致113人死亡，11人受傷。
- 1990年1月25日，執行哥倫比亞航空52號班機的一架波音707-321B（編號HK-2016）在飛往該機場的途中因燃油耗盡而墜毀於長島，導致73人死亡，85人受傷。
- 1992年7月30日，執行環球航空843號班機的一架洛歇L-1011（編號N11002）在由紐約飛往舊金山時因起飛失敗而墜毀，機上292人於90秒內全數逃生。
- 2001年11月12日，執行美國航空587號班機的一架空中客車A300B4-605R（編號N14053）在日本航空的一架波音747-446（執行飛往成田的JL47號班機）起飛後1分鐘起飛，機師過度使用方向舵以應對日航班機的尾波亂流，導致這架A300的垂直尾翼脫落，墜毀於皇后區，機上260人和地面5人死亡。

## 延伸阅读
- Bloom, Nicholas Dagen. The Metropolitan Airport: JFK International and Modern New York (University of Pennsylvania Press, 2015). x, 233 pp.

## 外部連結
- 甘迺迪國際機場官方網站 （页面存档备份，存于）
- FAA机场平面图 (PDF)（自2025-06-12起）
- JFK的FAA终端程序（自2025-06-12起）

- 关于此机场的资源：
  - AirNav KJFK机场信息
  - ASN JFK机场事故历史
  - FlightAware 机场信息及实时航班追踪
  - NOAA/NWS 最新及前三天的气象观测信息
  - SkyVector KJFK机场航图
  - FAA 当前JFK机场航班延误情况